# Architettura neoclassica

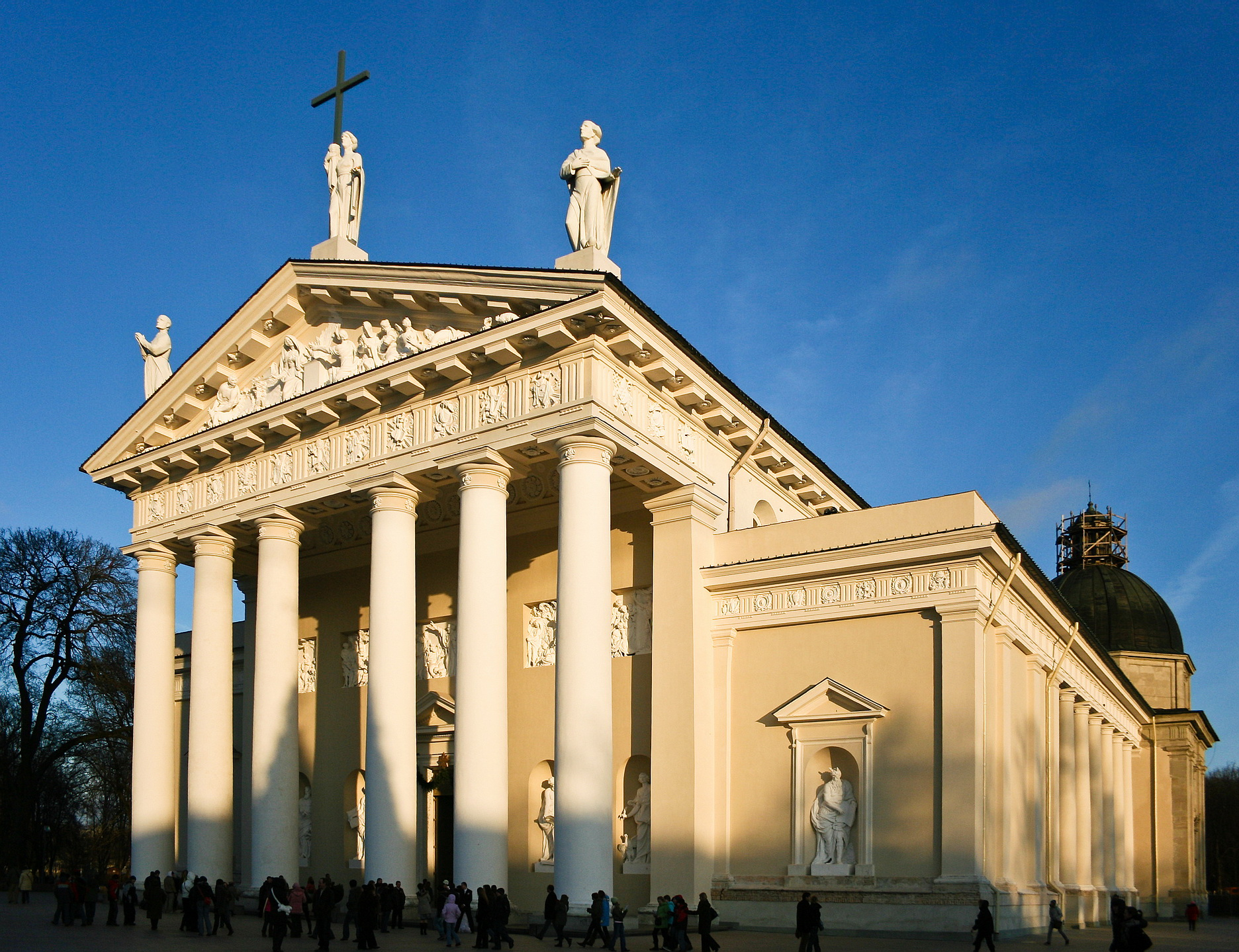
Cattedrale di Vilnius

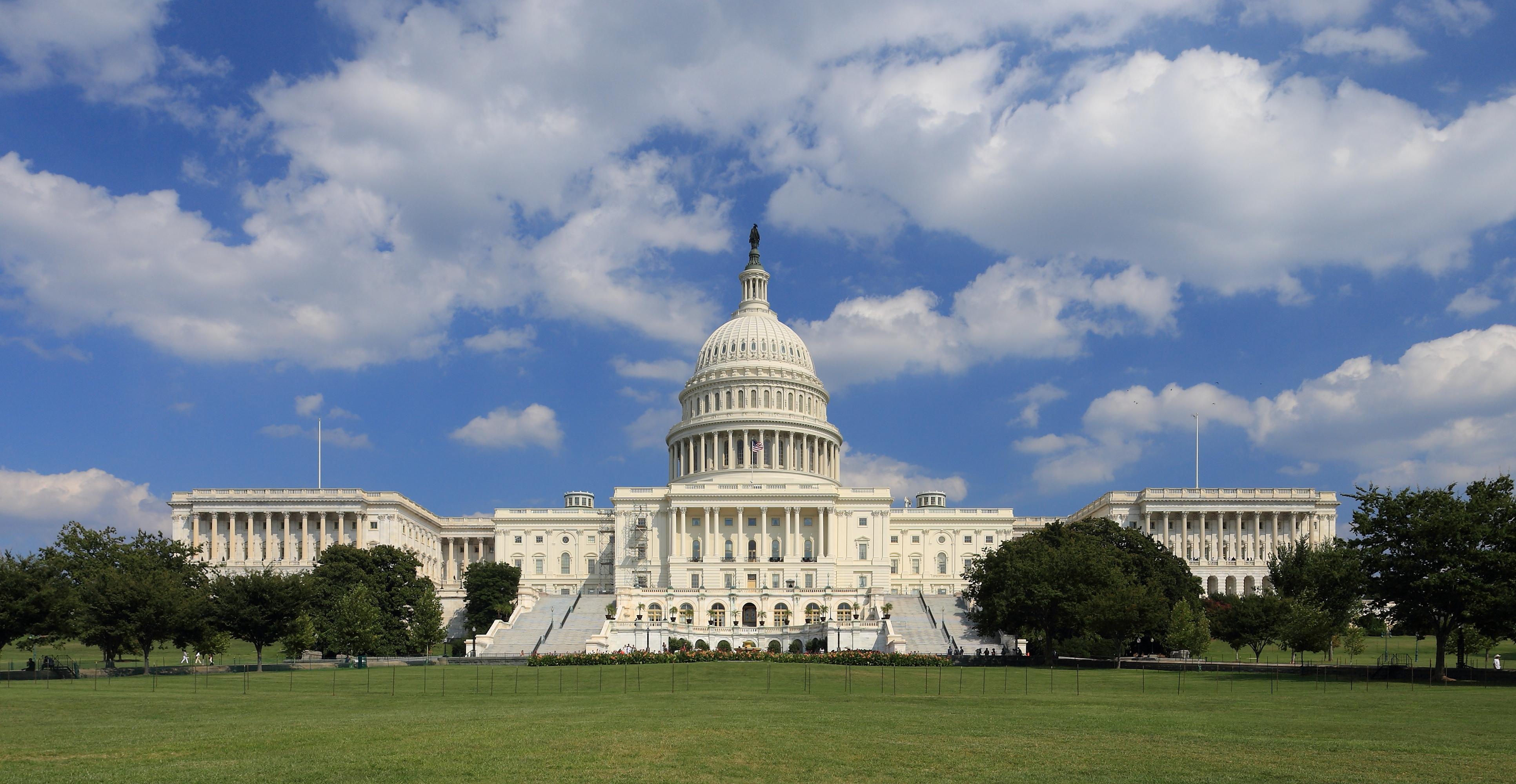
Facciata ovest del Campidoglio di Washington, Stati Uniti

L'architettura neoclassica è uno stile architettonico che, in linea con la più generale tendenza artistica del Neoclassicismo, riprende ideali e apparato formale dell'architettura classica greca e romana e la razionalità nelle forme stesse, assimilando gli elementi architettonici tradizionali a elementi costruttivi.  Nella storia dell'architettura, questo stile emerse successivamente al tardobarocco e al rococò, in anni in cui il Grand Tour segnava la formazione culturale di intere generazioni di nuovi artisti e di tutta la classe aristocratica e dell'alta borghesia.
Il periodo di sviluppo di questo stile corrisponde a quello che gli storici dell'economia definiscono della rivoluzione industriale. Sempre in questo periodo comincia il distacco dell'architettura dai problemi della pratica costruttiva.
Nonostante veri e propri stili precursori, come quello italiano di Andrea Palladio successivamente seguito dal palladianesimo, diffusosi poi in Inghilterra e in seguito in tutto il mondo che influì notevolmente sull'architettura neoclassica, il Neoclassicismo vero e proprio cominciò dopo la metà del XVIII secolo, sviluppandosi quindi in tutti i paesi occidentali e non mancando di influenzare la produzione architettonica in Russia, negli Stati Uniti e nell'America Latina.
Pur trattandosi di un fenomeno internazionale, l'architettura del Neoclassicismo fu caratterizzata da correnti diverse a seconda del periodo e delle diverse tradizioni stabilitesi in precedenza nei vari paesi. A questo proposito è difficile stabilire una periodizzazione rigorosa: infatti, il Neoclassicismo, non solo può essere inserito in una corrente più ampia fondata sullo studio dell'architettura classica (già a partire dall'architettura cinquecentesca), ma restò in voga per tutto il XIX secolo, caratterizzandosi durante l'eclettismo e finendo per lasciare le sue tracce nell'architettura più recente (si vedano le varie tendenze monumentaliste novecentesche).

## Neoclassicismo settecentesco

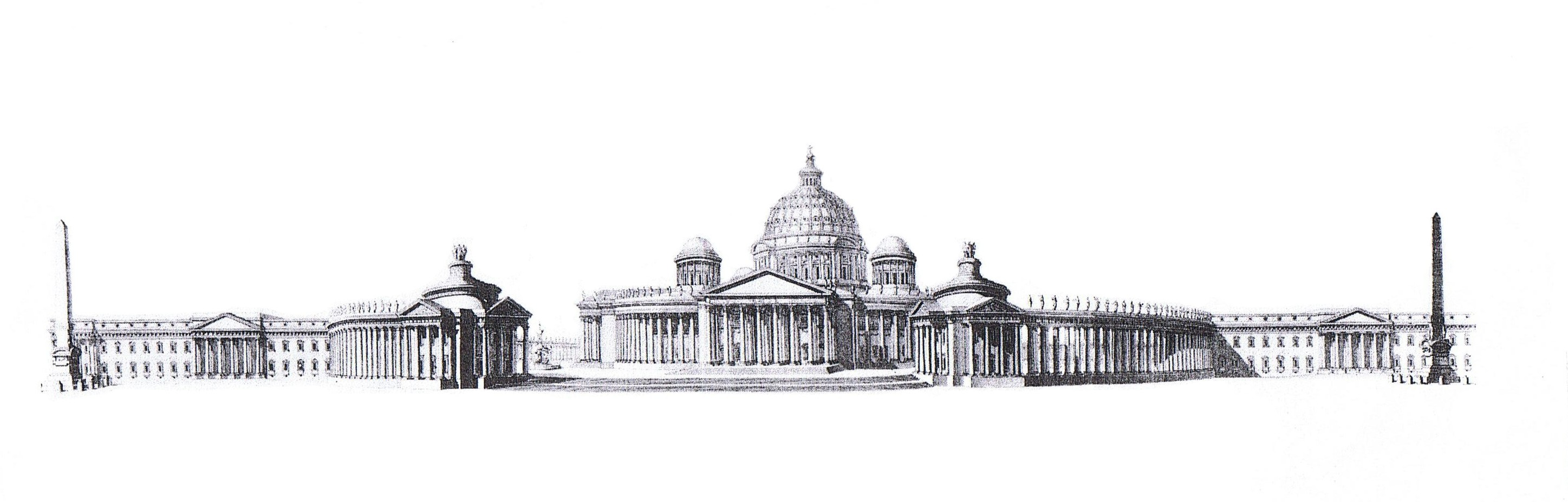
Marie-Joseph Peyre, progetto di concorso per una cattedrale, indetto dall'Accademia di San Luca, 1753

Il Neoclassicismo settecentesco fu essenzialmente una reazione al Rococò. Senza risalire ai contenuti dell'architettura cinquecentesca e palladiana, l'inizio del razionalismo neoclassico in chiave antibarocca può essere fatto risalire alle opere teoriche secentesche di François Blondel, Claude e Charles Perrault e a quelle settecentesche di Colen Campbell.

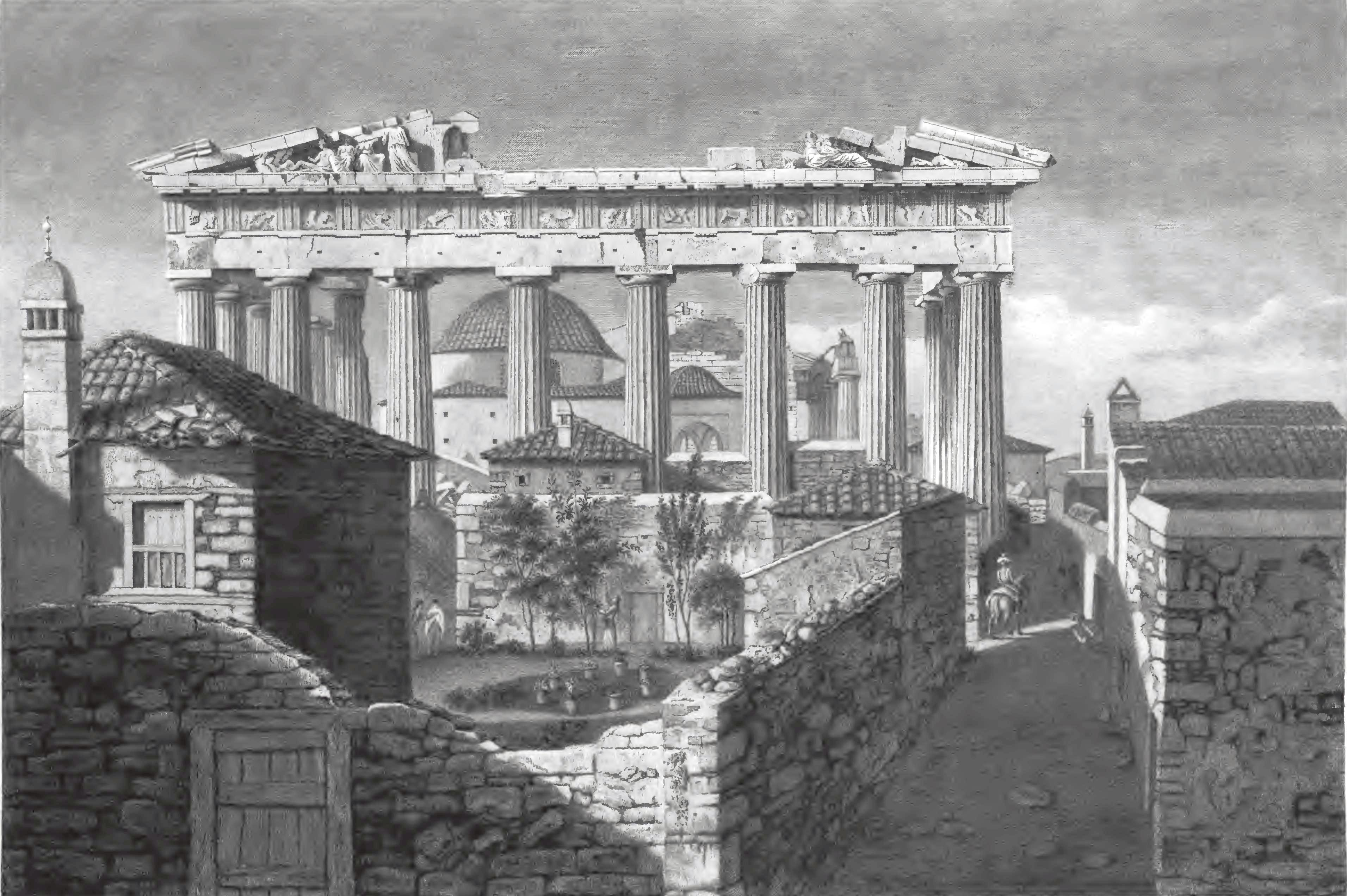
James Stuart, stampa del Partenone

Allo sviluppo dell'architettura neoclassica contribuirono tre principali orientamenti. Il primo si ebbe nel campo della critica architettonica, con la divulgazione degli scritti di Marc-Antoine Laugier, Carlo Lodoli, Francesco Milizia, Étienne-Louis Boullée, Claude-Nicolas Ledoux e altri, che favorirono la trasposizione dell'Illuminismo in architettura, affermando quei principi legati al razionalismo e al funzionalismo, con un nuovo ideale estetico basato sul ricorso a forme geometriche elementari. Marc-Antoine Laugier, nel suo Essai sur l'architecture, sosteneva che la natura fosse il principio originario dell'architettura; il suo edificio ideale era impostato su colonne libere, senza pilastri, basamenti e altri elementi della tradizione rinascimentale e post-rinascimentale. Inoltre, nel suo trattato espose una concezione razionale del classicismo, sostenendo il concetto della cosiddetta "capanna rustica" dell'uomo primitivo quale espressione veritiera del bisogno umano di riparo.
Tra i capisaldi del pensiero del Lodoli c'era l'opposizione all'interpretazione del dogma vitruviano, che aveva offuscato il vero significato dell'architettura: la sua funzionalità. Continuatore del Lodoli fu il Milizia, i cui principi erano quelli del Classicismo, di Vitruvio, della capanna lignea ecc. Inoltre, egli sosteneva che l'architettura non doveva essere una mera imitazione della natura, ma della bella natura. Tuttavia, non tutte le teorie settecentesche furono caratterizzate da questo rigore. Giovanni Battista Piranesi fu un vivace contestatore di Lodoli e Laugier, rivendicando la "pazza libertà di lavorare a capriccio". Importante, anche se in via indiretta, fu l'opera del filosofo Jean-Jacques Rousseau che, affermando l'originaria libertà dell'uomo ormai smarrita all'interno di una rigida società, indirizzò l'architettura neoclassica verso una maggiore libertà formale (eclettismo).

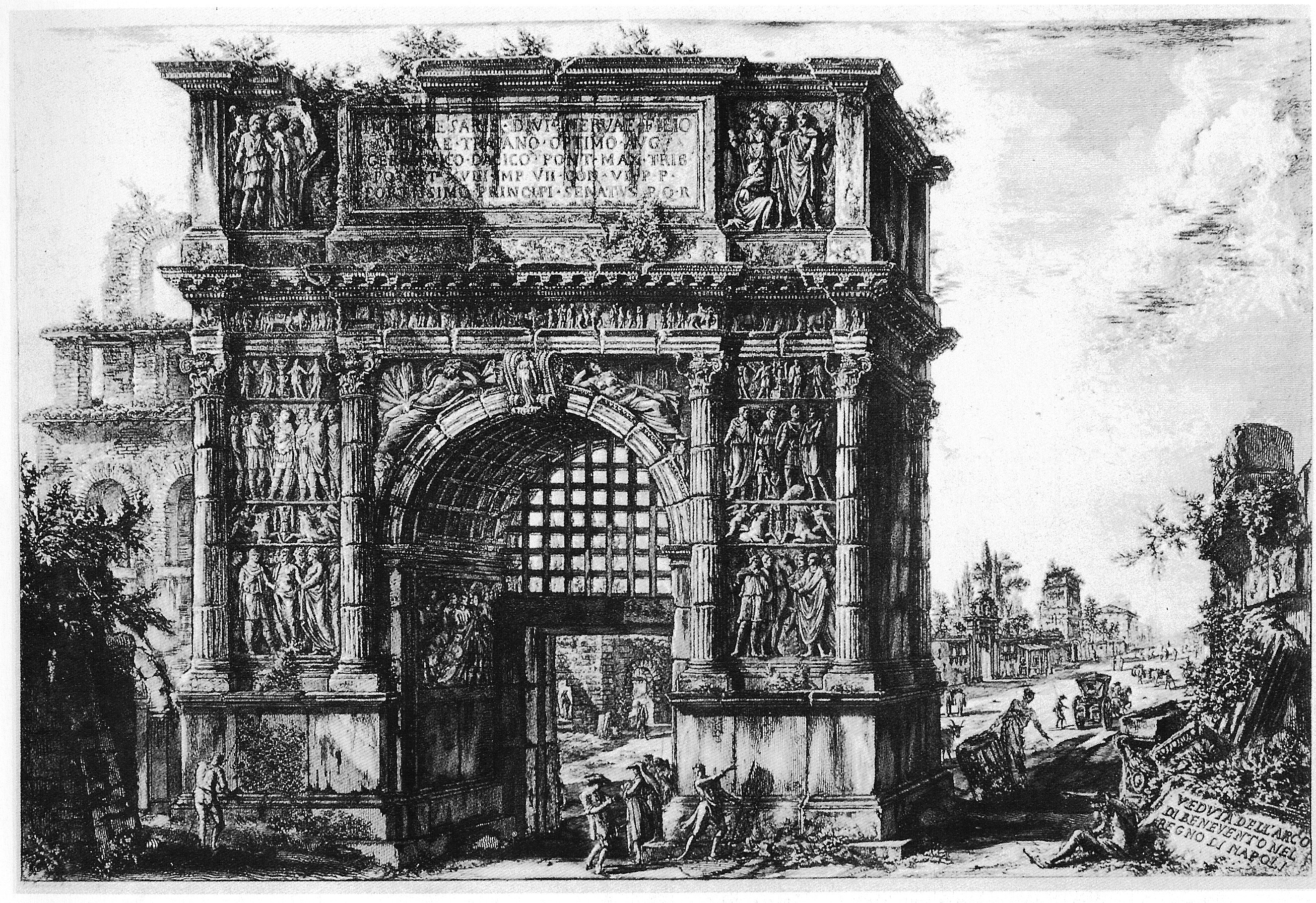
G.B. Piranesi, stampa dell'Arco di Traiano a Benevento

Il secondo orientamento all'origine del Neoclassicismo venne dall'attività antiquaria e dall'inizio degli scavi archeologici di Ercolano e Pompei (1719 e 1738), oltre alla pubblicazione di importanti opere letterarie come la Storia dell'arte antica di Winckelmann, che introdussero quell'ideale di "quieta semplicità e nobile grandezza" in antitesi agli sfarzi del Barocco e del Rococò, considerati, da alcuni critici del periodo, bugiarde espressioni dell'irrazionale e dell'ingannevole. Non secondaria fu la diffusione di pubblicazioni che contenevano riproduzioni raffiguranti le antichità greche e romane.
Fra queste ebbero un grande impatto le Antiquities of Athens di James Stuart che, in parallelo con la progressiva pubblicazione, influenzarono la formazione del nuovo stile architettonico, soprattutto d'oltralpe, e le numerose stampe di Giovanni Battista Piranesi raffiguranti le antichità romane.
In questo contesto, gran parte della critica è solita attribuire all'ambiente romano un ruolo di primo piano nella definizione dei nuovi gusti architettonici. Secondo lo storico David Watkin il linguaggio del Neoclassicismo internazionale fu fondato a Roma intorno al 1740 dai pensionnaires francesi dell'Accademia di Francia, che, rifiutando gli esuberanti ornamenti dell'architettura tardobarocca, si dedicarono alla progettazione di vasti edifici pubblici, ispirati a quelli dell'antica Roma.

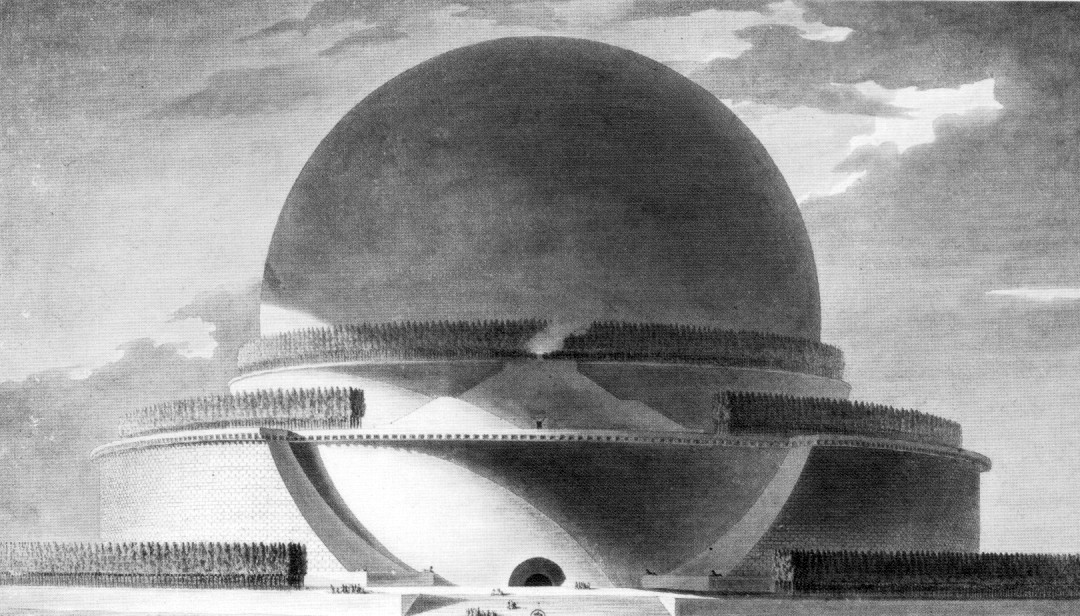
Étienne-Louis Boullée, prospetto frontale del Cenotafio di Newton

Il terzo orientamento, di natura sociopolitica, è invece legato l'atteggiamento della nuova classe borghese, che trasferì sul Neoclassicismo lo spirito conservatore, l'ideale repubblicano della rivoluzione politica (1789), il razionalismo della rivoluzione industriale (1760-1830) e il romanticismo nazionalista e individualista.
Dal punto di vista ideologico, nel Neoclassicismo settecentesco è possibile individuare sostanzialmente tre periodi: un primo (1715-1740) nel quale emergono i caratteri dell'Illuminismo; un secondo di consolidamento (1740-1780), dove prevalgono aspetti filologici, archeologici e accademici; infine, un terzo (1780-1805) che fa riferimento all'architettura rivoluzionaria di Boullée e Ledoux, le cui opere (come il cenotafio di Newton o le Saline Reali di Arc-et-Senans), si inseriscono perfettamente nel clima culturale dominato da personalità del calibro di Isaac Newton, Voltaire, Denis Diderot e Montesquieu, costituendo l'emblema del Neoclassicismo legato all'Illuminismo e alla Rivoluzione francese.

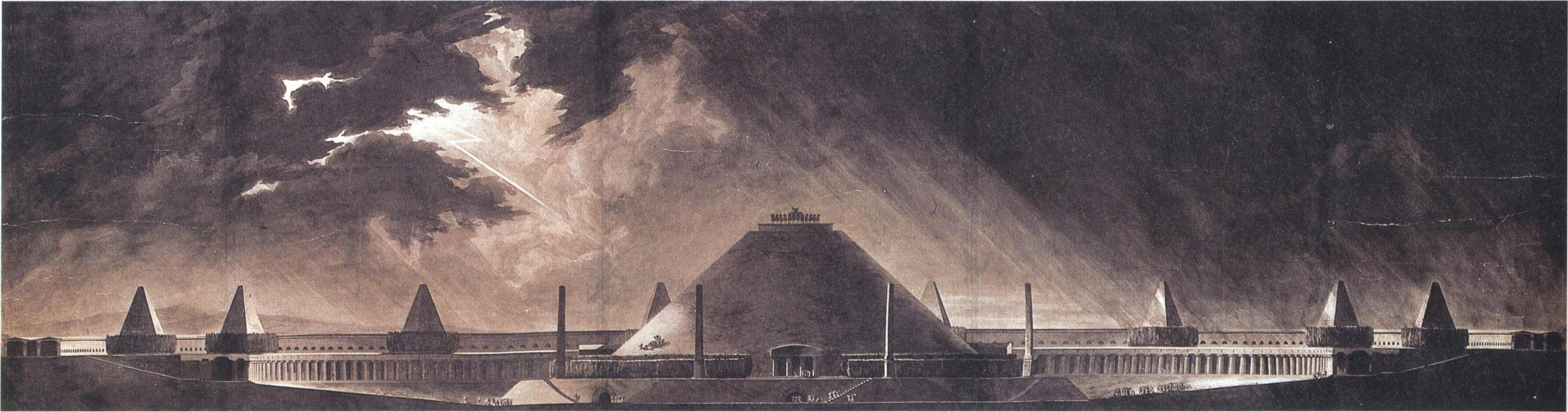
Pierre-François-Léonard Fontaine, monumento sepolcrale per i sovrani di un grande impero, 1785

Per quanto concerne il codice-stile, la maggiore differenza che si coglie al passaggio tra il Rococò e il Neoclassicismo risiede nella forte prevalenza del "lineare" rispetto al "pittorico", intesa come il dominio della ragione sul sentimento: "quanto più una linea racchiudeva pochi corpi semplici, disposti frontalmente come in un ideale bassorilievo, tanto più essa, per l'artista neoclassico, poteva esaltare la funzione".
Il carattere lineare divenne espressione di un'intenzionalità progettuale propria di tutta l'arte neoclassica. In particolare, il principio di corrispondenza tra forma e funzione statica portò al calcolo scrupoloso degli sforzi e delle resistenze dei materiali, rivalutando, sul piano estetico, la ricerca scientifica degli ingegneri.
L'uso degli ordini e di timpani, la simmetria di prospetti e piante, la corrispondenza tra interni ed esterni e il ricorso a volumi chiari e ben definiti nella definizione dei vari corpi di fabbrica, divennero elementi caratterizzanti della composizione architettonica. Tuttavia, nonostante l'apparente rigidezza delle regole combinatorie, il codice-stile si rivelò abbastanza flessibile, spaziando dal minimalismo di Boullée, all'articolata conformazione che spesso caratterizzò gli ambienti interni. Gli ideali di purezza formale maturati nell'età neoclassica portarono a un'estrema autonomia dell'impianto architettonico dalle altri componenti (pittura e scultura). Le fastose decorazioni pittoriche dei soffitti, che avevano raggiunto l'apice nell'epoca precedente, tramontarono definitivamente. Notevoli innovazioni furono apportate soprattutto in urbanistica, negli interventi promossi dal Settecento all'Ottocento in Inghilterra, Francia e Russia, con la formazione di ambienti e complessi urbanistici formati dall'aggregazione di singole unità edilizie.
In ogni caso, il maggior influsso esercitato dall'Illuminismo in campo architettonico non è tanto riscontrabile nel linguaggio, ma nella tipologia, poiché alcune tipologie edilizie, come i teatri, le biblioteche, gli ospedali e altre architetture di pubblica utilità, si prestavano più di altre ai mutamenti.

## Neoclassicismo tra Ottocento e Novecento

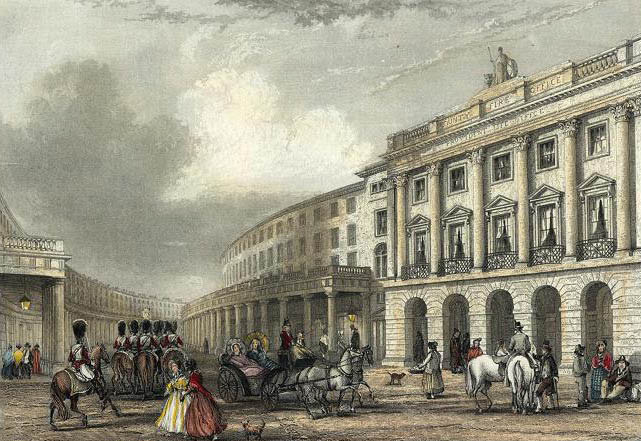
John Nash, conformazione originaria del Quadrant di Regent Street, Londra

Il Neoclassicismo restò la maggiore corrente in Europa dal secondo decennio del Settecento alla fine dell'Ottocento. A esso si affiancarono comunque nuove correnti culturali, espressione dei molteplici cambiamenti della società, come il Neogotico, il Neorinascimento, il Neobarocco e il Neoromanico. L'Ottocento infatti fu il secolo di Napoleone Bonaparte, della Restaurazione e dell'affermazione degli Stati nazionali; fu un secolo travolto dalla Rivoluzione industriale, che cambiò gli scenari sociali e creò nuove prospettive di sviluppo, soprattutto in Inghilterra.
L'apparato formale risentì profondamente di questi cambiamenti così alla severità e all'imponenza dell'architettura napoleonica (lo Stile Impero, databile al 1805-1814) fece seguito il cosiddetto Classicismo della Restaurazione (1814-1840). Nella seconda metà del secolo il Neoclassicismo divenne poi lo stile degli Stati borghesi arricchitisi con l'industrializzazione, mentre nei primi decenni del Novecento sarà presente in tutte le anacronistiche architetture ufficiali di numerosi paesi, quali Stati Uniti, Italia e Germania, caricandosi ideologicamente e perdendo di fatto ogni rilevanza storica.
Dal punto di vista della composizione, l'architettura ottocentesca divenne più rigorosa, prestando una maggiore attenzione filologica nell'utilizzo delle forme antiche e il linguaggio decorativo si fece più ricco ed espressivo; tuttavia, la ricerca del risultato d'effetto prevalse sull'espressione di un elevato ideale intellettuale. Così, il Neoclassicismo sopravvisse in Europa, negli Stati Uniti e nelle colonie sparse nei vari continenti, ma i numerosi edifici realizzati, malgrado i loro elevati standard di qualità, mostrano una scarsa capacità di evoluzione. Paradossalmente, i principi base della tradizione neoclassica (logica, tecnica costruttiva, uso ragionato dei materiali rispetto alla loro funzione, ecc.) furono ripresi, in chiave decisamente anticlassica, dagli architetti del Neogotico.
Le invarianti del codice-stile, ereditate in parte da quelle del secolo precedente, sono: le piante bloccate, costituite da figure regolari; la ricerca della simmetria in pianta e in alzato; la predilezione per edifici a sviluppo orizzontale. I materiali impiegati all'esterno furono la pietra, l'intonaco bianco o colorato, il marmo, che spesso occultavano gli elementi metallici atti a rinforzare le murature.

## Neoclassicismo in Europa

### Francia

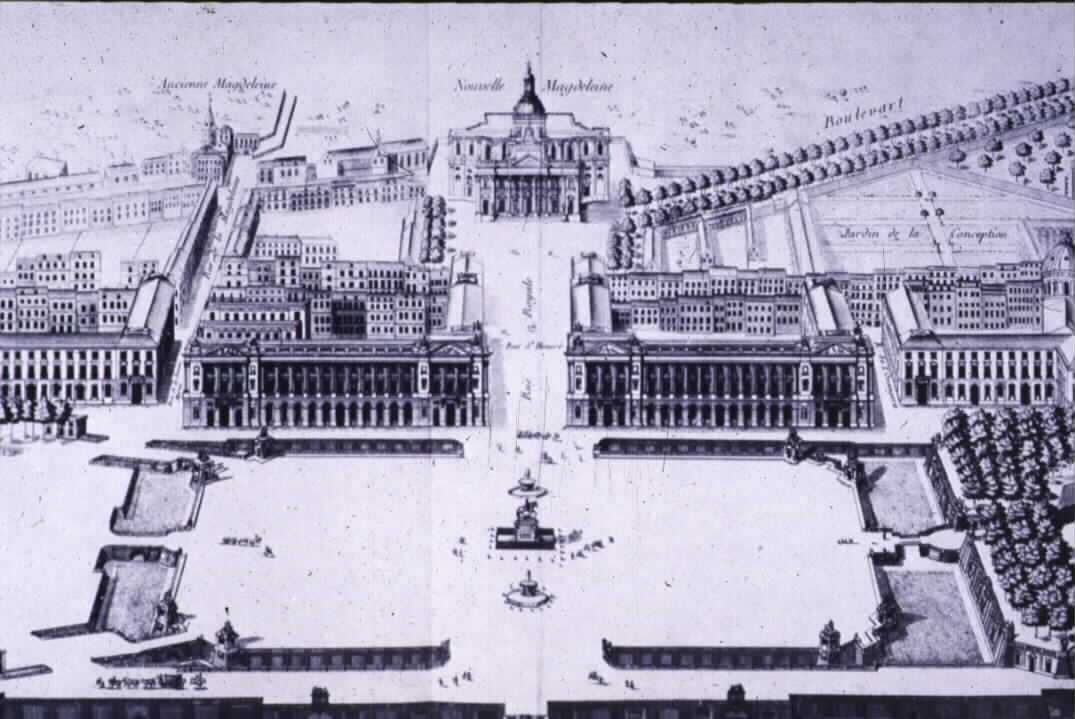
Ange-Jacques Gabriel, progetto per Place de la Concorde, Parigi

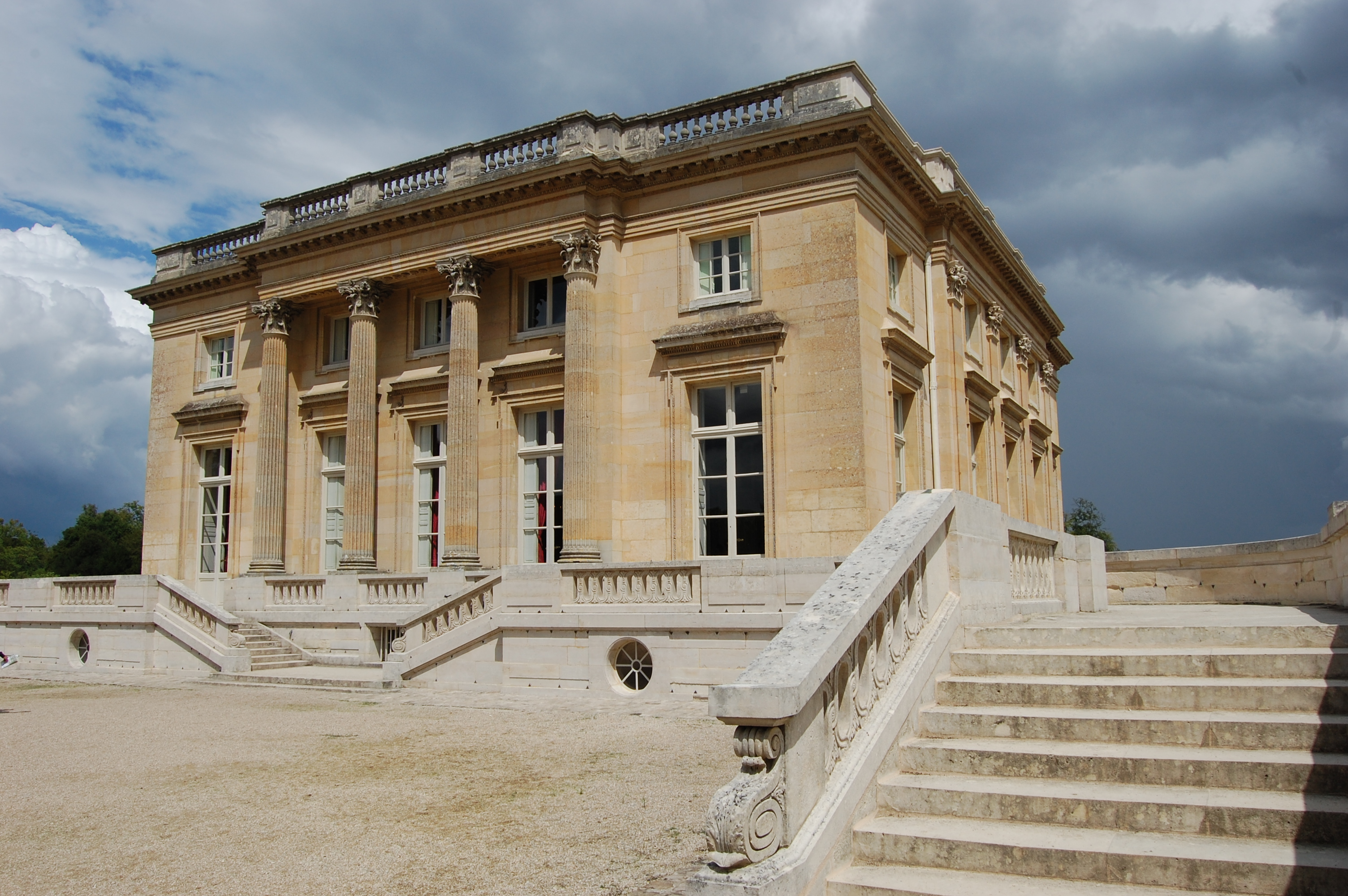
Ange-Jacques Gabriel, Petit Trianon, Versailles

L'architettura civile francese volge al Neoclassicismo a partire dalla metà del Settecento con la realizzazione di impianti lucidi e sobri come Place de la Concorde a Parigi e il Petit Trianon di Versailles, entrambi di Ange-Jacques Gabriel, che trovano comunque le premesse nel classicismo barocco francese. I progetti per la Place de la Concorde, all'epoca Place Louis XV, risalgono al 1753: i disegni originari definivano uno spazio assai diverso da quello attuale, frutto di piani redatti in epoca napoleonica, con due palazzi che delimitavano uno spazio chiuso da una serie di balaustre. Gli edifici erano chiaramente ispirati al prospetto di Claude Perrault per la facciata del Louvre. Per l'architettura francese, l'opera di Perrault (1613-1688) per il completamento del celebre palazzo reale di Parigi era infatti un esempio di assoluta maestria: il suo disegno chiaro e ordinato, caratterizzato da un frontone centrale e da una teoria di colonne binate erette sopra un massiccio basamento, ebbe una notevole influenza nella definizione dei nuovi canoni estetici dell'architettura. Di poco posteriore alla celebre piazza parigina è appunto il Petit Trianon, costruito tra il 1761 e il 1768, dove gli ambienti interni sono distribuiti in base alla loro funzione e non tanto a esigenze estetiche di simmetria. L'esterno è molto semplificato e privo di eccessive decorazioni, ma è definito da un rigoroso ordine di grandi aperture vetrate.
La successiva generazione si indirizzò verso una concezione dell'architettura più classica e severa. Di oltre trent'anni più giovane di Gabriel, Marie-Joseph Peyre (1730-1785) si recò in Italia, dove vinse un concorso indetto dall'Accademia di San Luca per una cattedrale e due palazzi annessi. Rientrato in Francia, progettò una villa per Mme Leprêtre de Neubourg nei dintorni di Parigi, forse il primo edificio francese autenticamente classico. La villa è posta su uno stilobate ed è costituita da volumi compatti, disadorni, con una pianta nella quale si attenua ogni enfasi: la disposizione delle stanze è semplice, non vi sono ambienti di disimpegno e le scale non sono evidenziate, essendo chiuse all'interno di un vano. Nel 1763, Peyre si dedicò alla casa per il principe di Condé, un impianto meno austero, il cui elemento più interessante è un colonnato che avvolge il cortile d'ingresso. Con l'amico Charles De Wailly progettò il Teatro dell'Odéon di Parigi, innalzato tra il 1779 e il 1782, ma ricostruito più volte dopo essere andato distrutto in due incendi. L'aspetto del teatro è sobrio e severo, con l'esterno rivestito in bugnato e la facciata principale schermata da un portico di colonne doriche.

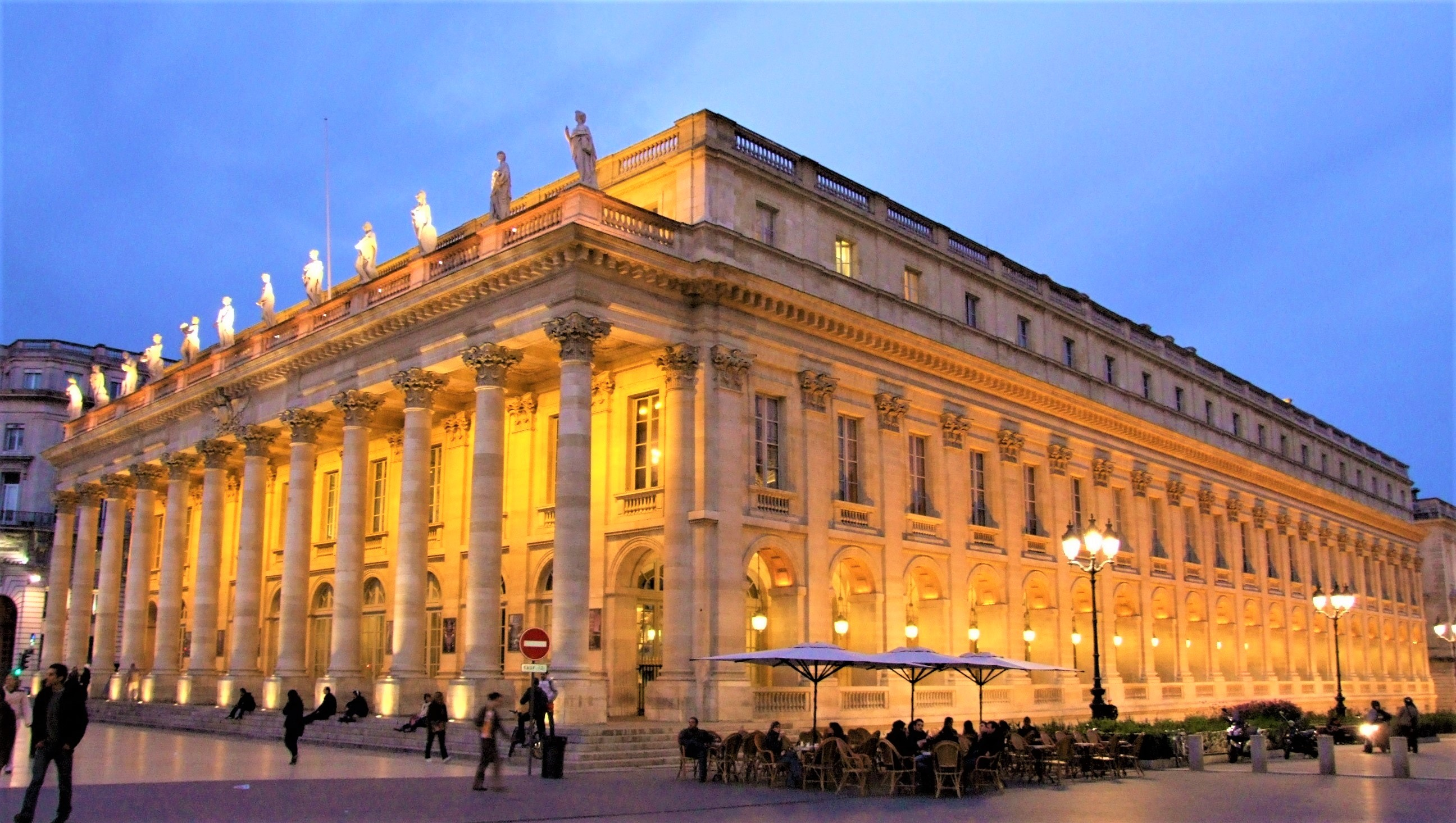
Victor Louis, Grand Théâtre, Bordeaux

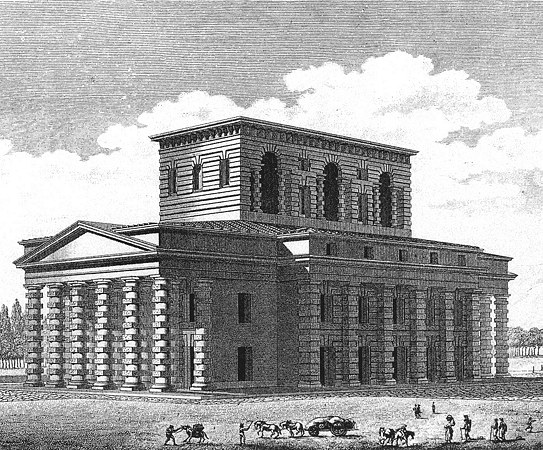
Claude-Nicolas Ledoux: progetto per la casa del direttore delle Saline Reali di Arc-et-Senans

In questo clima di rinnovamento, numerosi teatri sorsero in tutta la Francia, anche nei centri minori, come Amiens e Besançon. A Bordeaux, negli anni settanta del Settecento, fu eretto il Grand Théâtre, il più bel teatro francese dell'epoca. Progettato da Victor Louis, è costituito da un blocco rettangolare, con una facciata preceduta da dodici grandi colonne corinzie.
Se Peyre, De Wailly, Louis e, come vedremo in seguito, Jean Chalgrin, sono annoverati tra i principali esponenti dello stile classico del tardo Settecento, altrettanto importanti furono artisti quali Jacques Gondouin, Étienne-Louis Boullée e Claude-Nicolas Ledoux. Il primo viene oggi ricordato per l'École de Chirurgie di Parigi, costruita nel periodo 1769-1775. Essa rappresenta un'opera paradigmatica per l'epoca, tanto è vero che Quatremère de Quincy scriverà: "Questa è l'opera classica del tardo XVIII secolo". La sua aula semicircolare, destinata a ospitare il teatro anatomico, presenta gradinate, pareti curve spoglie e una semicupola a cassettoni ispirata al Pantheon di Roma. Il successo di questa commissione, che influenzerà persino lo statunitense Benjamin Latrobe, frutterà all'autore molti altri incarichi fino allo scoppio della Rivoluzione e la sua opera servirà da modello per diverse sale di riunioni.
Questa predilezione per le volumetrie pure troverà in Étienne-Louis Boullée e Claude-Nicolas Ledoux i due maggiori esponenti; malgrado molti dei loro progetti siano rimasti solo su carta o, nel caso di Ledoux, siano andati distrutti, entrambi aspiravano a creare un'architettura "parlante", cioè simbolica, in grado di comunicare la propria funzione attraverso l'uso sapiente delle forme. Boullée costruì pochissimo, ma esercitò un notevole influsso. Il suo progetto più famoso, che si inserisce nella cosiddetta Architettura della Rivoluzione, è quello per il Cenotafio di Newton, un'immensa sfera che avrebbe dovuto accogliere le spoglie del grande scienziato: tutto ha dimensioni colossali ed è trattato con un'espressiva elementarità astratta. In epoca napoleonica i concetti espressi da Boullée troveranno un fedele seguace in Jean-Nicolas-Louis Durand, insegnante alla École polytechnique e precursore delle teorie sul funzionalismo, ovvero della stretta relazione che deve sussistere tra edificio e funzione.

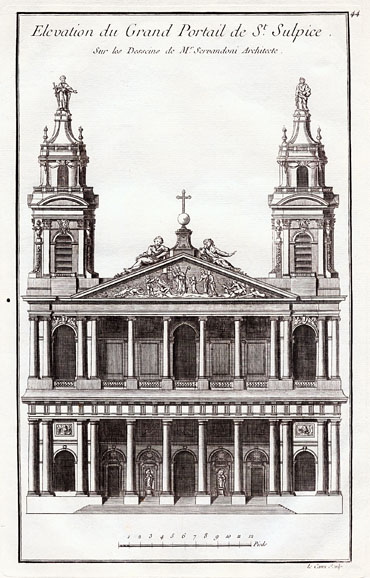
Giovanni Niccolò Servandoni, progetto per la facciata di Saint Sulpice, Parigi

Gli studi teorici di Boullée gettarono comunque le premesse per l'affermazione di Claude-Nicolas Ledoux, il cui lavoro, influenzato anche da Piranesi, è anch'esso caratterizzato da un'estrema semplicità geometrica. Edificò numerosi hôtel e nel 1775 iniziò le Saline Reali di Arc-et-Senans: un complesso a pianta di emiciclica, costituito da un portale dorico che nasconde una grotta primitiva. Il complesso, realizzato solo in parte, si muove attraverso un linguaggio fortemente simbolico, tipico dell'architettura di Ledoux, che viene ripreso nel più maturo progetto della città ideale di Chaux, dai connotati utopici. Quest'opera visionaria ed essenzialmente allegorica presenta degli edifici senza precedenti tanto per la loro funzione quanto per la singolarità della forma. Non è un caso ad esempio che una delle sue più originali soluzioni, ovvero quella per la Casa dei sorveglianti del fiume, sia stata immaginata come un cilindro cavo posto attorno al fiume. Negli anni prerivoluzionari Ledoux si occupò della cinta daziaria di Parigi, offrendo un ampio repertorio di soluzioni nel disegno delle barriere doganali, alcune delle quali si sono conservate; tra queste la Barrière de la Villette, formata da una croce greca sormontata da un cilindro.
Nella trattazione delle principali opere neoclassiche del Settecento francese, vanno ricordati anche alcuni edifici sacri. Una delle prime manifestazioni di reazione al Rococò è la facciata Saint Sulpice, edificata in stile classico dal fiorentino Giovanni Niccolò Servandoni e più volte alterata nel corso del tempo.

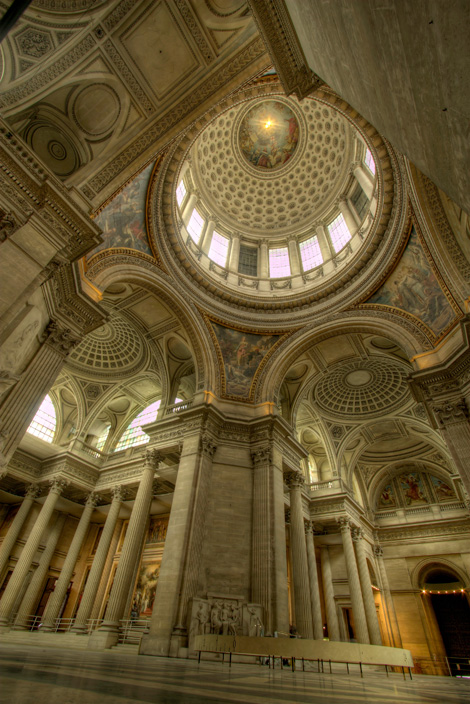
Jacques-Germain Soufflot, interno del Pantheon di Parigi

Il maggior esempio nel campo dell'architettura sacra resta comunque il Pantheon di Parigi, originariamente sorto come chiesa di Ste-Geneviève e successivamente trasformato in mausoleo della Nazione. Dell'edificio, progettato da Jacques-Germain Soufflot e costruito tra il 1757 e il 1791, colpiscono la cupola ispirata a quella della cattedrale londinese di San Paolo e l'audace struttura interna che ricorda, per la sua leggerezza, quella delle antiche cattedrali gotiche. Infatti, durante la costruzione di Ste-Geneviève, Soufflot e i suoi collaboratori perlustrarono la Francia alla ricerca delle pietre più adatte e allestirono un laboratorio per analizzarne le caratteristiche di resistenza ed elasticità. Lo scopo era quello di rendere la struttura sempre più raffinata, così da ridurre gli elementi portanti, prendendo ad esempio le chiese medievali francesi, ma anche la Cappella della Sacra Sindone di Torino e Santa Maria della Salute a Venezia.
Un'altra chiesa parigina, quella di Saint-Philippe-du-Roule (1772-1784), è da rimarcare per la sua navata coperta da una volta a botte decorata a cassettoni e impostata su una trabeazione sorretta da una teoria di colonne ioniche. Il disegno si deve al citato Jean Chalgrin, ma l'edificio sarà stravolto verso la metà del secolo successivo con l'apertura di finestre lungo la volta e la costruzione di due cappelle. Malgrado ciò, lo schema di Saint-Philippe esercitò una certa influenza nell'architettura dell'epoca.
Tra le architetture neoclassiche del XIX secolo un posto di rilievo spetta invece alla chiesa della Maddalena, costruita tra all'inizio dell'Ottocento in una Parigi fulcro del nuovo Impero napoleonico (si parla infatti di Stile Impero). Destinata inizialmente a essere una chiesa a pianta basilicale, nel 1806 Napoleone volle farne un Tempio della Gloria, modificando radicalmente il progetto originario e rendendolo simile a un colossale tempio romano. Se per l'esterno questa relazione è evidentissima, per l'interno l'architetto si limitò ad articolare lo spazio mediante una serie di volte a vela, ispirandosi vagamente alla modularità dell'architettura termale romana.

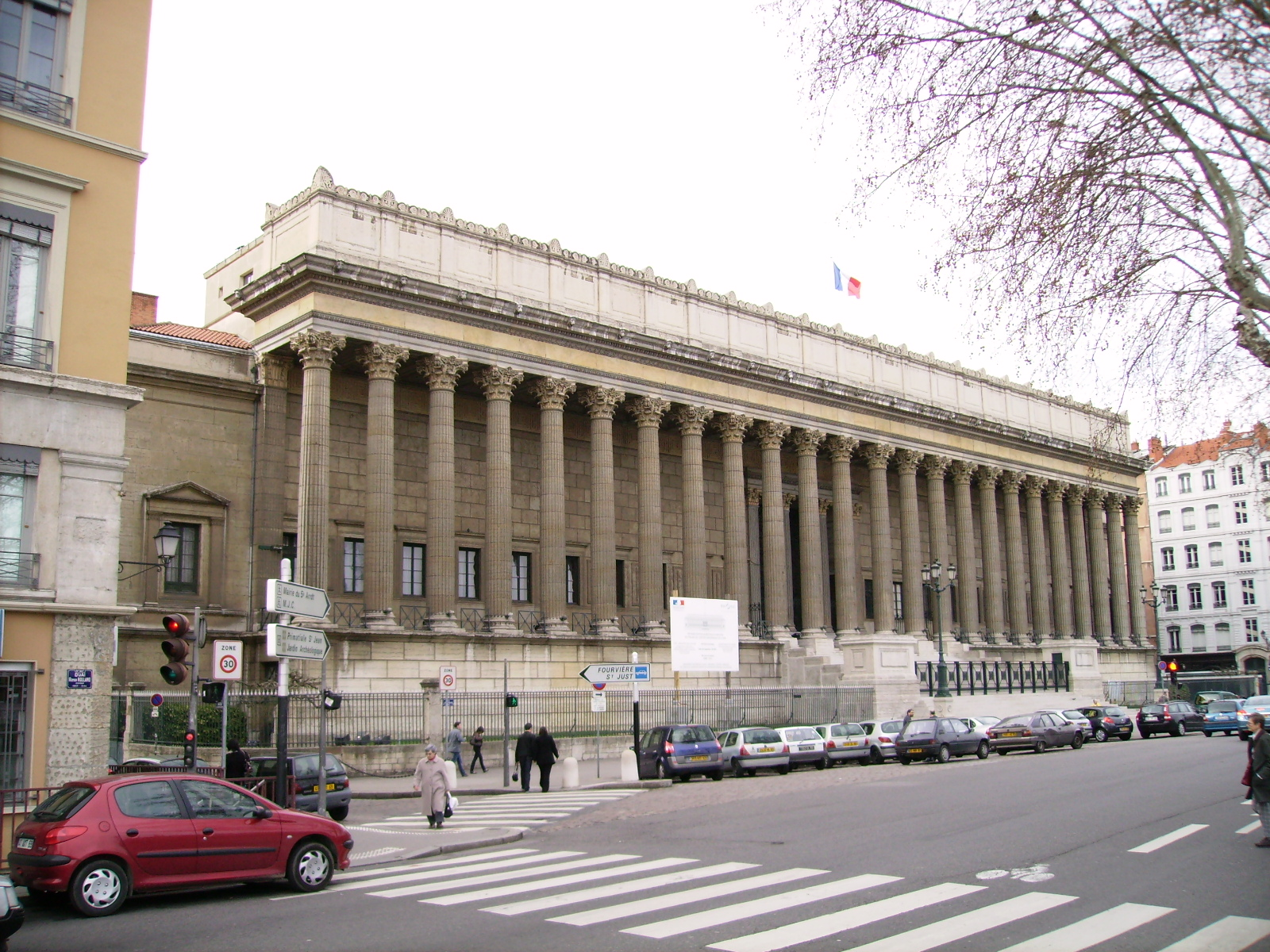
Louis-Pierre Baltard, Palazzo di Giustizia, Lione

Proprio l'ascesa di Napoleone coincise con la costruzione di altre imponenti opere pubbliche, destinate a mutare il volto di Parigi. Nel 1806 fu iniziato l'Arc de Triomphe, progettato da Jean Chalgrin; nei medesimi anni François-Joseph Bélanger coprì il cortile della Halle aux Blés con una cupola in ghisa; Alexandre-Théodore Brongniart disegnò la sede della Borsa di Parigi e, tra il 1806 e il 1810, fu innalzata la Colonna Vendôme. Inoltre, è doveroso citare il principale intervento urbanistico di matrice neoclassica nella Parigi d'inizio Ottocento. Si tratta della sistemazione di Rue de Rivoli, avviata nel 1801 per opera di Charles Percier e Pierre-François-Léonard Fontaine. I due progettisti realizzarono un lunghissimo rettilineo uniformato da prospetti continui degli edifici porticati; l'opera sarà portata a termine solo sotto Napoleone III, modificando però i disegni originari con l'aggiunta di grandi coperture mansardate.

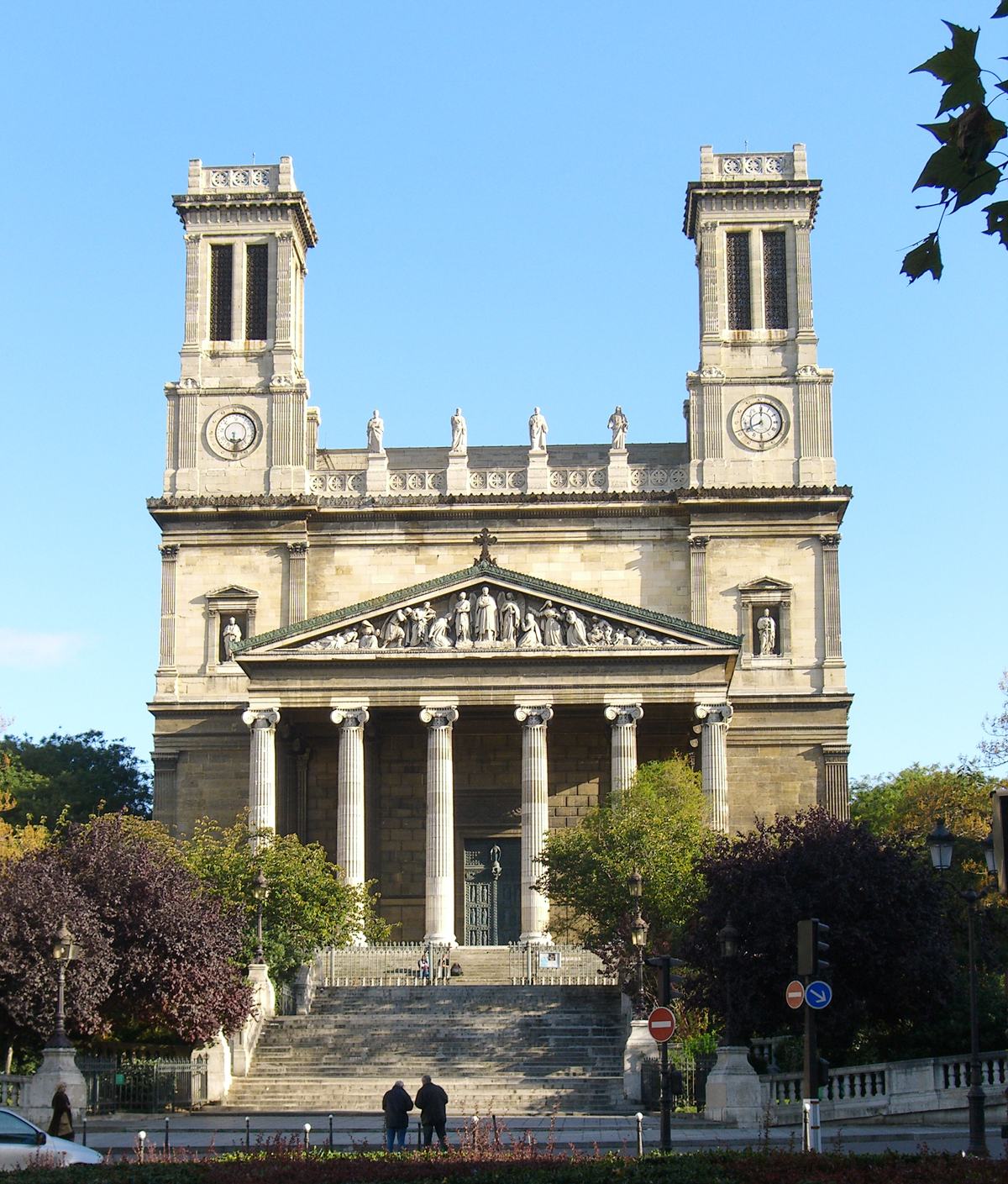
Jakob Ignaz Hittorff, chiesa di San Vincenzo de' Paoli, Parigi

Con la fine dell'impero napoleonico, gli architetti francesi si ritrovarono senza una guida sicura. Le nuove tendenze furono pertanto individuate dall'Académie des beaux-arts e dal Conseil Génèral des Bàtiments Civils. Figura di spicco di questa fase fu Antoine Chrysostome Quatremère de Quincy (1755-1849), segretario dell'Académie per ben ventitré anni e convinto sostenitore dell'arte classica. I limiti del suo gusto, dovuti all'eccessiva rigidezza dei suoi ideali dottrinari, emergono in numerosi edifici costruiti nella Francia dell'epoca, come nel Palazzo di Giustizia di Lione, iniziato nel 1835 da Louis-Pierre Baltard e caratterizzato da una severa facciata composta da ventiquattro colonne d'ordine corinzio.
Alcune innovazioni si registrano nell'opera di Jakob Ignaz Hittorff, sostenitore della teoria secondo la quale l'architettura greca doveva essere ricca di colore. Le sue opere principali, tutte a Parigi, sono la chiesa di San Vincenzo de' Paoli, la sistemazione di Place de la Concorde e la Gare de Paris Nord. Nella chiesa di San Vincenzo, alla cui costruzione subentrò intorno al 1830, egli dimostrò come l'architettura classica potesse essere variata senza allontanarsi dai modelli antichi. Esternamente la chiesa è preceduta da un portico ionico sormontato da un frontone, affiancato da due torri quadrate, mentre l'interno, suddiviso in navate da due ordini di colonne, risulta policromo e riccamente decorato, con un'articolazione più affine all'architettura paleocristiana che a quella neoclassica: le colonne sono color albicocca, il registro superiore è affrescato e le capriate sono rosse e blu, dorate a imitazione di quelle presenti nel Duomo di Monreale. Pochi anni dopo si occupò del riassetto di Place de la Concorde, dove aggiunse statue, innalzò l'obelisco e pose la fontana di ghisa. Nel 1859 progettò la Gare de Paris Nord, la sua maggiore realizzazione, la cui facciata presenta però un miscuglio di motivi classici in scala sproporzionata.

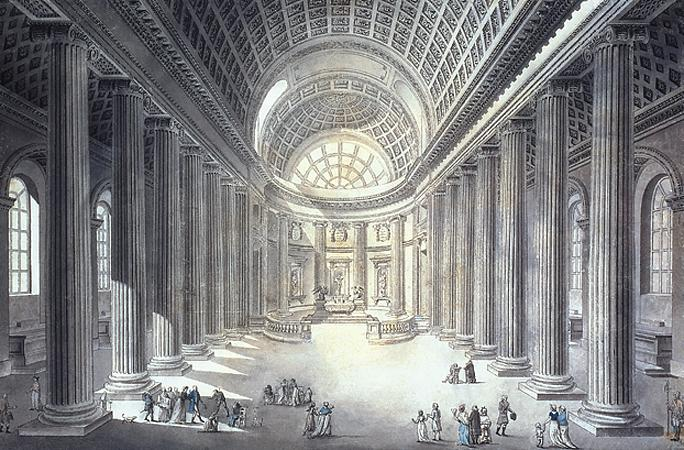
Jean Chalgrin, chiesa di Saint-Philippe-du-Roule, Parigi
Jean Chalgrin, Arco di Trionfo, Parigi
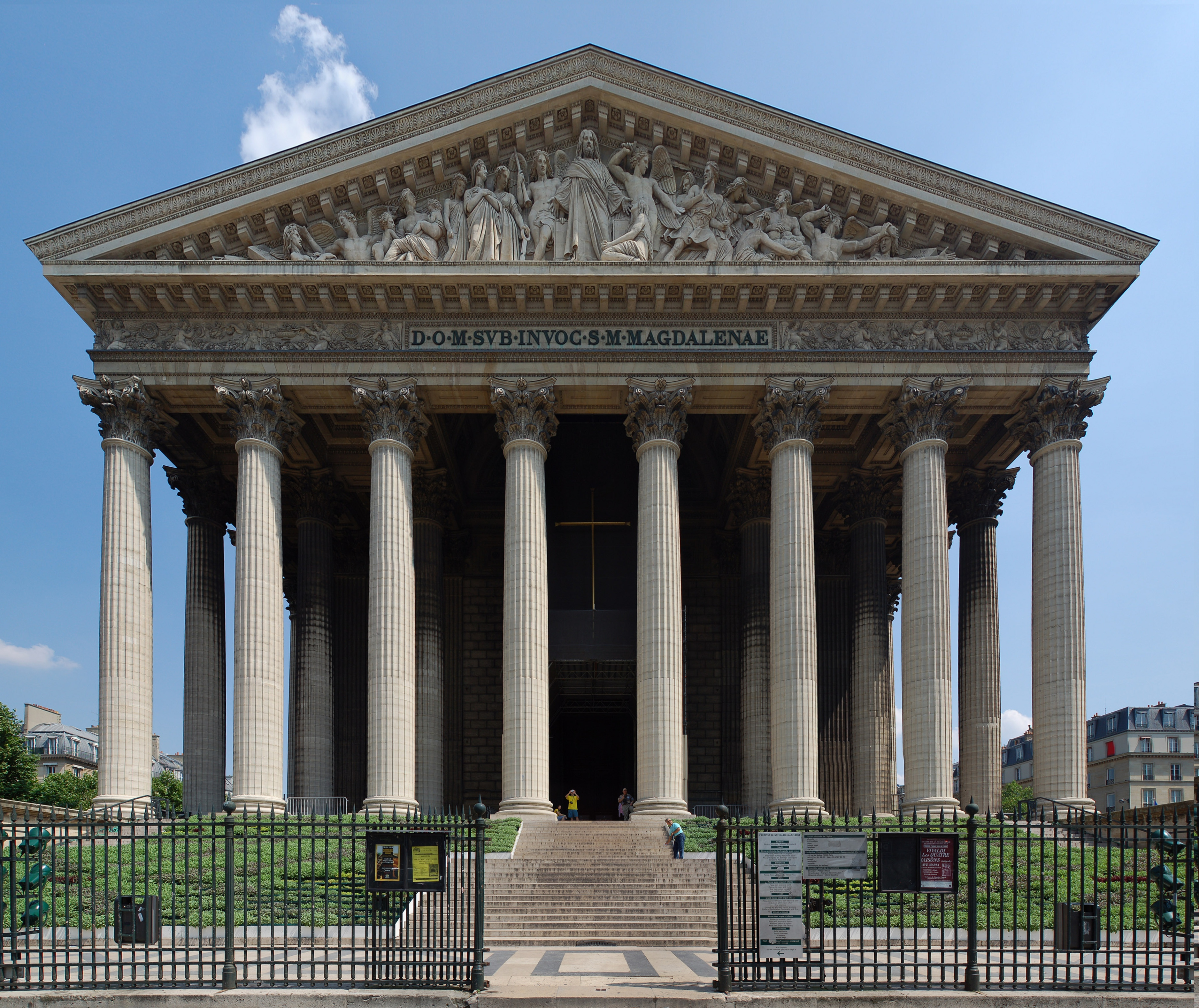
Église de la Madeleine, Parigi

### Gran Bretagna

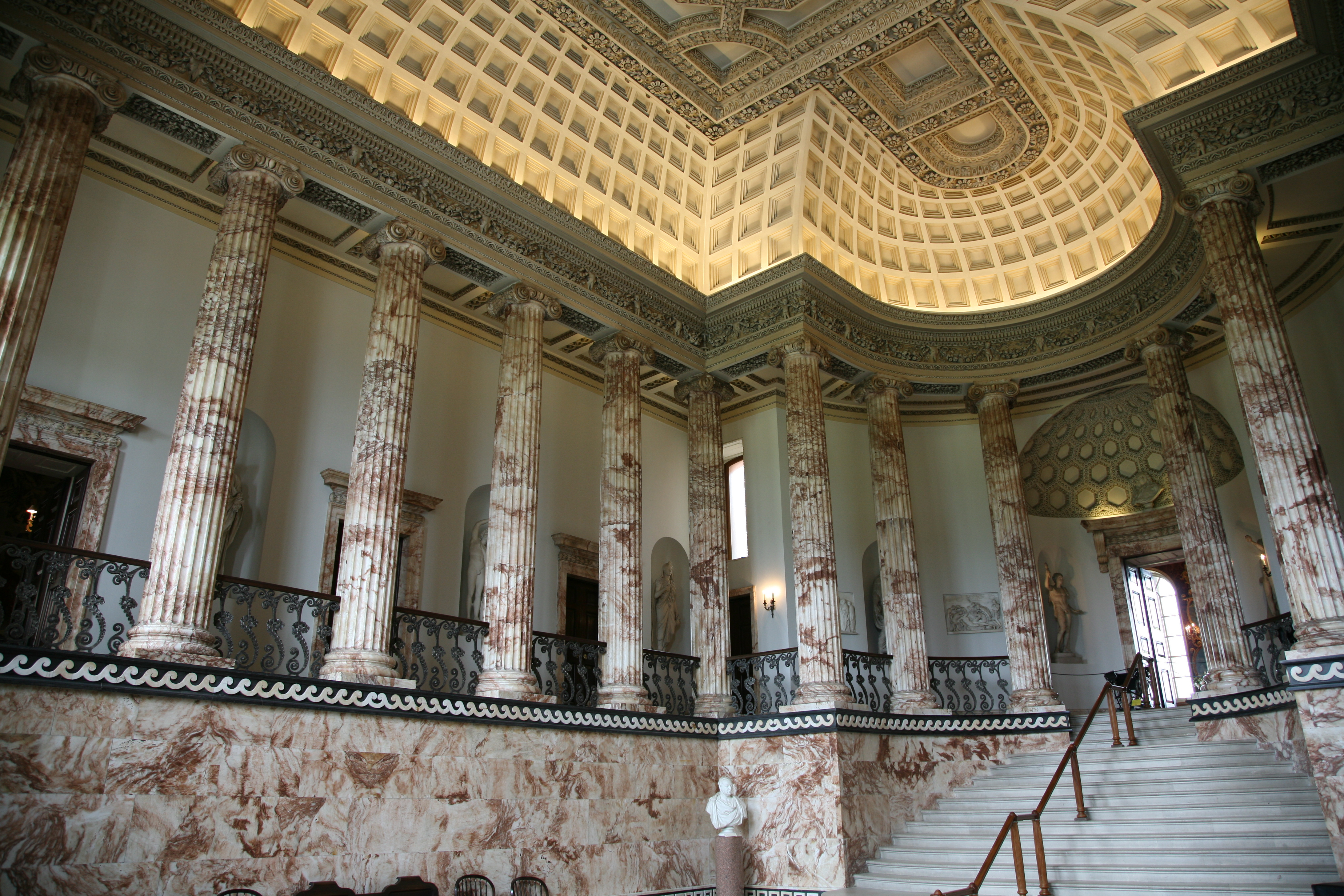
Holkham Hall, Norfolk

L'Inghilterra conobbe l'architettura di Andrea Palladio all'inizio del XVII secolo, grazie all'opera di divulgazione di Inigo Jones. Da allora la fortuna del palladianesimo fu tanta che dominò l'architettura inglese fino a quando non fu modificato in maniera più elegante da Robert Adam (1728-1792), la cui attività oscilla tra Neoclassicismo pittoresco e un Neogotico in versione classicheggiante.
Per tutto il XVIII secolo si registra la costruzione di numerose residenze improntate proprio allo "stile italiano", come la Holkham Hall e la Chiswick House, disegnate da William Kent e Lord Burlington. Dalla collaborazione tra i due scaturì la sala d'ingresso di Holkham Hall (1734 circa), definita come "uno dei più spettacolari interni del XVIII secolo". Al modello di base, derivato da un progetto non realizzato del Palladio, essi aggiunsero un'abside ancora una volta ispirata alle chiese veneziane dello stesso architetto italiano; diversi particolari, come l'incavo a cassettoni, sono ispirati alle ricostruzioni archeologiche pubblicate sul volume Edifices antiques de Rome sin dal 1682. L'effetto finale è decisamente classico, per una sala che rivela una concezione drammatica d'ispirazione barocca.
Il primo interno neoclassico inglese è comunque da ricercare nella sala che James Stuart eseguì nella Spencer House di Londra nel 1758. Stuart costruì assai poco nel corso della sua carriera, ma è noto soprattutto per aver riscoperto il gusto greco: il suo tempio nel parco di Hagley Hall è il primo esempio di Neogreco dorico di tutta Europa.

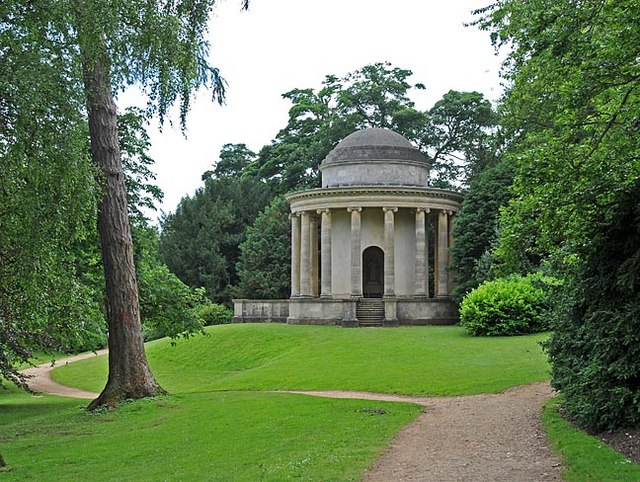
William Kent, Tempio della Virtù Antica, Buckinghamshire

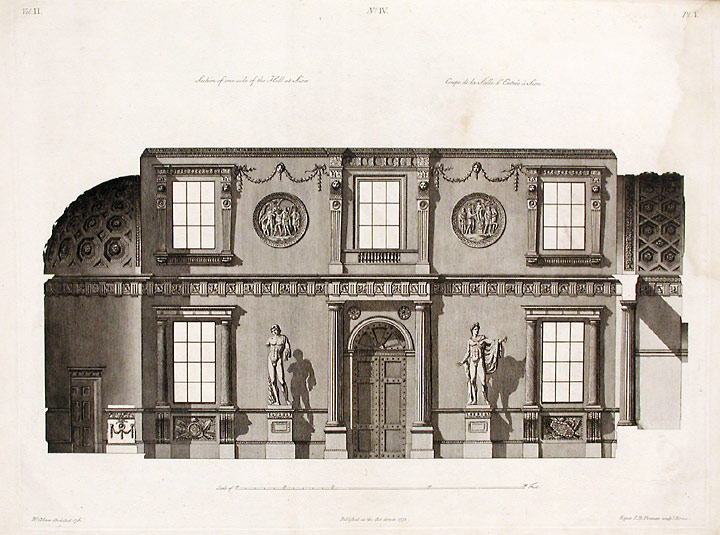
Robert Adam, sezione dell'anticamera di Syon House

Invece, in campo urbanistico sono significative le trasformazioni di tendenza classicheggiante promosse nella cittadina termale di Bath dove, a partire dalla prima metà del Settecento, John Wood il Vecchio realizzò una serie di interventi ispirandosi ai modelli del passato (come il Foro Romano); l'opera fu completata dal figlio John Wood il Giovane con l'aggiunta del Crescent, un corpo curvilineo caratterizzato da un prospetto continuo e definito da un ordine gigante di colonne. Le trasformazioni di Bath influenzeranno, come vedremo in seguito, numerosi interventi urbanistici in Inghilterra e negli Stati Uniti.
Parallelamente, a partire dal 1740, con l'affermazione del pittoresco, in architettura si diffuse la passione per le rovine, tanto che numerosi architetti incominciarono a ideare i loro edifici in decadenza, ridotti in rovina dall'azione del tempo. In questa corrente si inserisce il primo progetto inglese che rientra a pieno titolo nel Neoclassicismo, ovvero il mausoleo del Principe di Galles (1751), di William Chambers; eppure, i caratteri neoclassici di questo progetto si dissolvono nella concezione romantica del mausoleo, che fu presentato nella forma che esso avrebbe assunto una volta andato in rovina.
Il pittoresco traeva origine dall'arte dei giardini più che dall'architettura; il parco all'inglese derivava invece dai giardini rinascimentali italiani, lodati da Alexander Pope e il citato William Kent. Il primo giardino all'inglese degno di nota fu proprio quello che Alexander Pope volle realizzare a Twickenham, iniziato nel 1719 e caratterizzato da una zona selvatica, da una grotta e da un tempietto a conchiglia. Successivamente, nei cosiddetti Elysian Field (Buckinghamshire), William Kent progettò il tempio a pianta circolare della Virtù Antica (1734), ispirandosi allo schema di Palladio per il Tempio di Vesta a Tivoli. Lo stesso Kent disegnò il giardino di Rousham House, nell'Oxfordshire, analogo al precedente, ma al contempo più vario e unitario. Entrambe le opere di Kent costituiscono il termine di paragone del giardino realizzato tra il 1740 e il 1760 a Stourhead, nel Wiltshire. Il parco, nato dalla fusione di architettura, archeologia, poesia, giardinaggio, topografia ed esoterismo, sorse a breve distanza da Salisbury e Glastonbury, in una vallata lacustre, dalla vegetazione lussureggiante; qui furono incastonati numerosi tempietti di imitazione classica, come il Pantheon di Claudio e Virgilio, completato nel 1754 e ornato all'interno con statue raffiguranti Ercole, Flora e Livia Augusta nelle vesti di Cerere, quest'ultima proveniente proprio dagli scavi archeologici di Ercolano.

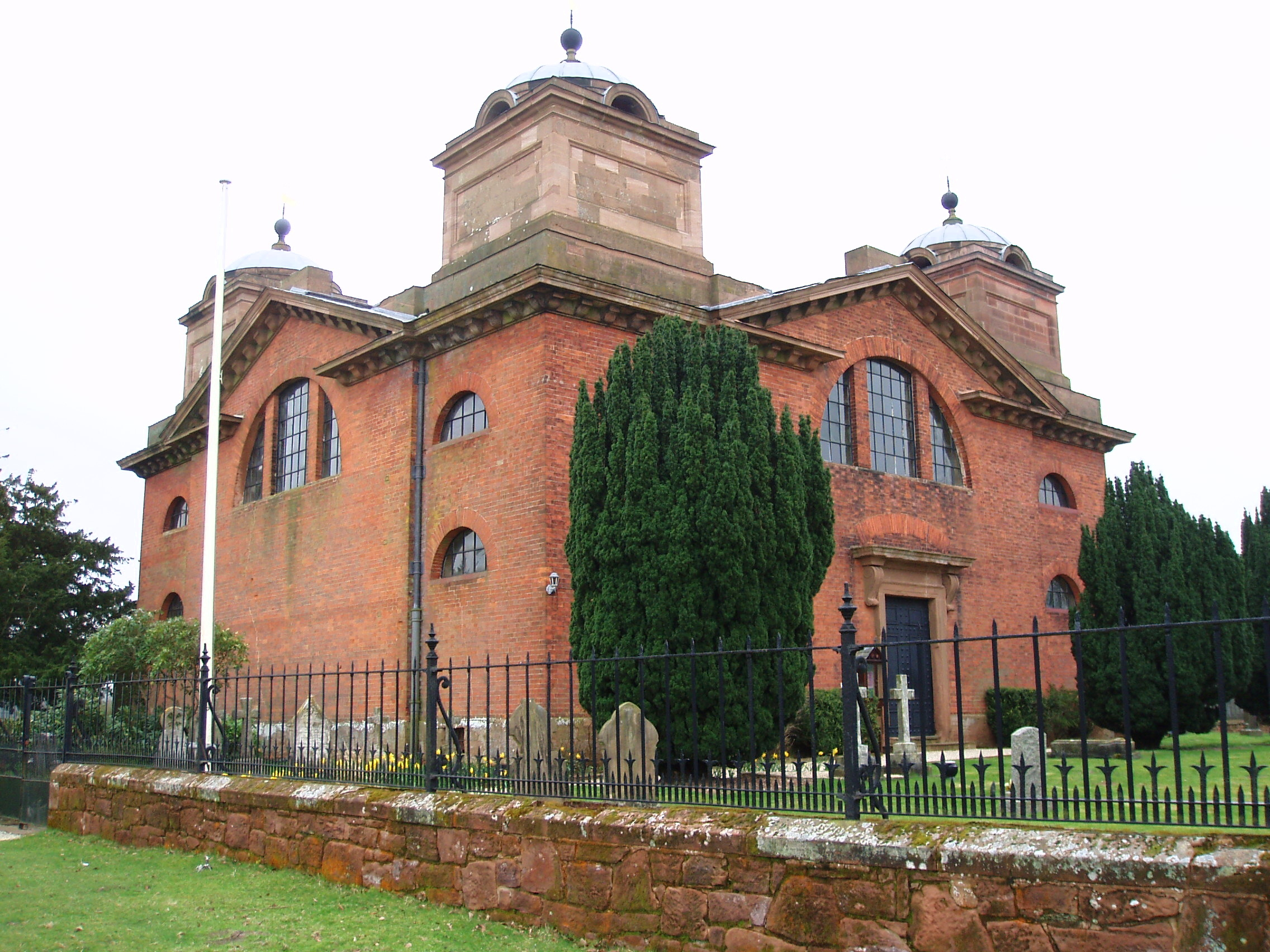
Joseph Bonomi il Vecchio, chiesa nel parco di Packington Hall

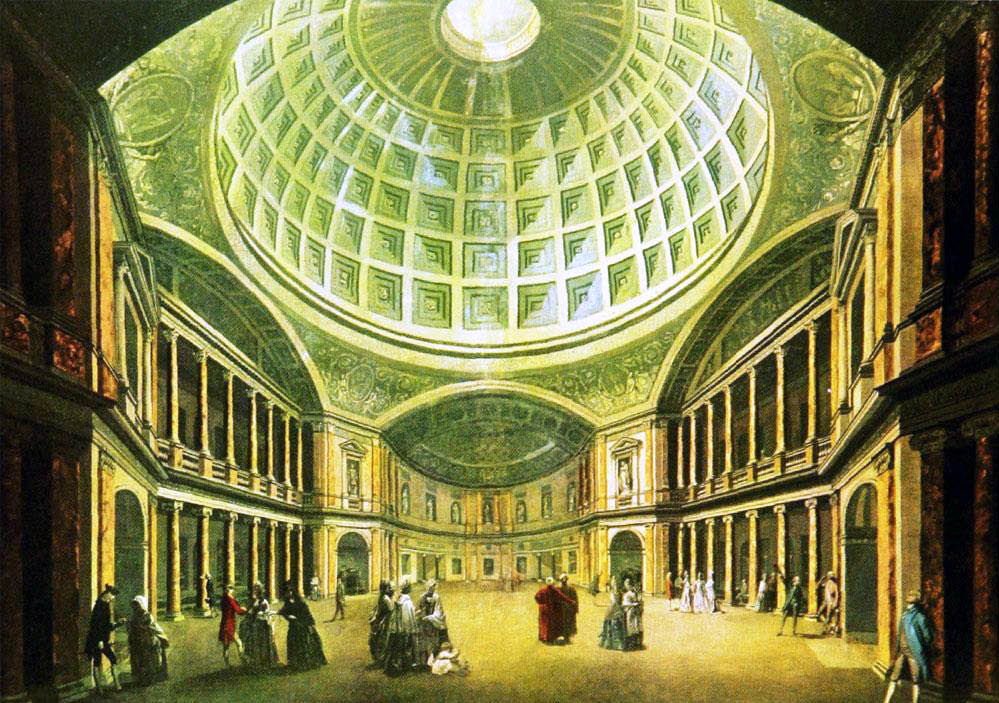
James Wyatt, Pantheon in Oxford Street, Londra (distrutto)

A Robert Adam va il merito di aver compiuto una sintesi tra la tradizione inglese e i gusti europei. Nato in Scozia nel 1728, visitò la Francia e l'Italia, dove divenne amico di personalità del calibro di Piranesi. E proprio al Piranesi rimanda lo stile retorico con il quale riprodusse i propri edifici pubblici nel volume The Works in Architecture of Robert and James Adam. Il suo stile è una combinazione che parte dall'arte classica fino ad arrivare al palladianesimo e al pittoresco. Nei suoi interni si ritrovano molti riferimenti alle terme romane, ma anche elementi di compromesso tra l'architettura greca e quella romana, come nell'anticamera di Syon House, dove Adam impiegò decorazioni della trabeazione tratte dall'Eretteo, colonne provenienti direttamente da Roma e un soffitto di stampo palladiano: a ben vedere, Adam creò una sintesi non tanto di origine intellettuale, ma scenografica e pittoresca.
Sul finire del XVIII secolo si registra anche l'attività di Joseph Bonomi il Vecchio, James Wyatt e Henry Holland. Il primo, nato in Italia, si era trasferito in Inghilterra nel 1767. Tra le sue opere, in cui confluiscono accurate reminiscenze archeologiche, si ricorda la chiesa per il parco Packington Hall, nel Warwickshire, che denuncia affinità con la coeva architettura rivoluzionaria di Ledoux in Francia e Gilly in Germania, ed è unica nel panorama inglese. Di forme austere e spoglie, l'esterno è in puro laterizio ed è alleggerito da grandi finestroni a lunetta semicircolare di derivazione termale; l'interno sembra ispirarsi al Tempio di Nettuno a Paestum, con colonne doriche che sostengono le volte di copertura. Probabilmente questa conformazione interna influenzò diversi architetti, tra cui James Wyatt.
Wyatt era rivale di Adam e acquistò fama con il Pantheon di Oxford Street in Londra (1770, distrutto), un edificio destinato ai divertimenti che costituiva una singolare versione neoclassica della basilica di Santa Sofia di Istanbul. Costruì moltissimo, anche se è ricordato soprattutto per i suoi contributi in campo neogotico e per i massicci restauri delle cattedrali inglesi; tuttavia edificò diverse residenze di campagna in stile neoclassico, come quella di Dodington, nel Gloucestershire, in cui confluiscono particolari del mondo greco e romano.

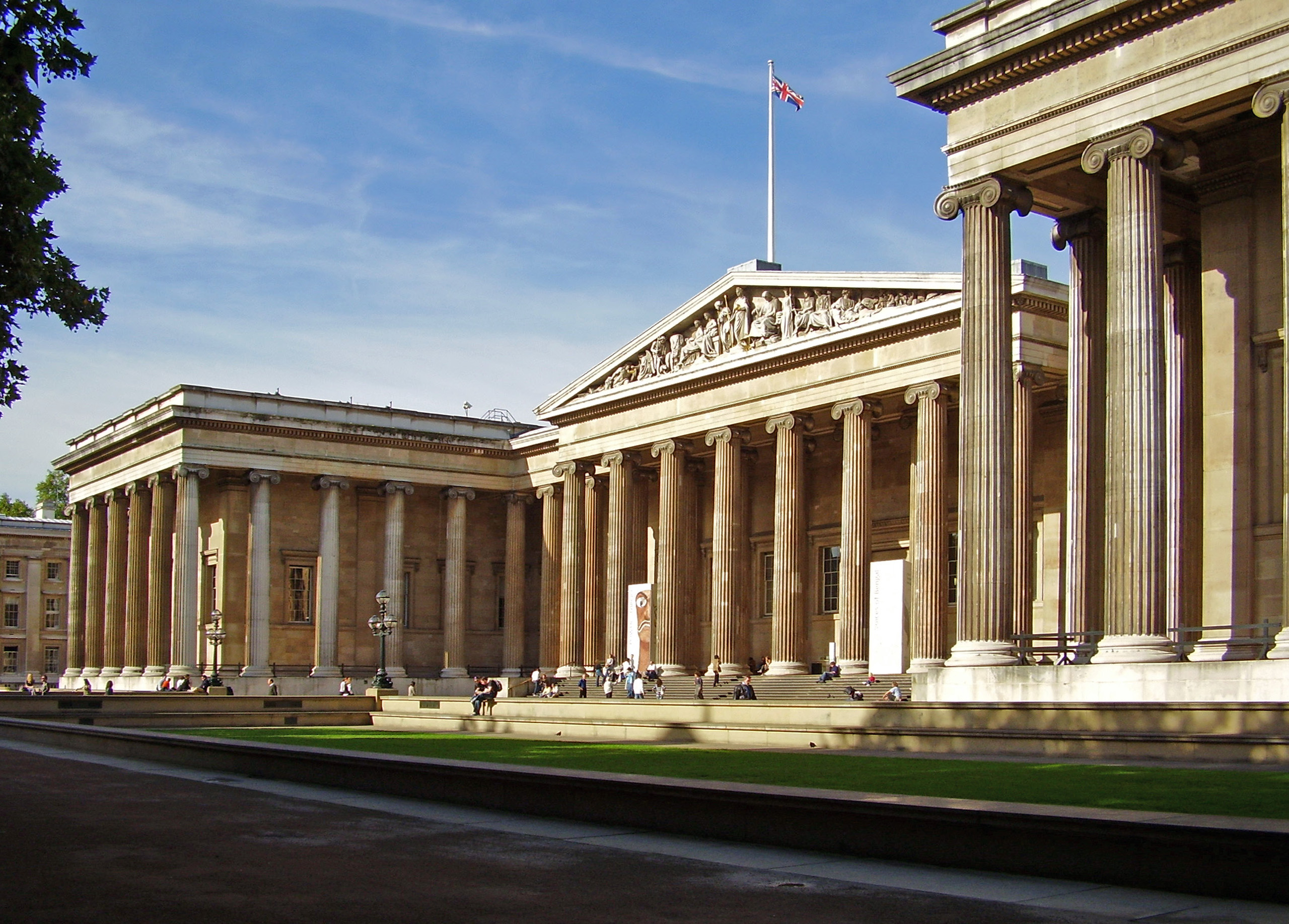
British Museum a Londra

Strettamente legato al linguaggio di Wyatt e Adam è Henry Holland, che nella sua prima commissione importante, il Brooks’s Club di Londra (1776) disegnò, dietro una facciata palladiana, ambienti con sobrie e misurate decorazioni. Due anni dopo cominciò a lavorare a una dimora nell'Herefordshire, alla quale fecero seguito le ampie trasformazioni di Carlton House, dove si riscontrano influenze francesi, come francesi erano gli artigiani che si occuparono della decorazione e del disegno del mobilio.
Anche l'Ottocento produce risultati notevoli: esempi importanti sono il British Museum a Londra, la Saint George's Hall a Liverpool e alcune opere di John Soane. Il British Museum è un monumentale edificio costruito a partire dagli anni venti e schermato da una teoria di eleganti colonne ioniche: l'articolato complesso riprende il tema dei templi classici e concentra al suo interno un grande cupola in ghisa che sovrasta la sala di lettura.
Di poco posteriore è la St George's Hall di Liverpool, severa costruzione destinata a ospitare la vita civica della città. Questa sorta di basilica civile altro non è che un insieme di volumi diversi accostati tra loro e uniti da una trabeazione che corre su tutte le facciate dell'edificio. Il complesso fu progettato da Harvey Lonsdale Elmes, ma alla sua morte i lavori furono continuati da Charles Robert Cockerell, che vi aggiunse il volume della Concert Hall, la cui ricca decorazione classica contrasta con la sobrietà dell'esterno.

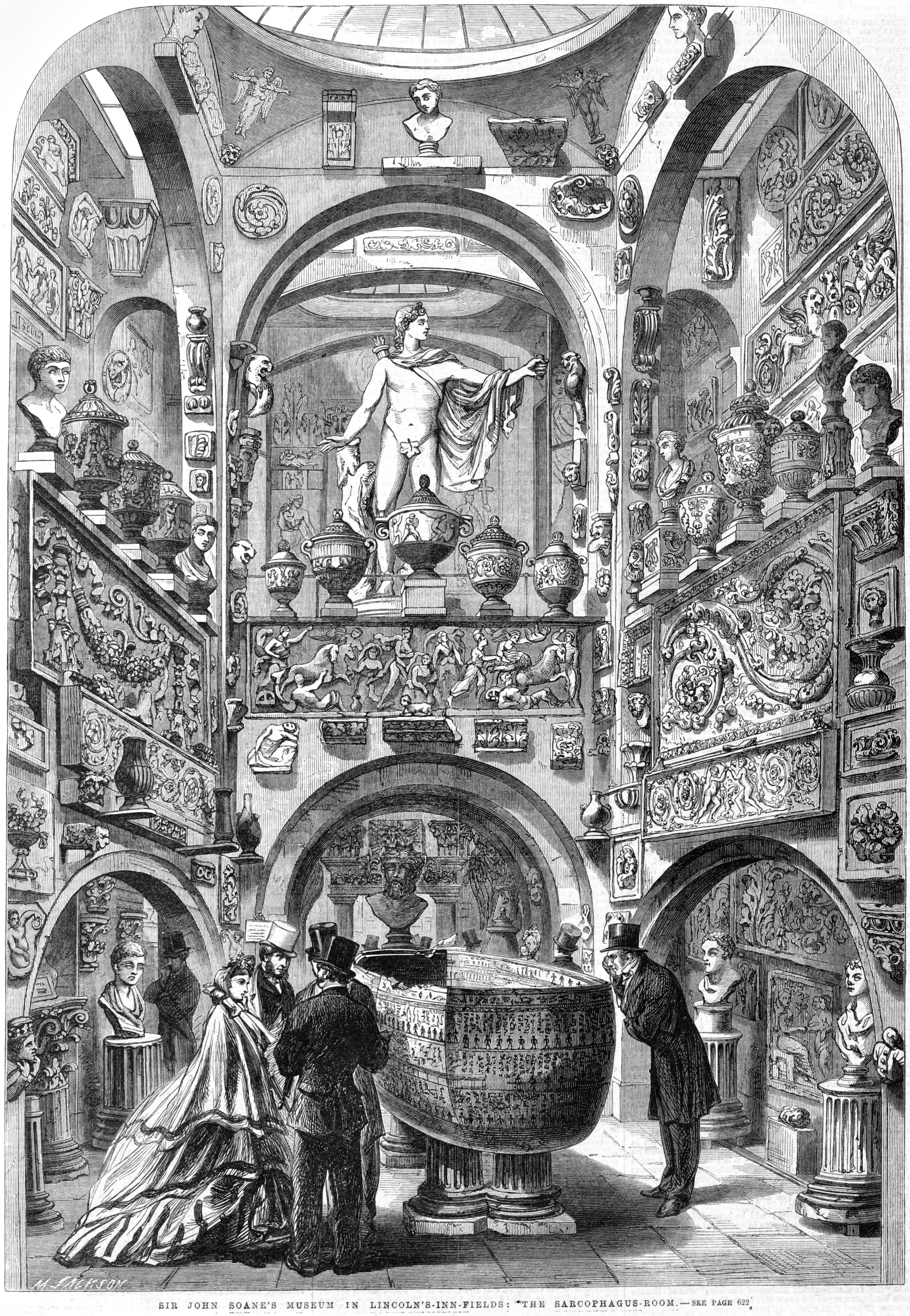
John Soane, Sir John Soane's Museum a Londra

John Soane è ritenuto quasi il rappresentante esclusivo del Neoclassicismo rivoluzionario inglese. Influenzato da George Dance e soprattutto da Ledoux, ottenne fama verso la fine del Settecento per i suoi interventi nel cantiere della Banca d'Inghilterra, a Londra, un vasto complesso caratterizzato da cupole ribassate e da un'estrema semplicità strutturale. Tra le sue creazioni merita alcune annotazioni la casa che l'architetto progettò per sé stesso a Londra (ora Sir John Soane's Museum): il disegno originario, non eseguito integralmente, era impostato alla massima semplicità, con grandi archi aperti in facciata, avvicinandosi quindi alle architetture rivoluzionarie di Claude-Nicolas Ledoux. Di contro, l'interno, assai congestionato e claustrofobico, annulla il classicismo dell'esterno, rivelando un linguaggio estremamente personale e più affine alla tradizione pittoresca: numerosi specchi (oltre 90 in una delle stanze più piccole) simulano vani più ampi, l'illuminazione proviene dall'alto, mentre archi goticizzanti distaccano i soffitti dalle pareti.
Tra le trasformazioni urbanistiche occorre ricordare Regent's Park e Regent Street a Londra, opera di John Nash. L'architetto, influenzato dalle citate sistemazioni intraprese a Bath, realizzò una serie di snodi all'interno del tessuto urbano della città, progettando abitazioni con colonne, trabeazioni e timpani, in linea con i dettami del Neoclassicismo; tuttavia il sinuoso percorso abbandona la staticità vista nelle trasformazioni parigine e, offrendo scorci prospettici sempre nuovi, riesce a coniugare in sé anche il gusto romantico per la continua scoperta e per il pittoresco.
In ogni caso, i migliori progettisti inglesi dell'epoca subirono il fascino del Neogotico, spesso associato a una tradizione religiosa, architettonica e intellettuale che si affermò nei centri di Oxford, Cambridge e Londra. Invece, dalla metà dell'Ottocento, in Scozia e nel Nord del Paese fiorì un'intensa stagione neoclassica, riscontrabile ad esempio nella Town hall di Leeds (1853), nella Picton Reading Room di Liverpool (1875) o nelle chiese che Alexander Thomson edificò a Glasgow sotto l'influenza di Schinkel e Cockerell.

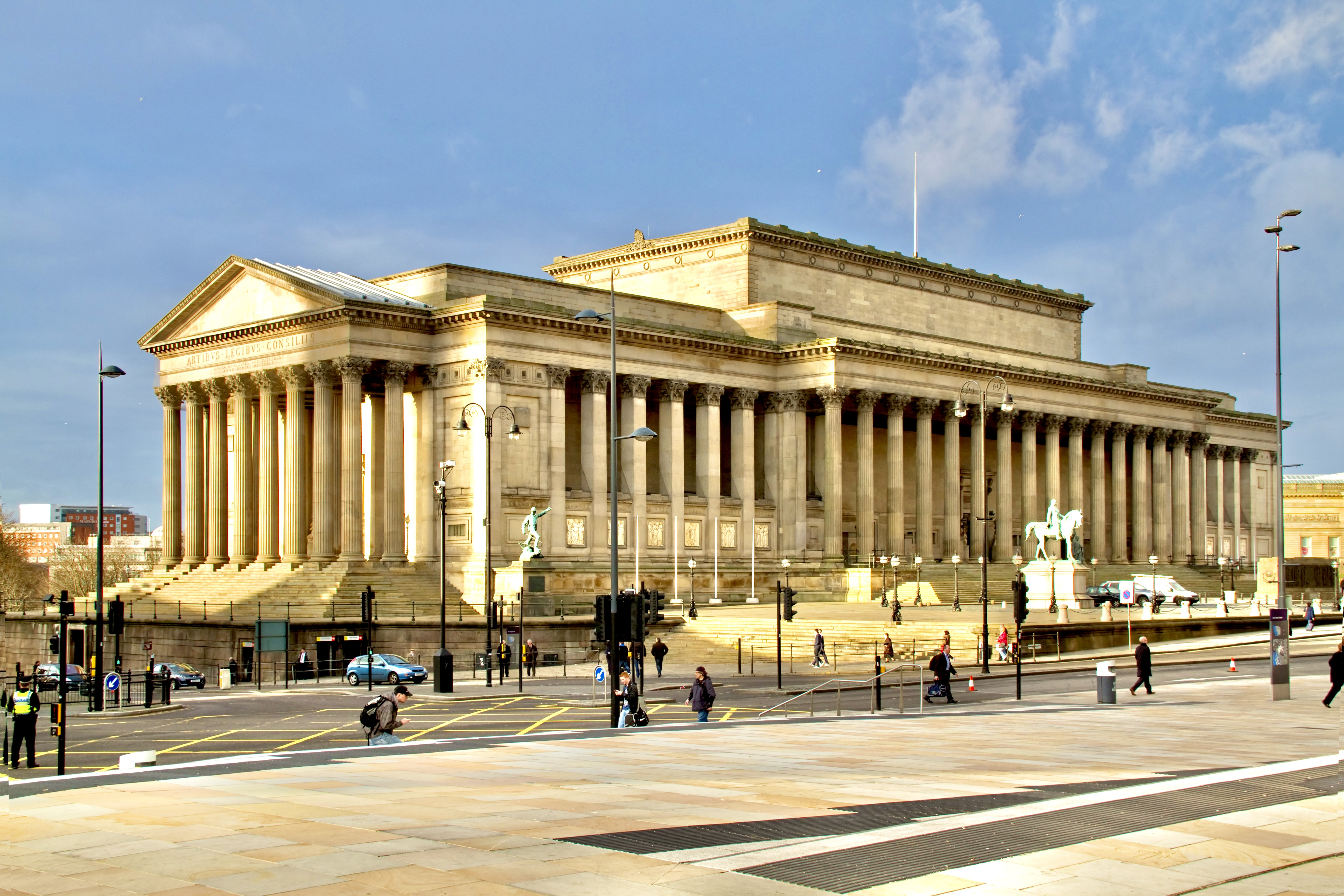
H. Elmes e C.R. Cockerell, Saint George's Hall, Liverpool
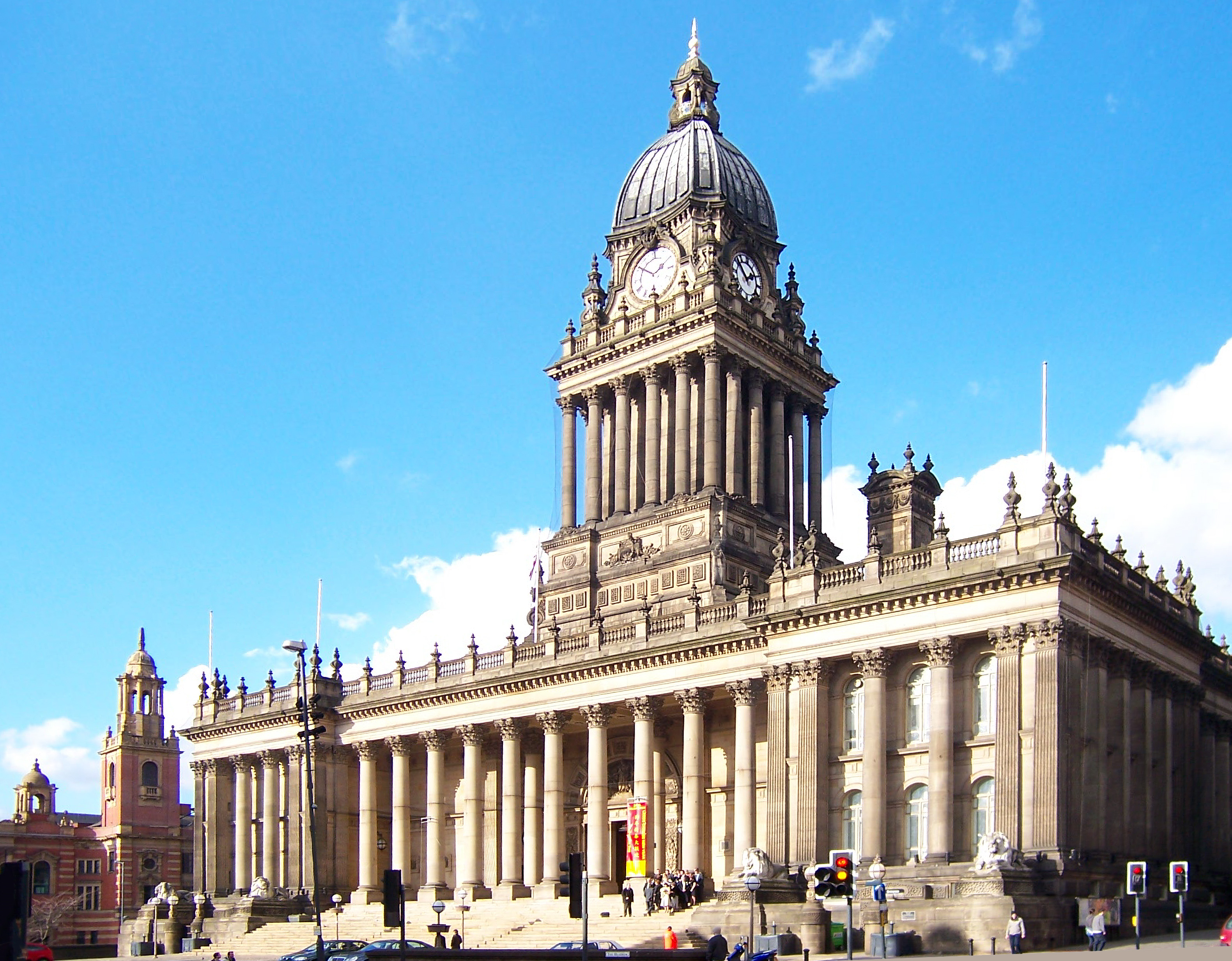
Town Hall, Leeds
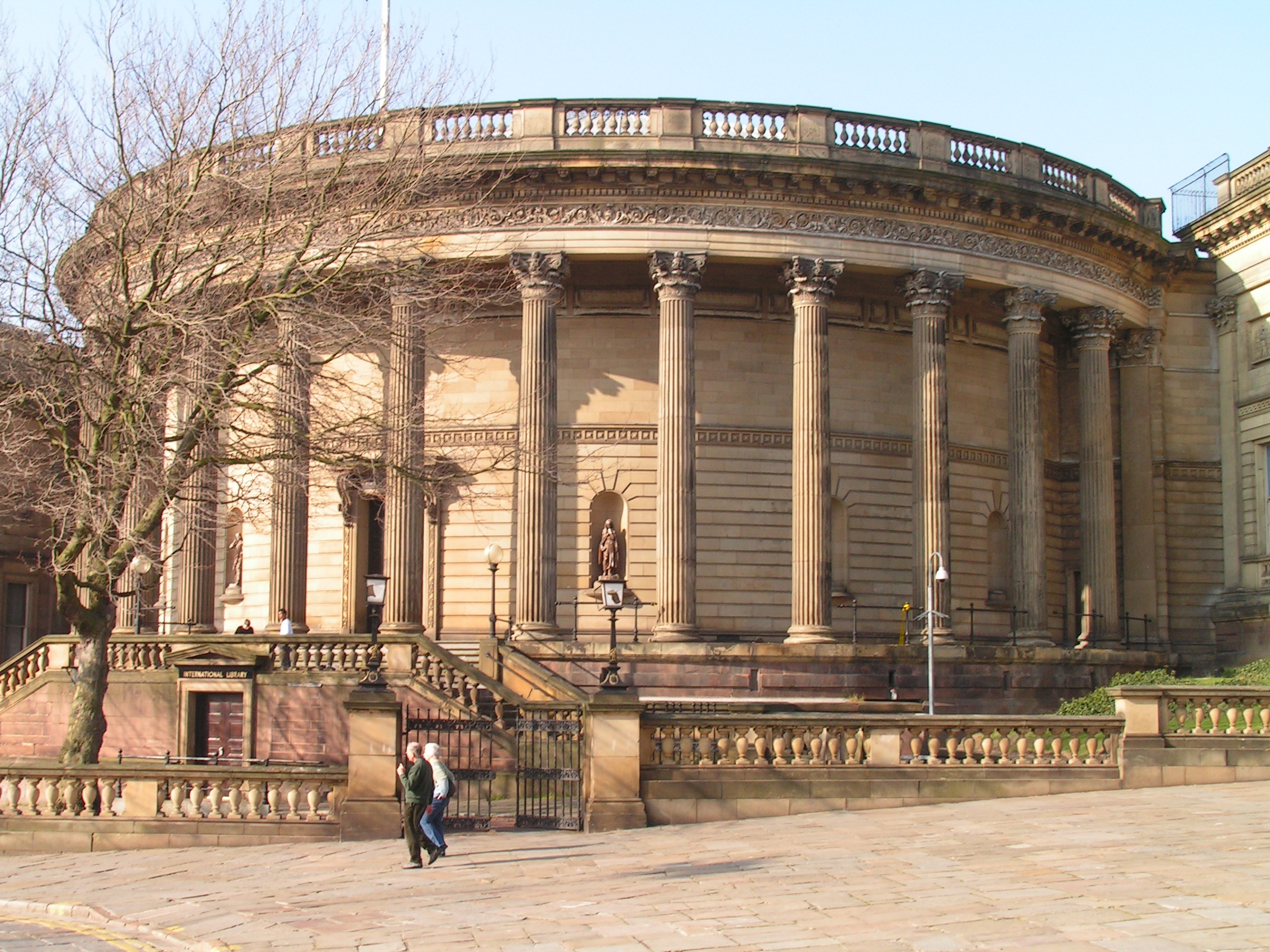
Picton Reading Room, Liverpool

### Germania

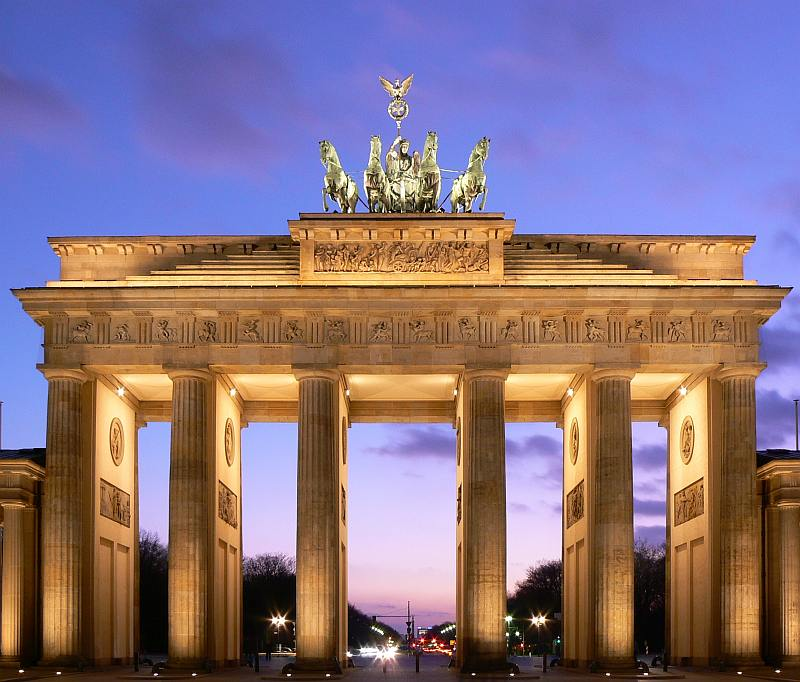
Carl Gotthard Langhans, Porta di Brandeburgo, Berlino

L'architettura che introduce con vigore il Neoclassicismo in Germania è la Porta di Brandeburgo, innalzata a Berlino da Carl Gotthard Langhans tra il 1789 e il 1793: si tratta di un severo monumento in stile dorico, il primo nel suo genere basato sulle ricostruzioni, pubblicate a metà del Settecento, dei Propilei di Atene. Pur rifacendosi al modello ateniese, Langhans impiegò una versione di dorico romano semplificato: a differenza del dorico autentico, le colonne presentano basamenti e sono spaziate in modo ineguale nei padiglioni laterali, mentre compaiono mezze metope alla fine del fregio (i Greci invece usavano far terminare il fregio con un triglifo). La Porta di Brandeburgo esercitò notevole influenza sui contemporanei: ad esempio il progetto per l'ingresso al Downing College di Cambridge, di William Wilkins, o il propileo di Chester Castle, di Thomas Harrison, nel Regno Unito.
Altre opere da prendere in considerazione sono gli studi di Friedrich Gilly. Il giovane architetto costruì poco nella sua breve vita e non visitò mai l'Italia, tuttavia dopo il 1790 approntò alcuni progetti indubbiamente significativi: il disegno per il Teatro Nazionale di Berlino e il monumento a Federico il Grande. In particolare, nel Teatro si avverte lo stretto legame con la coeva architettura francese di Ledoux: Gilly rinuncia a gran parte delle decorazioni e rafforza i volumi, questi ultimi definiti nella loro conformazione dalla specifica funzione che avrebbero dovuto assolvere. Così come Ledoux in Francia e John Soane in Inghilterra, Gilly sembrò preannunciare un'architettura totalmente nuova, che però non troverà spazio nella società ottocentesca, dominata dalle committenze di proprietari di industrie e di miniere: uomini dotati di grandi ricchezze, ma generalmente di scarsa cultura.

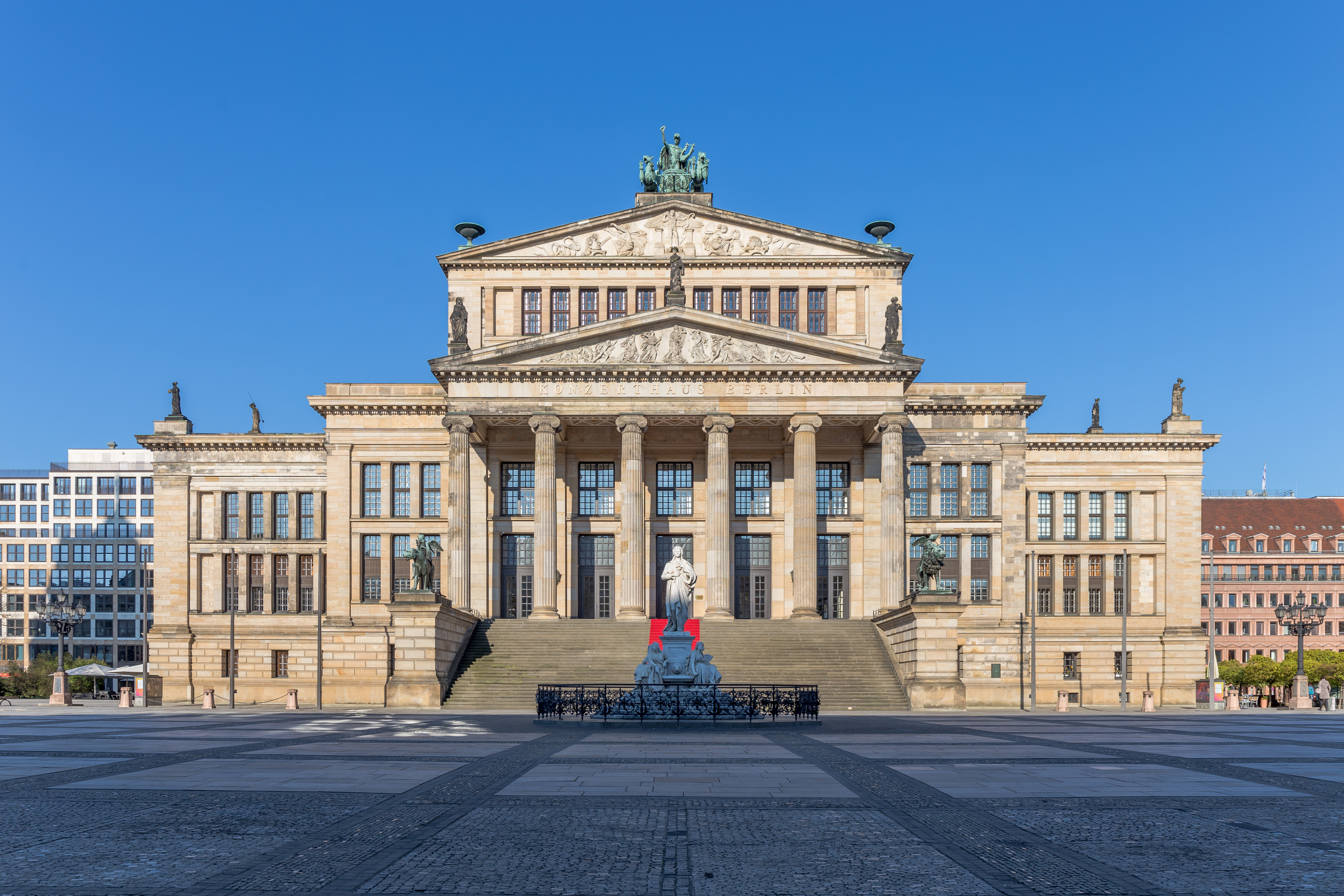
Karl Friedrich Schinkel, Berliner Schauspielhaus

Allievo di Gilly fu Karl Friedrich Schinkel, che dopo un esordio neogotico, si avvicinò al Neoclassicismo di matrice greca, stile che ebbe molta fortuna in Germania. In generale, l'opera di Schinkel, con i suoi elementi gotici, classici e pittoreschi, si avvicina più all'Inghilterra che alla Francia o all'Italia, ma la sua interpretazione funzionale del Classicismo, che tornerà ancora in auge tra il 1910 e il 1940, venne identificata come uno stile profondamente nazionale. Nei primi anni dell'Ottocento realizzò la Neue Wache e altri edifici a Berlino, dalle forme chiare ed eleganti che influenzeranno persino l'architettura di paesi più lontani, come la Finlandia. Altri capolavori di Schinkel sono il Berliner Schauspielhaus e l'Altes Museum di Berlino. Nel teatro berlinese l'architetto esaltò la funzionalità delle varie parti, conferendo all'edificio e alle sue marcate volumetrie, una straordinaria tridimensionalità: l'elemento più vicino alla tradizione è il colonnato esastilo sormontato da un frontone riccamente decorato.

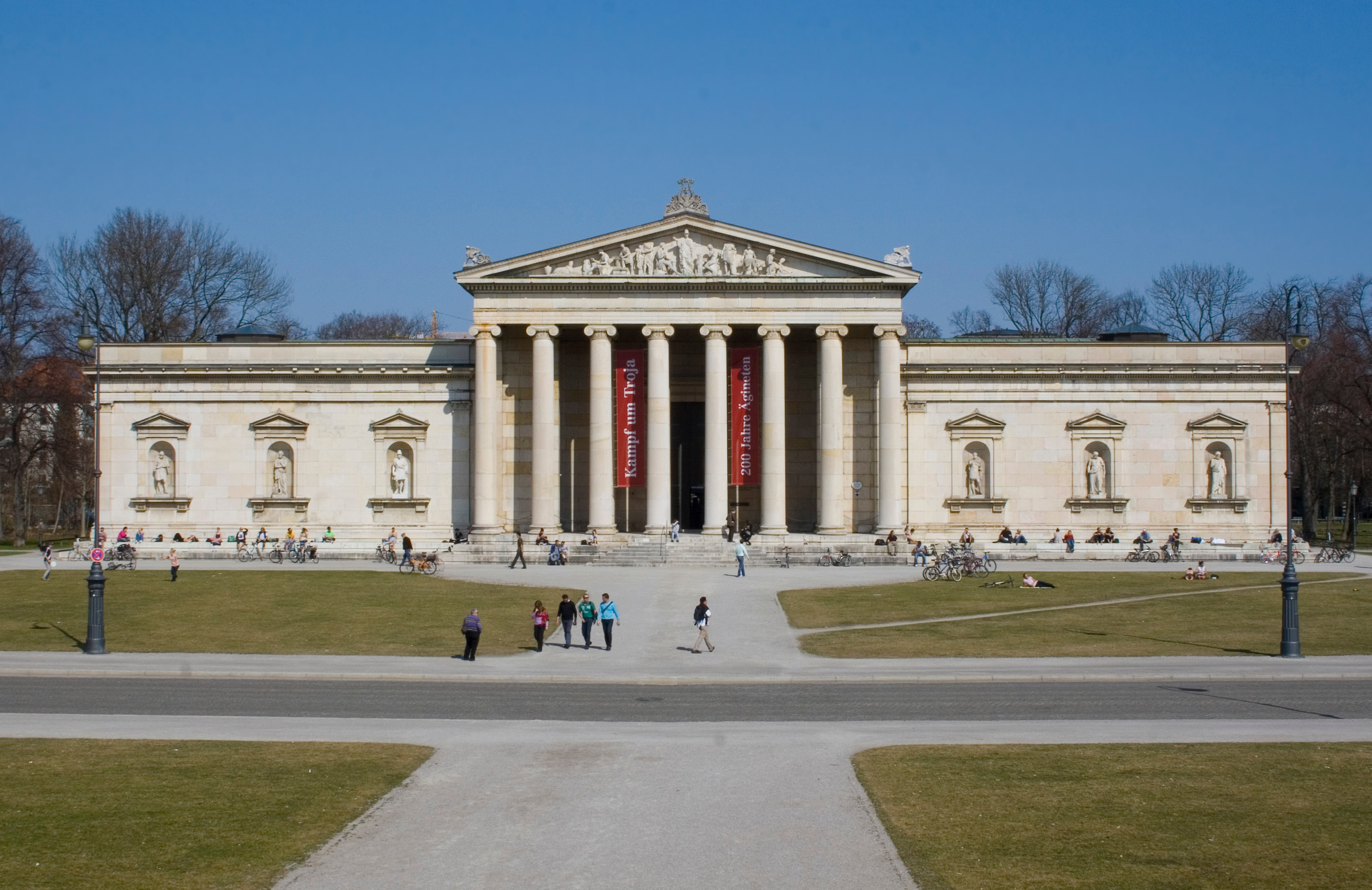
Leo von Klenze, Gliptoteca di Monaco

Al funzionalismo del Berliner Schauspielhaus si contrappone il più classicheggiante Altes Museum, che unisce il tema del lungo porticato della stoà dell'antica Grecia, alla rotonda del Pantheon posta all'interno: il risultato è un prospetto fortemente dilatato, che affida la propria carica comunicativa a una teoria di ben diciotto colonne ioniche..
Rivale di Schinkel fu Leo von Klenze, la cui fama è legata soprattutto al progetto del Walhalla presso Ratisbona e della Gliptoteca di Monaco; si tratta di due complessi neogreci, innalzati nei primi decenni dell'Ottocento. Tra i due, sorprendente per imponenza è certamente il Walhalla, tempio nel quale, secondo la mitologia, si riunivano le anime degli eroi caduti in battaglia: si tratta di un tempio periptero in stile dorico, posto su un possente basamento al quale si accede mediante ampie scalinate. La costruzione richiama in maniera straordinaria il citato monumento ideato da Gilly per Federico il Grande, ma von Klenze conferisce all'opera un'impronta più romantica: il Walhalla infatti ripropone al suo interno i busti delle più importanti personalità tedesche, con un bassorilievo che illustra la storia della Germania.

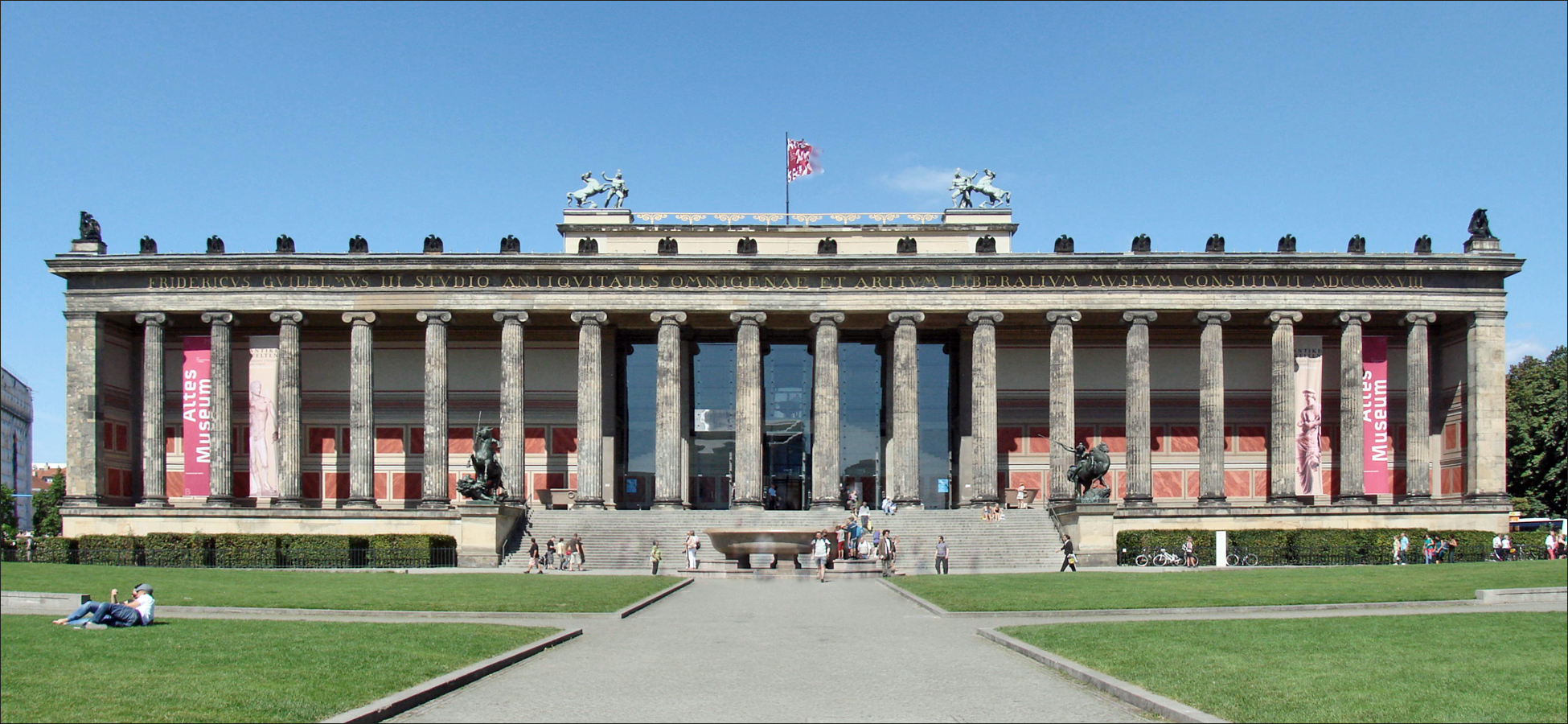
Karl Friedrich Schinkel, Altes Museum a Berlino
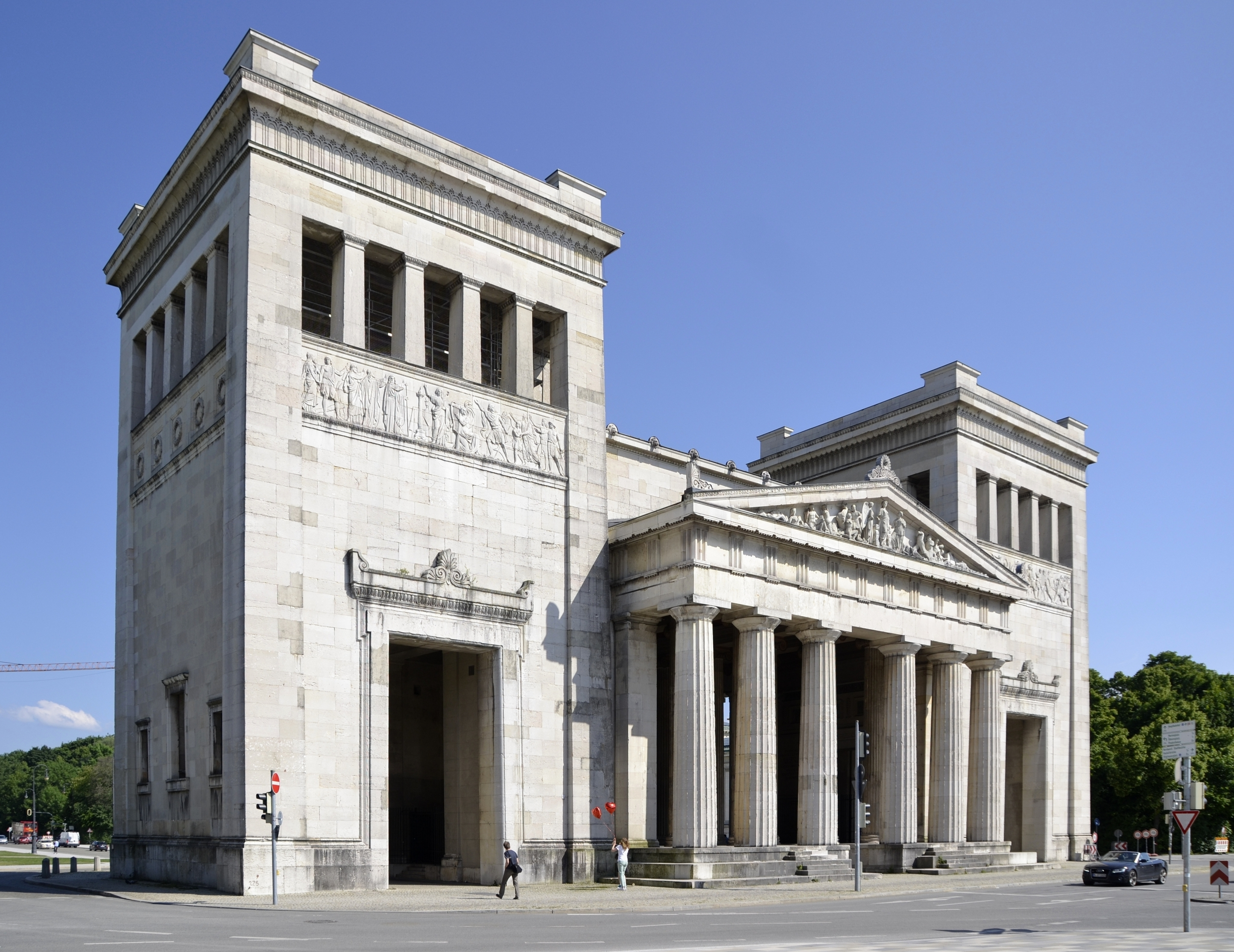
Leo von Klenze, Propilei di Monaco di Baviera (1854-1862)
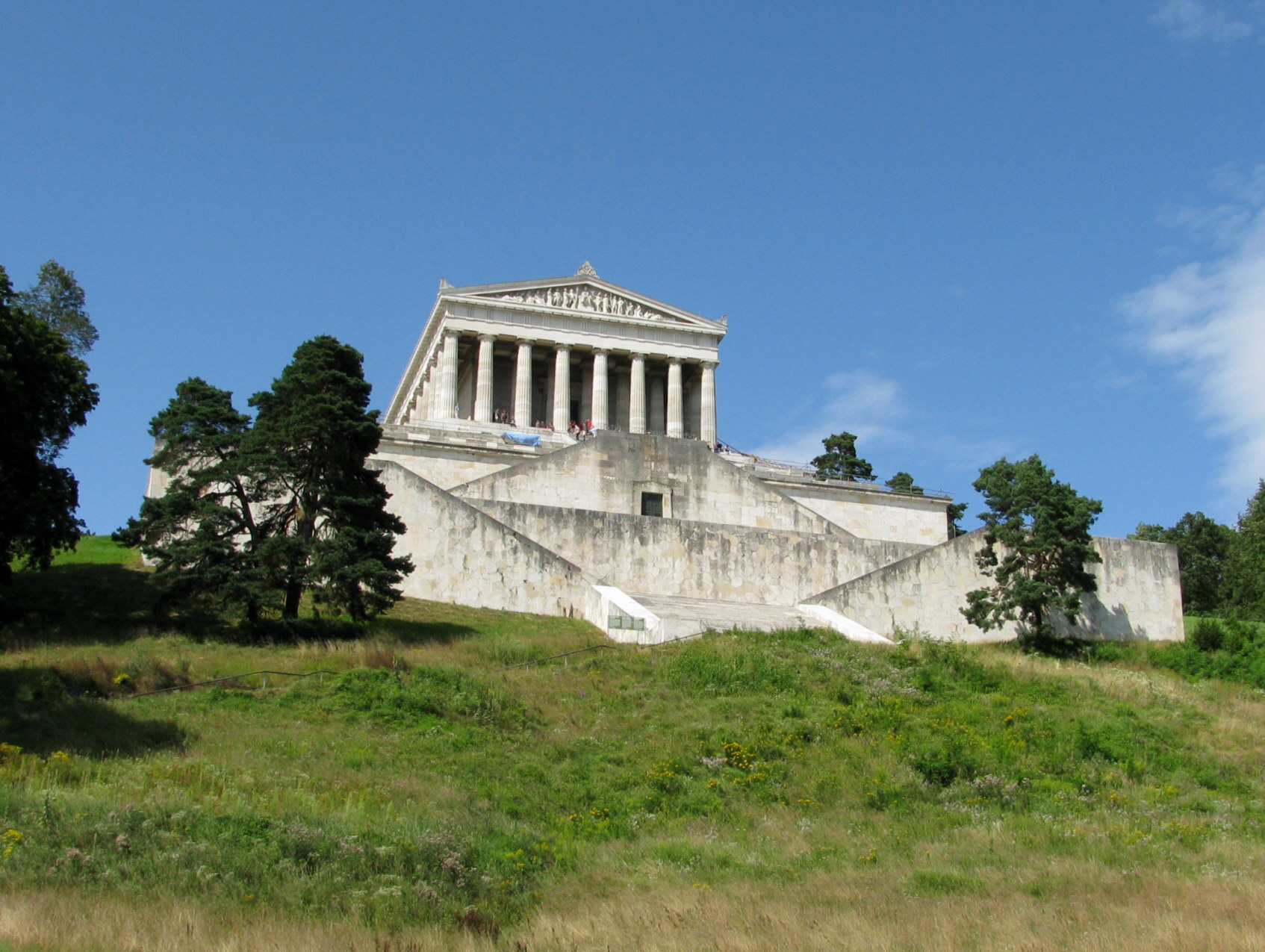
Leo von Klenze, Walhalla

### Italia

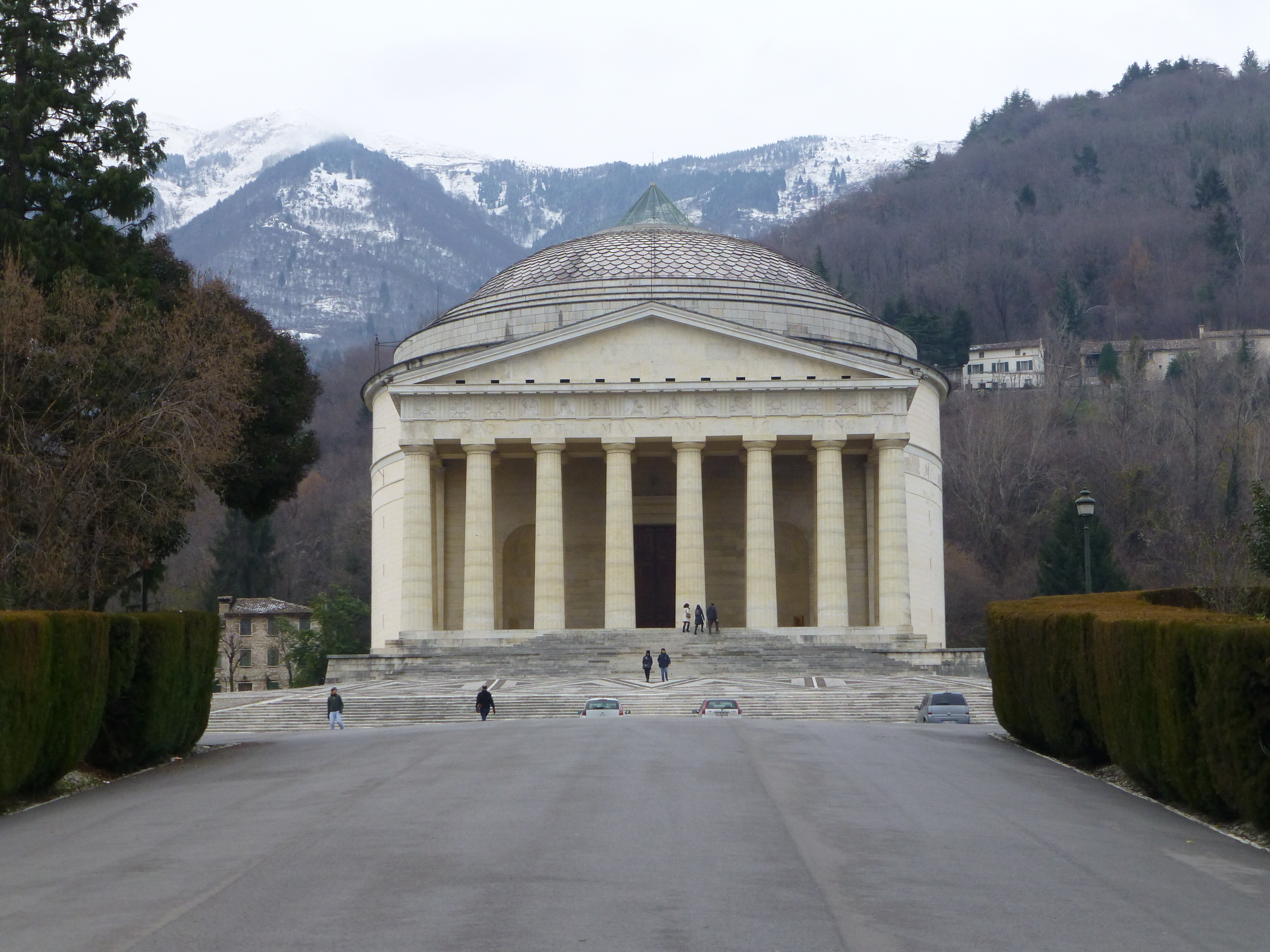
Giannantonio Selva (?), Tempio Canoviano, Possagno

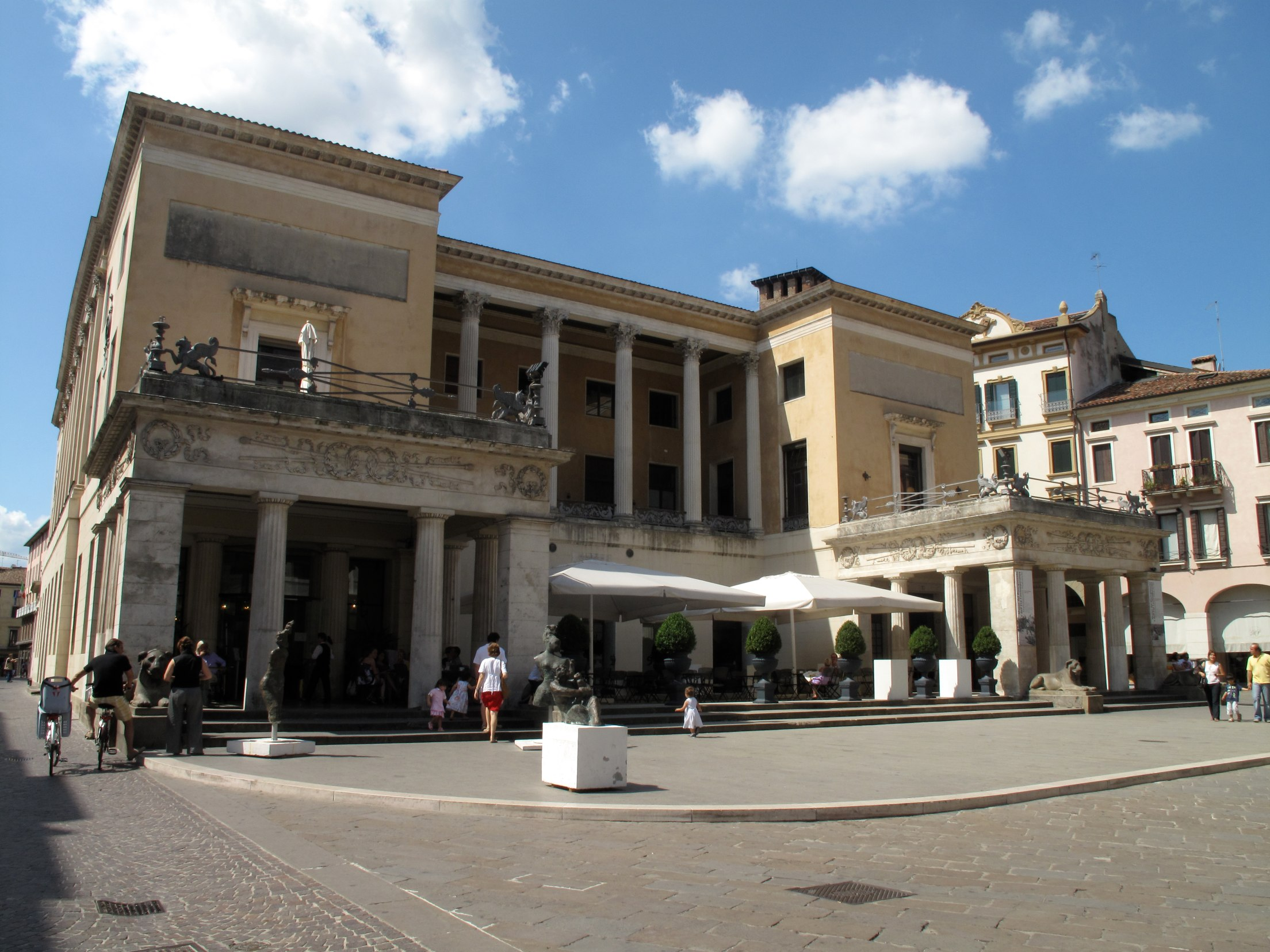
Giuseppe Jappelli, Caffè Pedrocchi, Padova

A partire dalla seconda metà del Settecento anche in Italia si registra la costruzione di alcuni edifici classicheggianti. Il Neoclassicismo tuttavia non si affermò in modo unitario su tutto il territorio, all'epoca ancora suddiviso in molti piccoli stati, spesso sotto il diretto controllo di governi stranieri. L'inizio del secolo, inoltre, aveva coinciso con l'ultimo capitolo della stagione barocca: a Roma si erano realizzati straordinari monumenti scenografici (come Piazza di Spagna e la Fontana di Trevi), mentre in Piemonte erano all'opera Filippo Juvarra e Bernardo Antonio Vittone; l'attività si era spostata poi nel Regno di Napoli, dove Ferdinando Fuga e Luigi Vanvitelli costruirono rispettivamente il Real Albergo dei Poveri e la Reggia di Caserta, grandiosi episodi di un'intensa produzione barocca.

#### Veneto
Sebbene gran parte della critica ritenga che il Neoclassicismo italiano abbia avuto la sua origine a Roma, fu tuttavia in Veneto, dove non era mai venuto meno il riferimento al Palladio, che già nella prima metà del Settecento iniziò lentamente a delinearsi un gusto architettonico più aderente alle tendenze europee. Il Museo lapidario maffeiano di Verona, terminato nel 1745 da Alessandro Pompei, può essere considerato un'anticipazione del Neoclassicismo. Al contempo, Venezia ebbe un ruolo nell'elaborazione teorica dei principi neoclassici con la presenza di Carlo Lodoli e Francesco Algarotti, sostenitori di idee funzionaliste e antibarocche, che operarono in un contesto ancora in gran parte dominato dalla tradizione palladiana portata avanti da Giorgio Massari e Antonio Visentini, senza pertanto riuscire a influenzare particolarmente i contemporanei. A Venezia, tuttavia, è possibile individuare una linea architettonica di una certa coerenza, riscontrabile già nel portico della chiesa di San Nicola da Tolentino (1706-1714) di Andrea Tirali, al quale fecero seguito le chiese di San Simone Piccolo di Giovanni Scalfarotto, maestro di Giovanni Battista Piranesi, e della Maddalena (1780) di Tommaso Temanza che, già nel 1748, aveva proposto a Padova una facciata di sapore razionale per la chiesa di Santa Margherita, lavoro che fu accolto con asprezza dai critici dell'epoca.
Il principale artefice di questo rinnovamento fu comunque Giannantonio Selva. Suoi i progetti per il Teatro La Fenice (1790-1792, rimaneggiato successivamente e ricostruito dopo il disastroso incendio del 1996) e per le chiese veneziane di San Maurizio (1806) e del Nome di Gesù (1815). I suoi edifici, ben proporzionati e basati su pochi temi, oltrepassarono l'interesse provinciale. A Selva è stato anche attribuito, non senza incertezze, il Tempio Canoviano a Possagno (1819-1833), felice fusione tra i modelli del Partenone e del Pantheon.
Dopo l'intervallo napoleonico, che non produsse risultati particolarmente interessanti, si affermò Giuseppe Jappelli (1785-1852); allievo di Selva, egli deve la sua fama al Caffè Pedrocchi e al Pedrocchino di Padova, eclettico edificio in cui si uniscono pure forme neogotiche. Lavorò anche in numerose ville venete, mostrando uno stile deciso e competente, degno del Neoclassicismo internazionale.

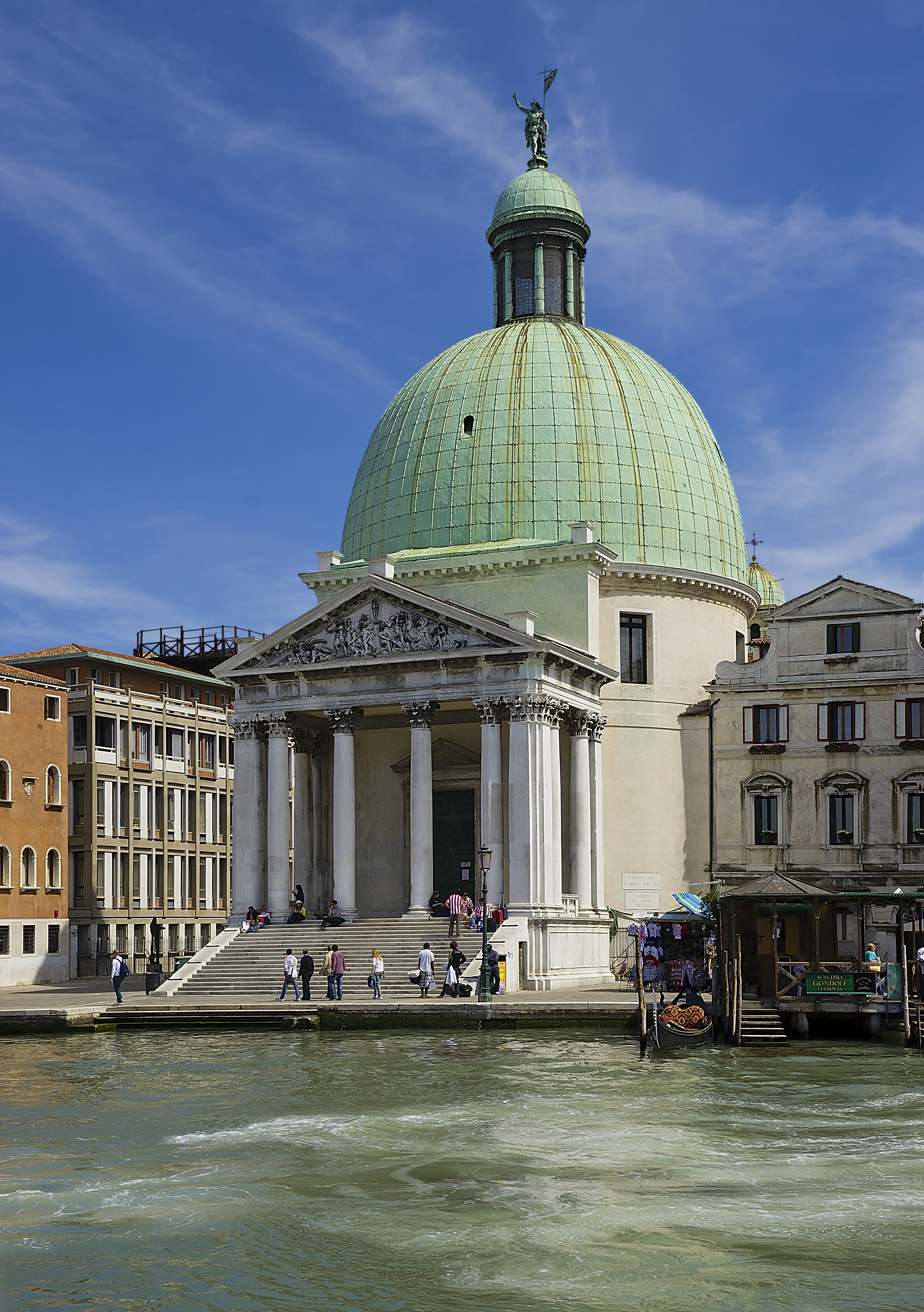
Giovanni Antonio Scalfarotto, chiesa di San Simeon Piccolo, Venezia
Tommaso Temanza, chiesa della Maddalena, Venezia
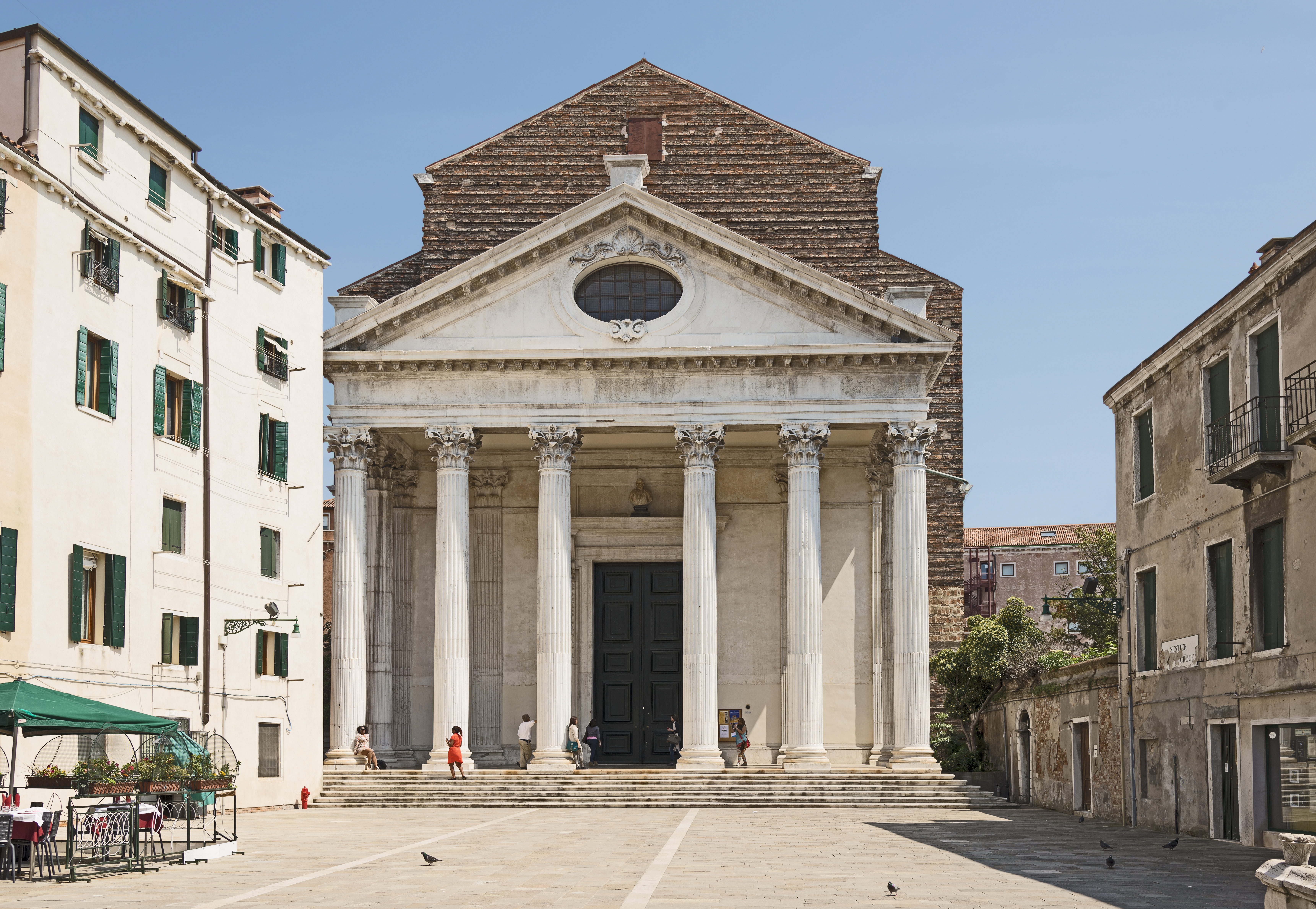
Andrea Tirali, portico della chiesa di San Nicola da Tolentino, Venezia

#### Roma

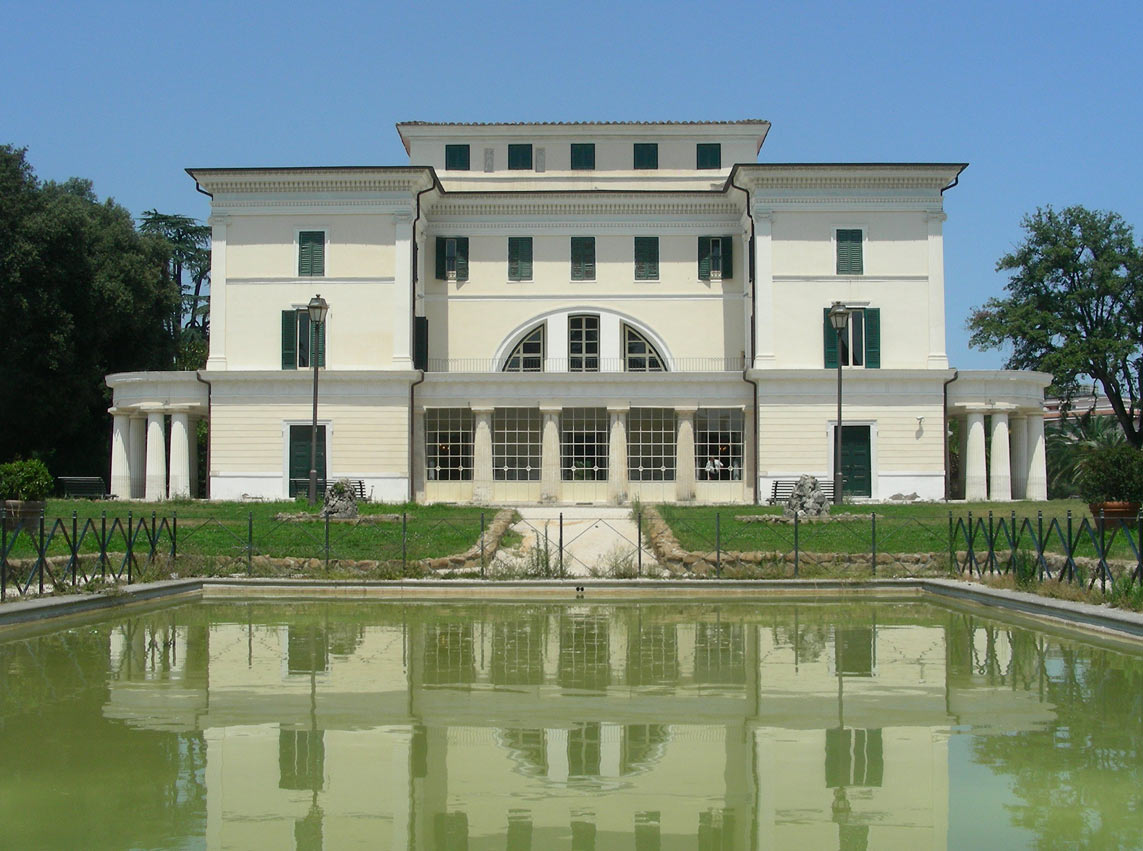
Villa Torlonia a Roma

La stagione architettonica romana del secondo Settecento non fu particolarmente vivace. Piranesi, giunto da Venezia, edificò soltanto la chiesa di Santa Maria al Priorato (1764); Giacomo Quarenghi ricostruì la cattedrale di Santa Scolastica a Subiaco, mentre Carlo Marchionni diresse i lavori di Villa Albani, ripiegando poi su un repertorio decisamente distante dall'ideale classico per la Sagrestia di San Pietro in Vaticano.
A Roma il Neoclassicismo giunse con l'inizio delle trasformazioni presso i Musei Vaticani decise da Giovanni Battista Visconti, Commissario dei Musei e Soprintendente alle Antichità, succeduto a Winckelmann dopo il 1768; su progetto di Michelangelo Simonetti e Pietro Camporese furono aggiunte imponenti sale come quella delle Muse, mentre, tra il 1817 e il 1822, Raffaele Stern realizzò il cosiddetto Braccio Nuovo. Nel loro insieme, questi ambienti costituiscono una sequenza di spazi diversi, tutti caratterizzati da un'insolita correttezza archeologica, che però risulterà difficilmente applicabile a opere minori.
L'arrivo dei francesi coincise con l'affermazione di Giuseppe Valadier, autore dei restauri del Colosseo e dell'Arco di Tito, nonché dei progetti di Villa Torlonia, del famoso Caffè del Pincio (noto come Casina Valadier), della facciata di San Rocco e della sistemazione di Piazza del Popolo. Quest'ultima in particolare rappresenta un capolavoro del Neoclassicismo italiano. Fino ad allora la celebre piazza romana appariva come uno spazio caotico, dominato solo dalle chiese di Carlo Rainaldi e delimitato su un lato dalla Porta del Popolo; l'intervento di Valadier, che faceva seguito a una prima sistemazione eseguita dai francesi, fece assumere alla piazza una forma ellittica, con l'inserimento di due muraglioni monumentali ai lati delle chiese gemelle del Rainaldi. Di conseguenza, nella realizzazione di Piazza del Popolo, il Neoclassicismo non appare come l'elemento dominante, ma contribuisce alla perfetta coesistenza tra le diverse emergenze architettoniche.
Negli anni postunitari il Neoclassicismo non produsse risultati di rilievo; simbolo di questa deriva può essere ricercato nel Monumento a Vittorio Emanuele II a Roma (noto come Vittoriano), terminato solo nel 1911, nell'anno dell'Esposizione Universale. In questo caso gli intenti celebrativi fin troppo pomposi dell'opera, volti a osannare lo Stato monarchico, confluirono in una mera e inutile retorica di Stato.

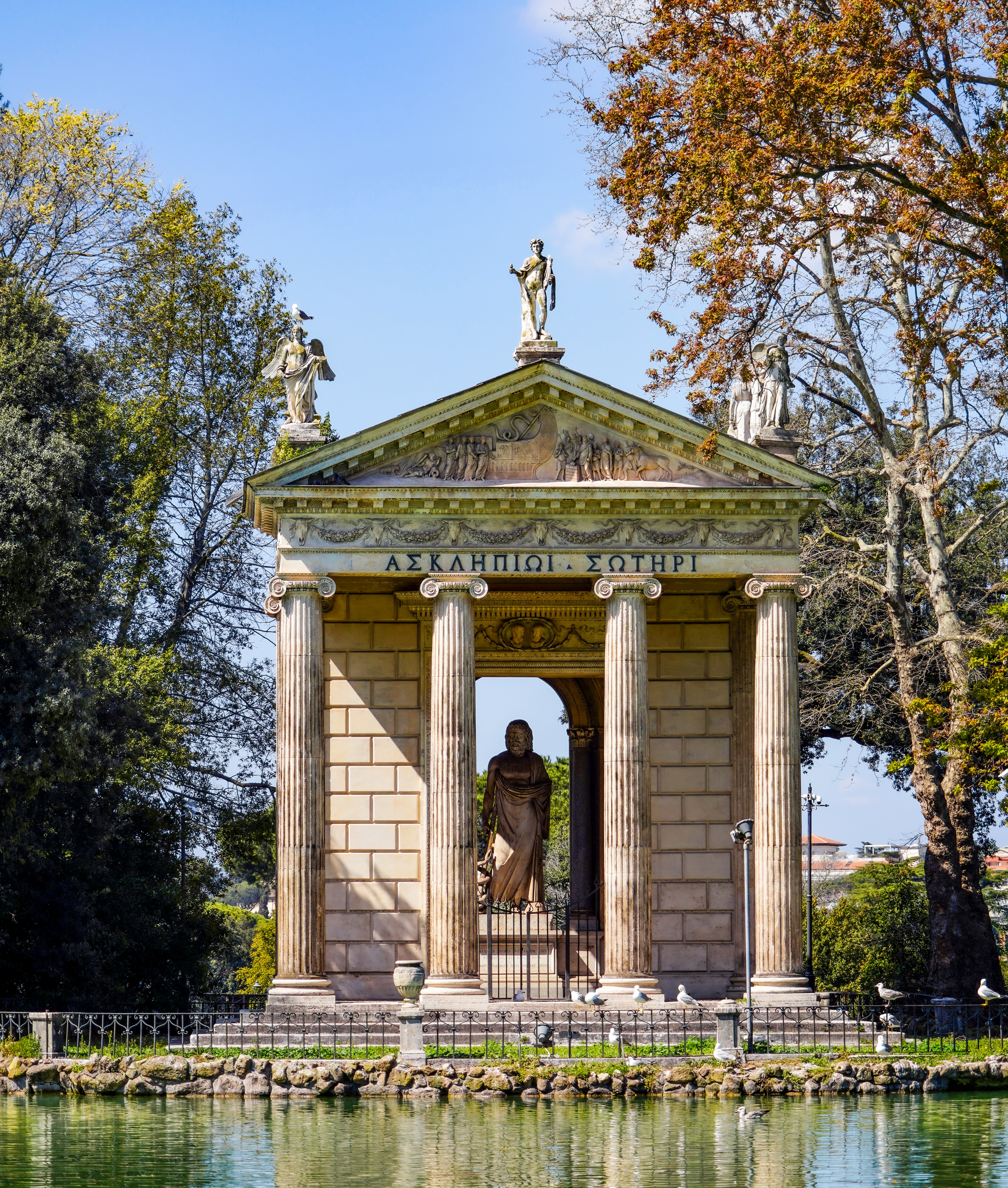
Tempietto di Esculapio in Villa Borghese, Roma (1786)
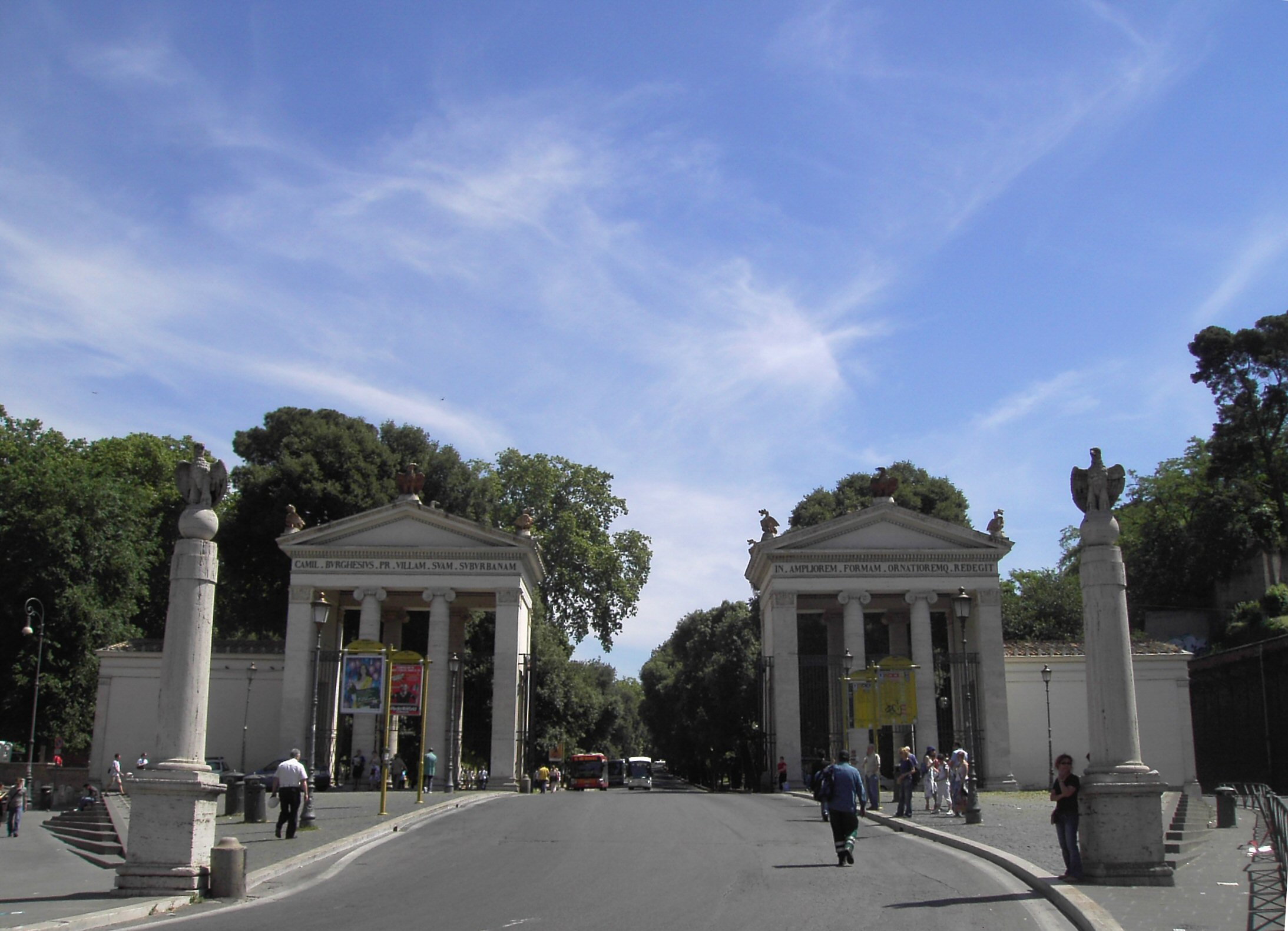
Luigi Canina, Propilei di Villa Borghese, Roma (1827)
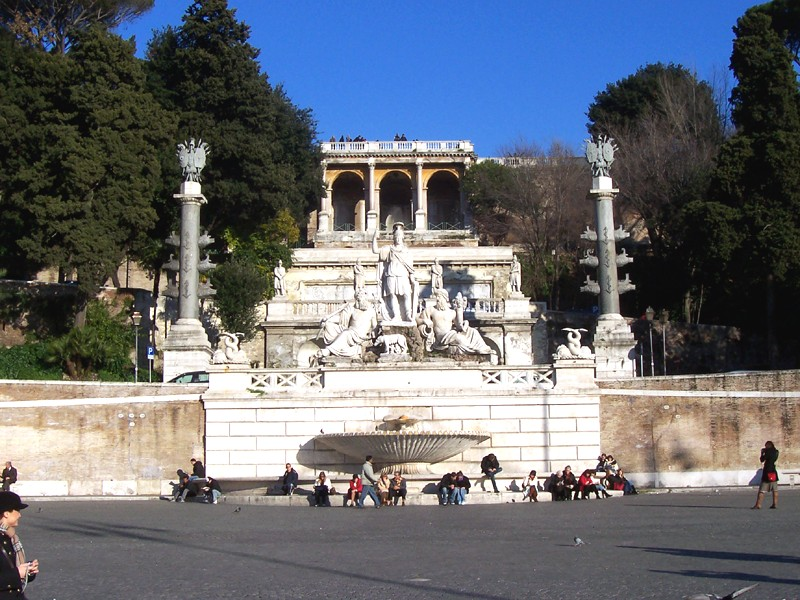
Giuseppe Valadier, sistemazione di Piazza del Popolo, Roma

#### Napoli

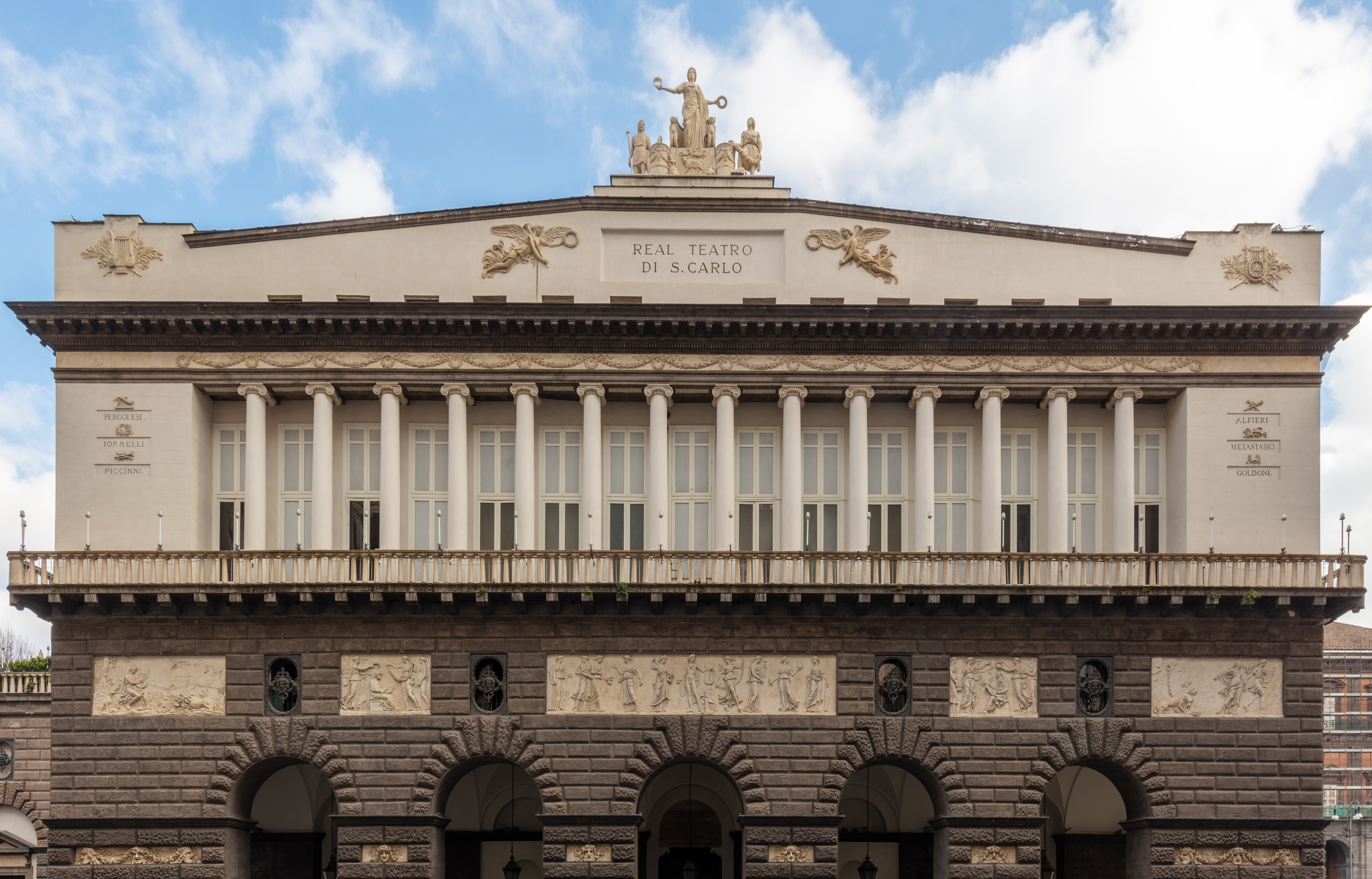
Antonio Niccolini, Teatro San Carlo, Napoli

A Napoli gli elementi di rottura con la tradizione barocca, già in parte riscontrabili in vari ambienti della monolitica Reggia di Caserta di Luigi Vanvitelli, vanno ricercati nella produzione architettonica operata durante il decennio francese (1806-1815) e nella successiva restaurazione borbonica, in particolar modo in due importanti architetture: la facciata del Teatro San Carlo e la Basilica di San Francesco di Paola, inserita nell'emiciclo di Piazza del Plebiscito.

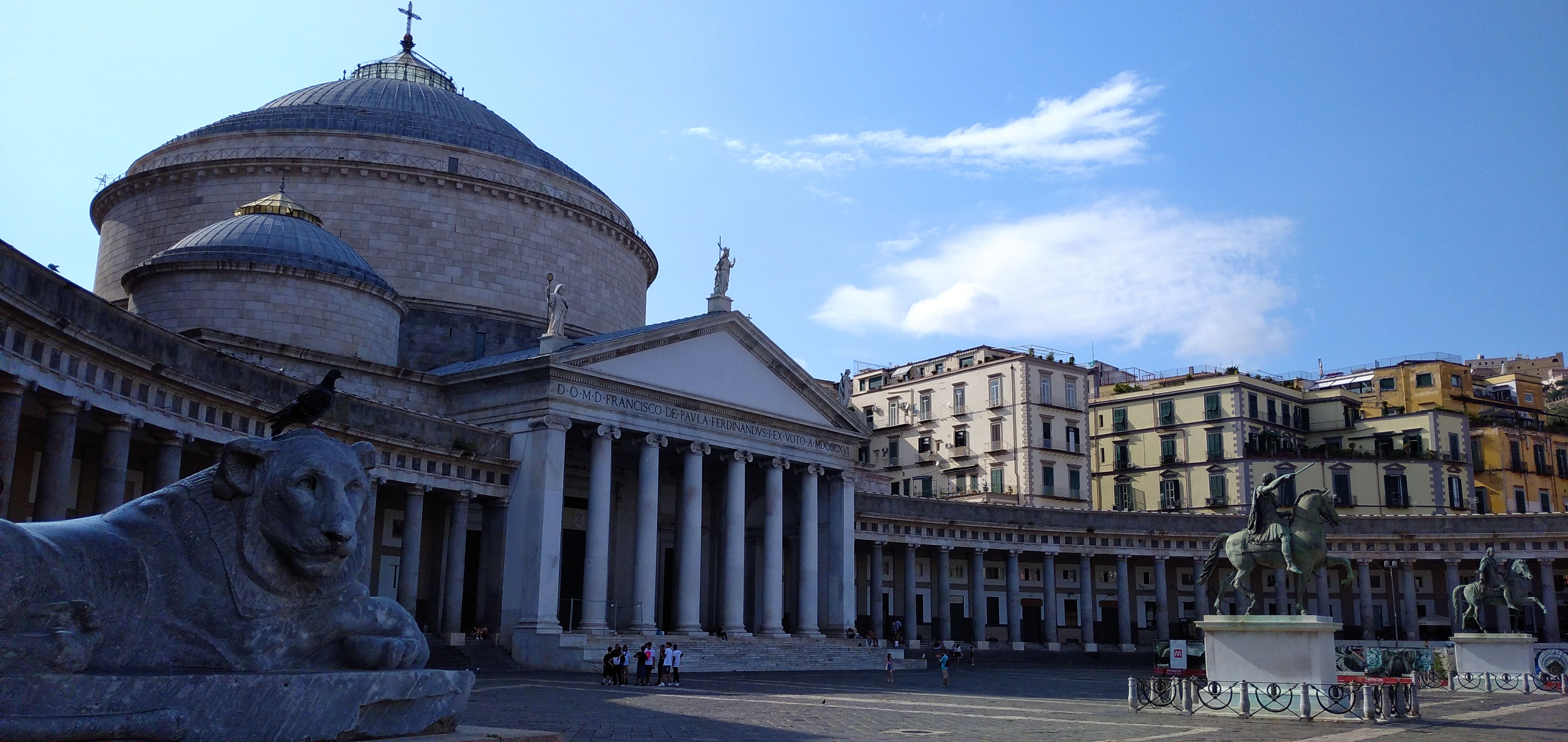
Piazza del Plebiscito e Basilica di San Francesco di Paola, Napoli

La prima, iniziata nel 1810 dal toscano Antonio Niccolini, è strettamente francese e fiorentina, con un leggero colonnato ionico aperto al di sopra di un alto basamento porticato che si pone a margine del Palazzo Reale; Niccolini fu infatti notevolmente influenzato dal prospetto della Villa di Poggio Imperiale di Firenze, progettato in buona parte da Pasquale Poccianti solo pochi anni prima. Negli anni seguenti l'attività di Niccolini fu intensa: disegnò il complesso della Villa Floridiana al Vomero, al cui interno costruì la Villa Lucia, ideò la nuova facciata del Palazzo Partanna in piazza dei Martiri e si dedicò anche a numerosi progetti, non eseguiti, per il riassetto del Palazzo Reale, in cui è viva la sensibilità al giardino all'inglese.
La chiesa di San Francesco di Paola, di Pietro Bianchi, si colloca invece tra le più importanti architetture sacre del periodo, tanto che viene annoverata dalla critica come "la più ricca e accurata delle nuove chiese italiane". La sua costruzione, legata alle complesse vicende politiche del Regno di Napoli, fu intrapresa per realizzare il Foro murattiano, ma nel 1817 fu convertita in chiesa come ex voto da parte di Ferdinando per la restaurazione al potere dei Borbone di Napoli. Il suo architetto, dopo un concorso che vide coinvolti i principali artisti del tempo, realizzò un tempio fortemente ispirato al Pantheon di Roma, differenziandolo solo nelle proporzioni e nella presenza di due cupole minori ai lati della calotta principale.
Altre figure di rilievo dell'architettura neoclassica del primo Ottocento furono Stefano Gasse (impegnato in numerose opere pubbliche durante il periodo francese e durante la Restaurazione, come l'Osservatorio astronomico di Capodimonte e il Palazzo San Giacomo) e Gaetano Genovese (lavori nella Reggia vanvitelliana).

#### Sicilia

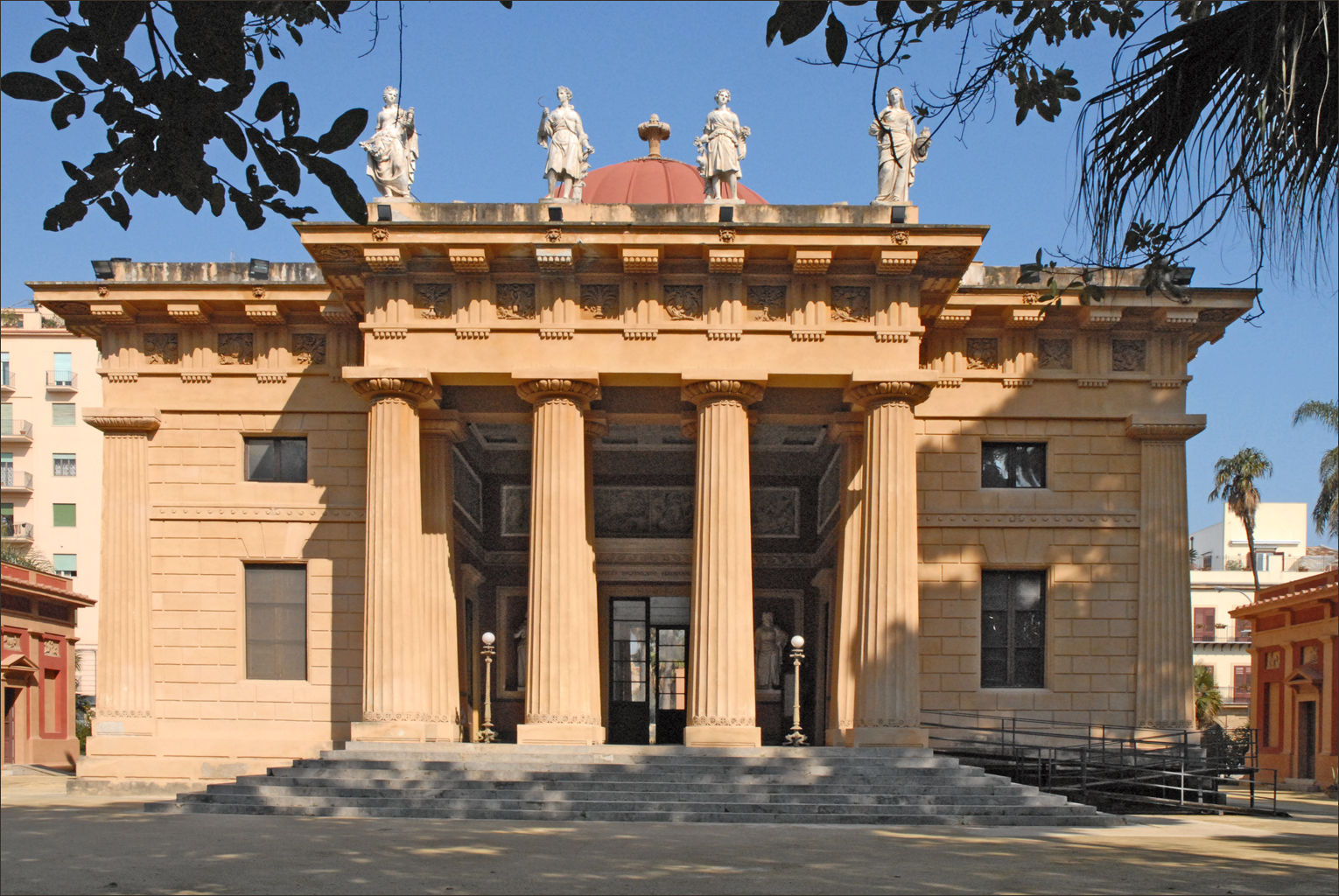
Léon Dufourny, Orto botanico di Palermo

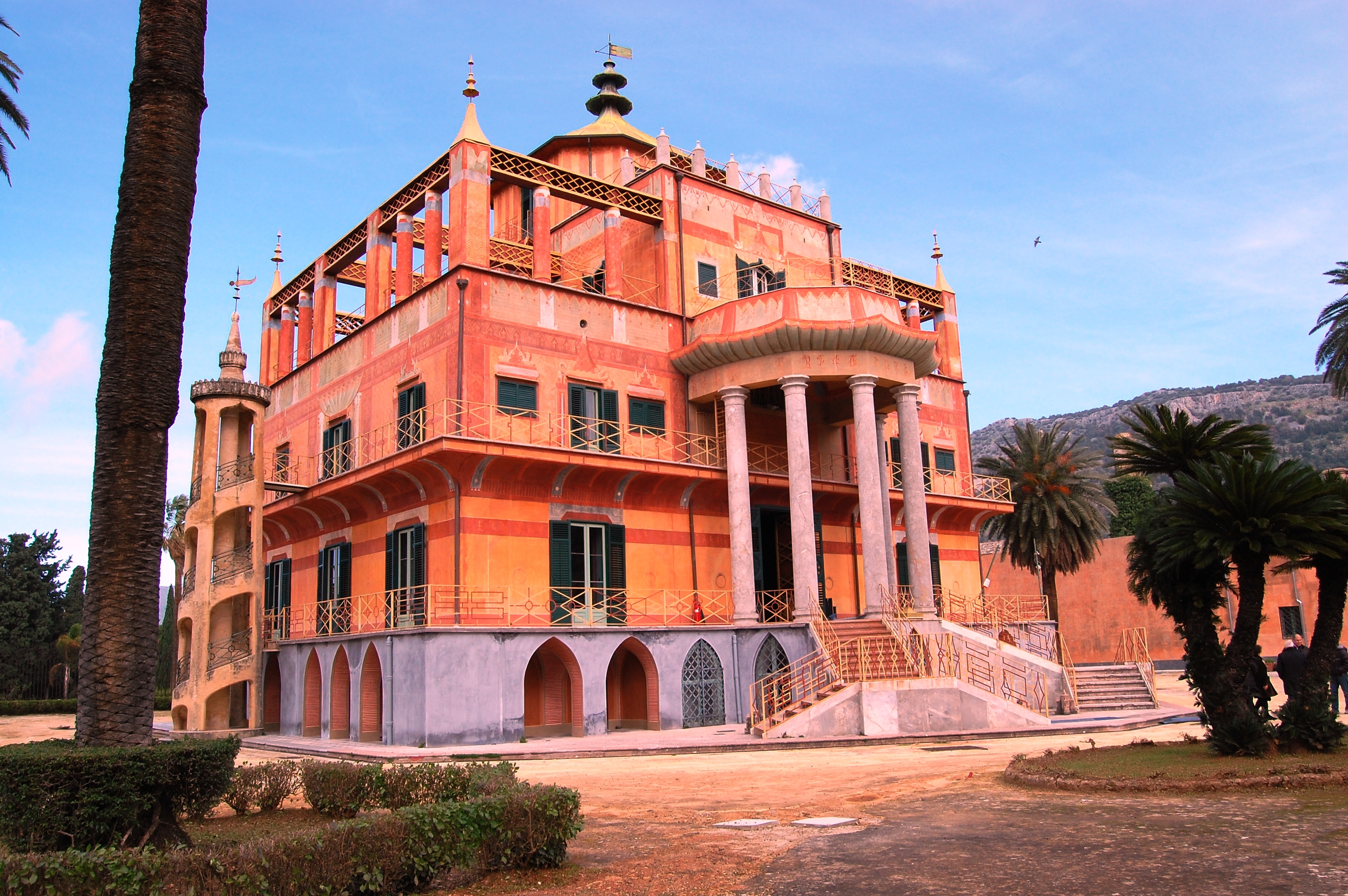
Giuseppe Venanzio Marvuglia, Palazzina Cinese, Palermo

Collegata all'attività di Napoli, ma distinta da essa, è quella siciliana. Generalmente si ritiene che in Sicilia il superamento del fastoso Barocco locale si avviasse con la presenza del francese Léon Dufourny, studioso degli antichi templi presenti nella regione, che a partire dal 1789 progettò l'edificio principale del nuovo Orto botanico di Palermo, con un pronao in stile dorico.
Tuttavia, già nel 1750 era stato completato Palazzo Isnello, la cui facciata principale, opera di architetto ignoto, presenta elementi stilistici che precorrono il Neoclassicismo nella regione.
Successivamente, l'architettura palermitana volse al Neoclassicismo grazie all'opera di un allievo del Vanvitelli e amico di Duforny, Giuseppe Venanzio Marvuglia, il quale realizzò numerose costruzioni ascrivibili al nuovo stile. Tra il 1799 e il 1802 Marvuglia edificò anche la cosiddetta Palazzina Cinese; in questa curiosa costruzione convivono elementi classici e altri desunti dall'architettura orientale, che manifestano la vocazione eclettica del Neoclassicismo siciliano, mentre nel giardino si trova ancora una fontana avente la forma di una grande colonna dorica sormontata dalla figura di Ercole.
La Sicilia dette, inoltre, un contributo indiretto all'affermazione del Neoclassicismo grazie alla presenza di molte testimonianze dell'arte greca, per visitare e studiare le quali soggiornarono sull'isola molti artisti che furono protagonisti del dibattito architettonico tra fine XVIII secolo e inizio XIX secolo, come Schinkel (nel 1804), Hittorff, von Klenze, Labrouste, e altri.
Molto più tarda e ascrivibile piuttosto all'eclettismo ottocentesco, è invece la costruzione, su progetto di Giovan Battista Filippo Basile e del figlio Ernesto, del Teatro Massimo di Palermo (1875-1897), impreziosito da un imponente apparato decorativo in antitesi allo stretto funzionalismo auspicato all'inizio del XIX secolo da Jean-Nicolas-Louis Durand.

#### Toscana

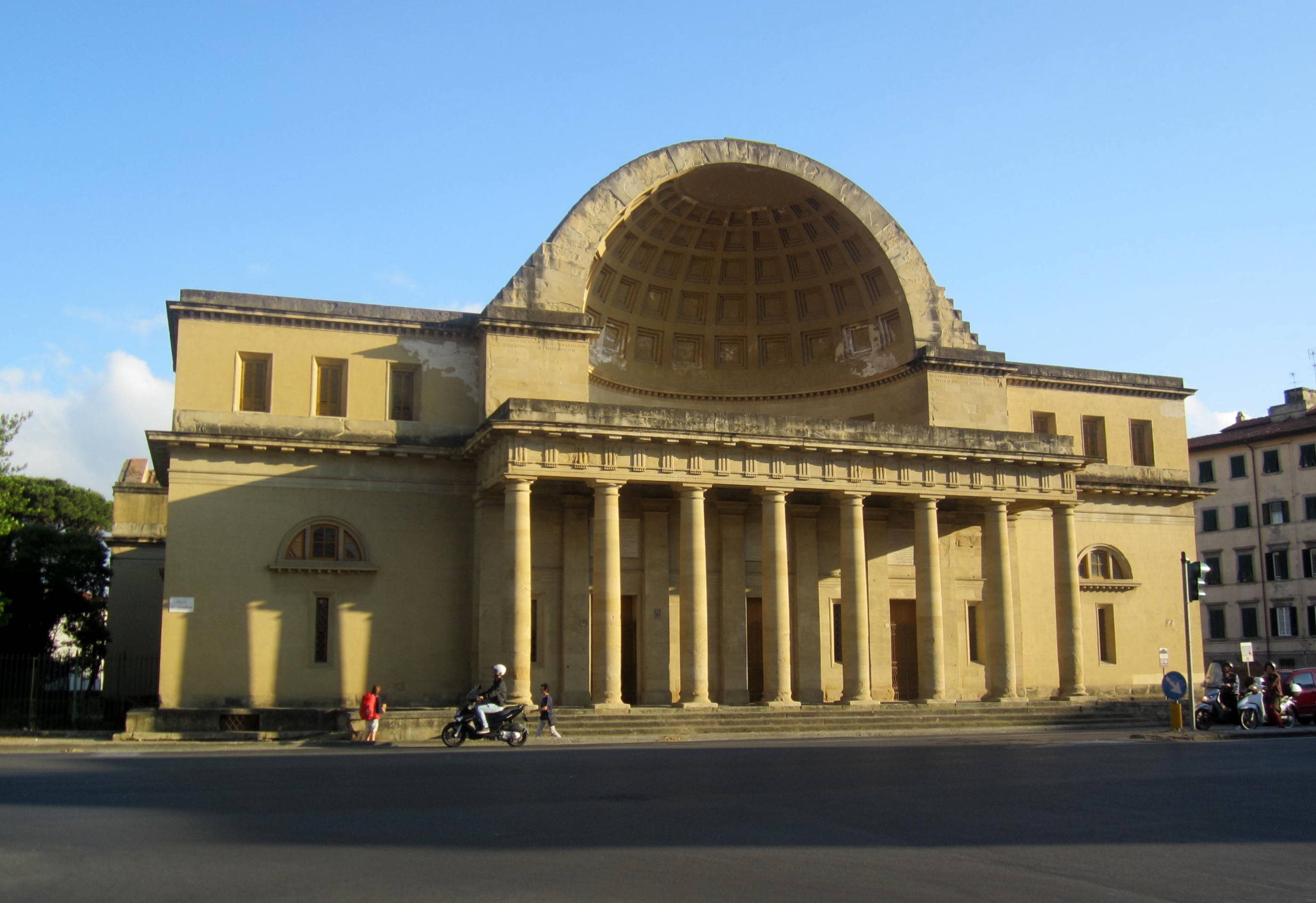
Pasquale Poccianti, Cisternone, Livorno

In Toscana il clima è particolarmente interessante. Sotto Pietro Leopoldo e nei primi decenni del dominio lorenese, cominciò un graduale avvicinamento ai temi neoclassici in contrapposizione alla moda tardobarocca. I principali esponenti di questo rinnovamento, che si concentrò soprattutto su opere di pubblica utilità, furono Gaspare Paoletti, Giuseppe Manetti, Giuseppe Salvetti, Grato e Giocondo Albertolli, Bernardo Fallani, Giuseppe Valentini e Giovan Battista Ciardi.
Con la Restaurazione i modelli classici furono filtrati attraverso l'architettura rinascimentale, in quello che la critica ha identificato come "Classicismo Romantico". Uno degli architetti più significativi dell'epoca fu Pasquale Poccianti, allievo di Gaspare Paoletti e che, all'inizio della sua carriera, aveva collaborato con Giuseppe Cacialli per la sistemazione della Villa di Poggio Imperiale, a Firenze. La fama di Poccianti è legata soprattutto al completamento dell'acquedotto di Livorno: qui realizzò opere straordinariamente vicine a quelle dell'architettura di Claude-Nicolas Ledoux, come il Cisternone (1829-1842), il serbatoio posto al termine del percorso delle condotte e caratterizzato da un'originale semicupola decorata a cassettoni. Per l'acquedotto progettò inoltre altre due cisterne, ovvero il serbatoio di Pian di Rota e il cosiddetto Cisternino di città, sempre a Livorno. Si tratta in entrambi i casi di edifici dalle volumetrie chiare e contrastanti, dove alle influenze francesi si somma l'evidente conoscenza delle architetture termali romane e della tradizione toscana del XIV secolo (quest'ultima riscontrabile nelle strette finestre a feritoia aperte lungo i massicci corpi di fabbrica dei serbatoi). Poccianti fu impegnato anche a Firenze, dove, ai lavori per Palazzo Pitti e per la Biblioteca Medicea Laurenziana, si aggiunsero i progetti non realizzati per la facciata di San Lorenzo, immaginata come una rigorosa sovrapposizione di due porticati classicheggianti.
Ma la Toscana del primo Ottocento presenta un panorama architettonico assai vivace (forse a causa degli intensi scambi culturali con l'estero e la Francia in particolare), con molte figure di rilievo: Luigi de Cambray Digny, le cui opere subirono l'influenza dal Neoclassicismo francese dell'età napoleonica; Lorenzo Nottolini che, negli stessi anni in cui Poccianti portava a termine l'acquedotto di Livorno, lavorò all'imponente sistema di approvvigionamento idrico della città di Lucca, realizzando un condotto sopraelevato, perfettamente rettilineo, lungo tre chilometri e sostenuto da oltre 400 arcate (il cosiddetto Acquedotto del Nottolini); Alessandro Manetti che realizzò la cinta daziaria di Livorno, alcuni ponti sospesi e altre opere d'ingegneria; Carlo Reishammer, autore di sorprendenti progetti che ebbero per protagonista la ghisa, come la chiesa di San Leopoldo a Follonica e la Porta San Marco a Livorno, in cui sembra richiamare, anch'esso, alcuni stilemi dell'architettura di Ledoux; Agostino Fantastici, autore di numerosi interventi nell'architettura civile e religiosa del territorio senese.

#### Trieste

Pietro Nobile, chiesa di Sant'Antonio a Trieste, sullo sfondo del Canal Grande

Anche Trieste riveste un ruolo di primo piano nel Neoclassicismo italiano. Come città multietnica e porto dell'Impero austro-ungarico, Trieste tende a differenziarsi, in questo periodo, dalle altre maggiori città italiane. Le sue particolarità storiche influenzano l'aspetto urbanistico della città fino al giorno d'oggi.
L'influsso germanico si riscontra nel Teatro Verdi (iniziato nel 1798), opera di Matteo Pertsch, che si avvicina ai canoni del Neoclassicismo milanese. Sempre di Pertsch è il Palazzo Carciotti, schermato da un portico esastilo leggermente aggettante che sorregge una balaustra monumentale dietro la quale si apre una cupola emisferica.
L'architettura più emblematica è però la chiesa di Sant'Antonio, progettata nel 1808 da Pietro Nobile e innalzata solo a partire dagli anni venti dello stesso secolo. La conformazione del lotto, lungo e stretto, indusse l'architetto ticinese a variare il tema del Pantheon, disegnando un corpo di fabbrica a pianta rettangolare con una cupola al centro. La particolarità più evidente della chiesa è la sua posizione scenografica, alla fine del Canal Grande, così spettacolare tanto da farne uno dei simboli della città triestina.

#### Lombardia

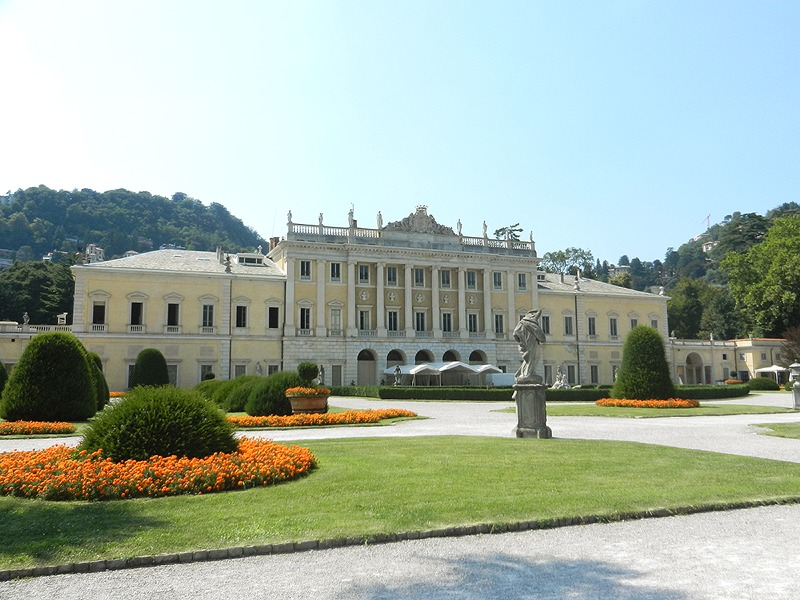
Simone Cantoni, Villa Olmo a Como

Nei territori sotto la dominazione austriaca, come Milano, si assiste a un'eccezionale stagione artistica. A Milano la scena è inizialmente dominata da Giuseppe Piermarini, autore del Palazzo Belgioioso (1772-1781), della Villa Reale di Monza (dal 1776), del Teatro alla Scala (1776-1778, dove confluiscono anche elementi neorinascimentali) e della Villa Cusani Tittoni Traversi a Desio (con interventi anche, in seguito, di Pelagio Palagi).
Rivale del Piermarini fu Simone Cantoni, che aveva lavorato anche per Vanvitelli e si era formato all'Accademia di Parma, sotto Ennemond Alexandre Petitot, e a Genova. A Milano si dedicò alla progettazione del Palazzo Serbelloni, che presenta un corpo centrale con colonne che sorreggono un frontone, mentre a Como, verso la fine del Settecento, costruì la Villa Olmo.
A Leopoldo Pollack e Luigi Canonica, allievi del Piermarini, va il merito di aver affermato le nuove tendenze architettoniche. Del primo si ricordano la Villa Belgioioso (poi Reale, ora Villa Comunale), la Villa Casati a Muggiò e la Rotonda di via Borgovico, a Como, opere che però non presentano piante particolarmente interessanti; del secondo è doveroso citare il progetto per l'Arena, frutto di un disegno più vasto, promosso anche da Giovanni Antonio Antolini, per la sistemazione delle aree attorno al Castello Sforzesco.
A questi fece seguito Luigi Cagnola, che nelle sue creazioni cercò ispirazione esclusivamente nelle opere della tradizione italiana: questi progettò la Rotonda di Inverigo una massiccia e vistosa villa e la chiesa di San Lorenzo a Ghisalba (1822), ancora una volta cimentandosi sul tema della rotonda. Suo è l'Arco della Pace di Milano, ennesima trasposizione del modello dell'arco trionfale romano. Degno di nota è pure l'Arco di Porta Nuova, realizzato nel 1813 su progetto dell'architetto Giuseppe Zanoia che fu preferito al disegno del Cagnola.
L'edificio che chiude il Neoclassicismo milanese, e più in generale quello italiano, è la chiesa di San Carlo al Corso, di Carlo Amati, ritenuta tuttavia troppo imponente nelle sue dimensioni.

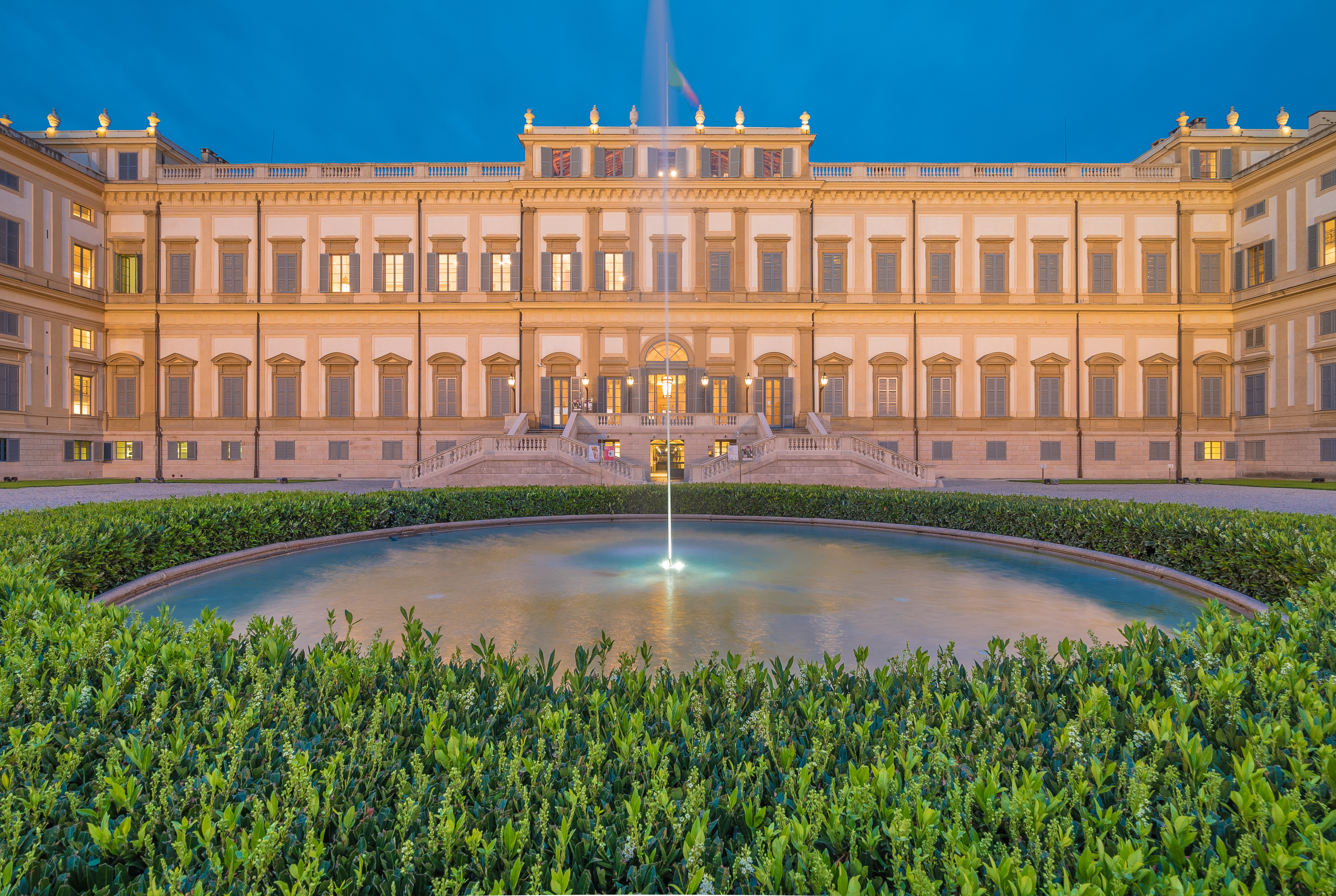
La Villa Reale di Monza
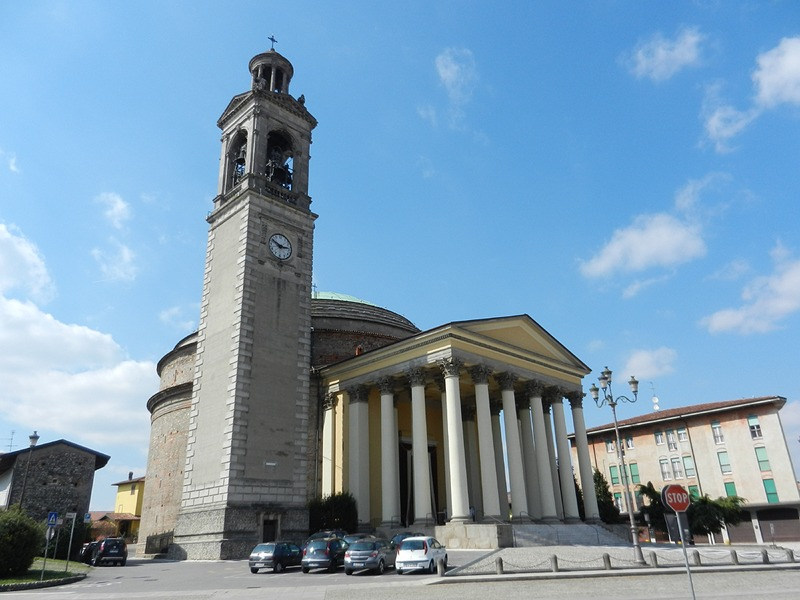
Chiesa di San Lorenzo, Ghisalba
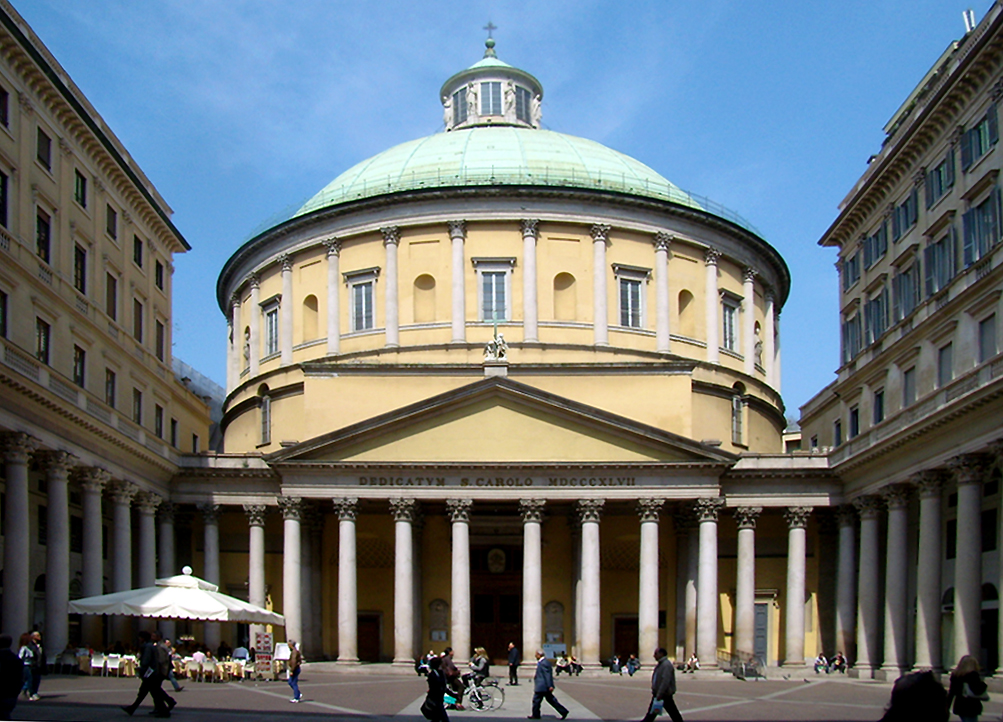
Chiesa di San Carlo al Corso, Milano

#### Genova

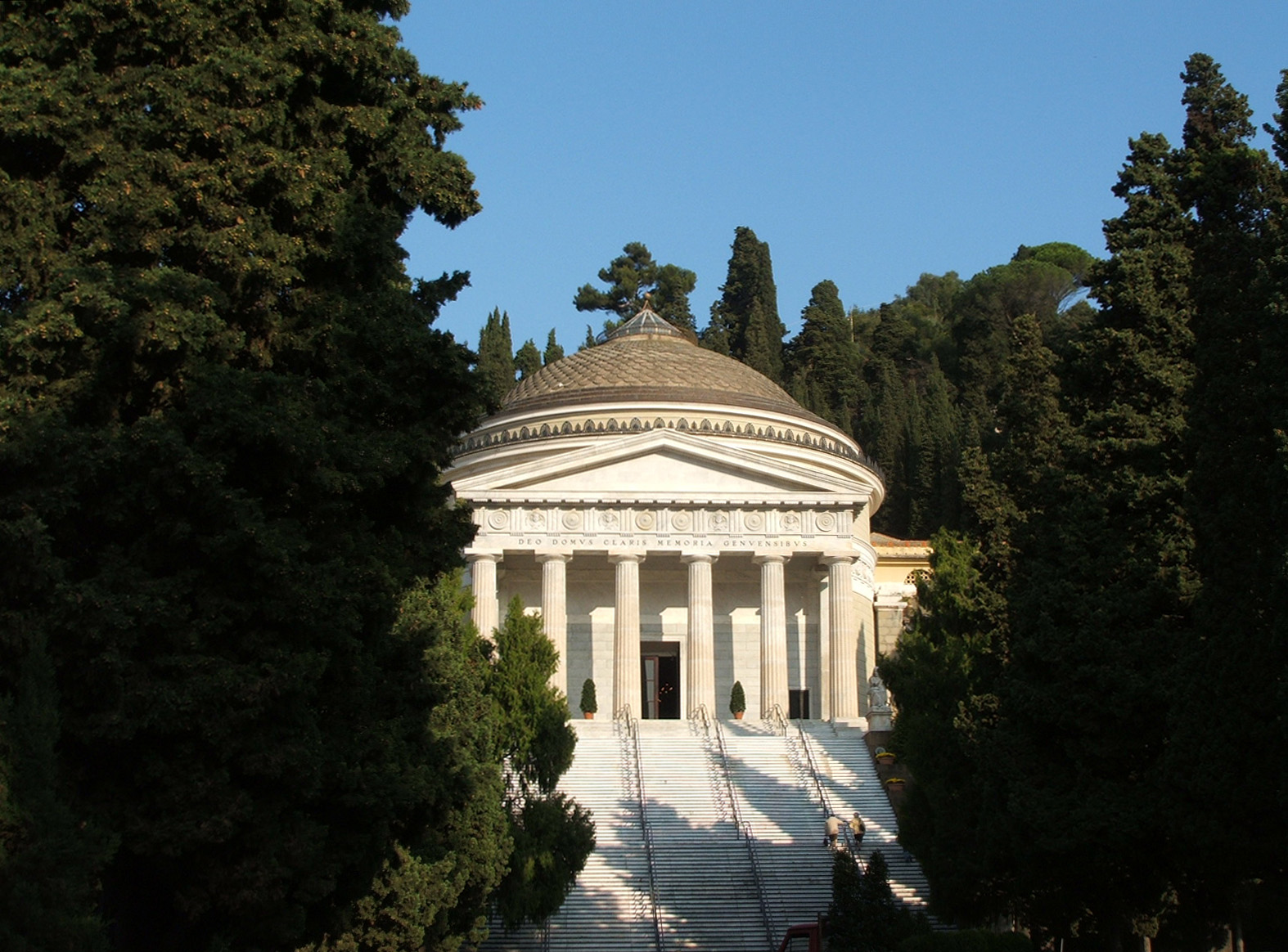
Carlo Barabino, Pantheon nel Cimitero di Staglieno, Genova

Altra personalità di rilievo nella storia del Neoclassicismo italiano è Carlo Barabino, il più importante architetto genovese del XIX secolo. Tra le sue creazioni vanno ricordate il Teatro Carlo Felice e il Cimitero di Staglieno a Genova. Del Carlo Felice, inaugurato nel 1828 oggi resta solo la facciata, arricchita da un grande porticato esastilo: il corpo del teatro fu inesorabilmente colpito dai bombardamenti della seconda guerra mondiale. Nel Cimitero di Staglieno, completato dall'allievo Giovanni Battista Resasco, si inseriscono invece molti elementi della tradizione classica, come una copia del Pantheon romano, posta in posizione sopraelevata rispetto alla base del cimitero.
A Genova lavorò pure il citato Simone Cantoni, che vinse il concorso per la ricostruzione del Palazzo Ducale; il sontuoso salone del primo piano fu lodato persino da Milizia, che ebbe modo di visitare il cantiere ancor prima della fine dei lavori.

#### Piemonte
Il Piemonte conobbe una vivace fase di transizione al Neoclassicismo tra Sette e Ottocento, con personalità attive anche teoricamente sul versante classicista, spesso in rapporto stretto con le società di studiosi subalpini impegnati nel confronto con la nuova circolazione di cultura, in direzione romana e parigina; si ricordano Giuseppe Battista Piacenza, Carlo Randoni, e alcune precoci realizzazioni di Filippo Castelli.
Il Neoclassicismo piemontese ebbe un notevole sviluppo grazie all'urbanistica e alle trasformazioni che, sotto l'influenza diretta dei francesi, interessarono Torino nei primi anni dell'Ottocento. Fulcro dei nuovi ampliamenti fu la chiesa della Gran Madre di Dio (1814-1831), un edificio a pianta circolare, preceduto da pronao su modello del Pantheon di Roma, che fu innalzato da Ferdinando Bonsignore a margine della coeva piazza Vittorio Veneto.
L'insegnamento di Bonsignore, all'università e all'accademia torinesi creò più generazioni di abili architetti, i quali diffusero per tutto il Piemonte e anche nel genovesato e nel nizzardo i risultati di una scuola di grande validità e spessore culturale. Si ricordano, tra gli altri, il colto Giuseppe Maria Talucchi, braccio destro di Bonsignore all'università e autore dell'imponente chiesa di Santa Maria del Borgo a Vigone (1835 segg.), Benedetto Brunati, Luigi Canina, Ernesto Melano, quest'ultimo attivo anche nei cantieri carloalbertini di corte, lo svizzero Giuseppe Leoni, Giuseppe Formento, l'eporediese Pessatti, Michelangelo Bossi, ecc.
Nei cantieri di corte, a partire dagli anni di Carlo Alberto di Savoia-Carignano, a Palazzo Reale di Torino, nella tenuta di Pollenzo, al castello di Racconigi, operò come direttore artistico Pelagio Palagi, coadiuvato per le architetture, anche con realizzazioni autonome, da Carlo Sada.
Nella seconda metà dell'Ottocento è da segnalare Alessandro Antonelli, allievo di Bonsignore e Talucchi, autore del Duomo di Novara, che rivestì di elementi classici gli enormi edifici della Mole Antonelliana di Torino e della cupola di San Gaudenzio nella stessa Novara, forzando le proporzioni canoniche verso una nuova idea di architettura, fortemente segnata da sperimentazioni strutturali.

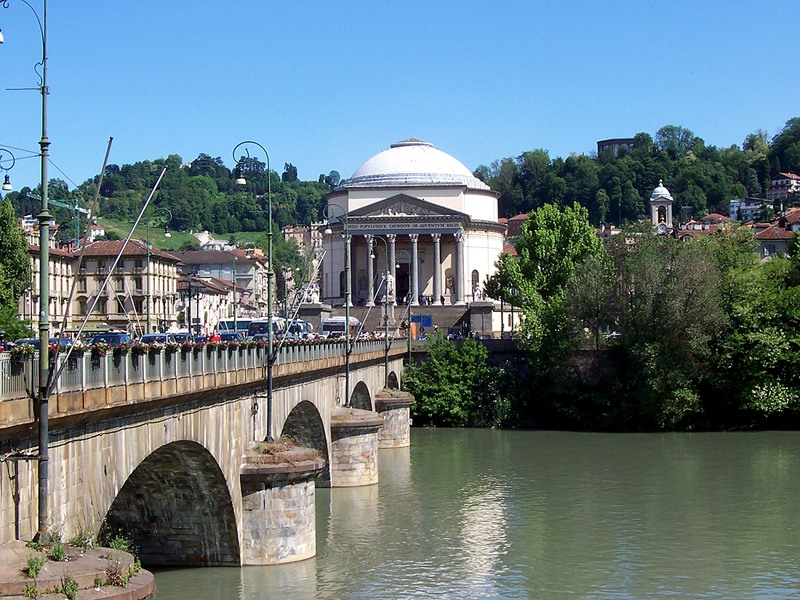
Ferdinando Bonsignore, chiesa della Gran Madre di Dio, a Torino
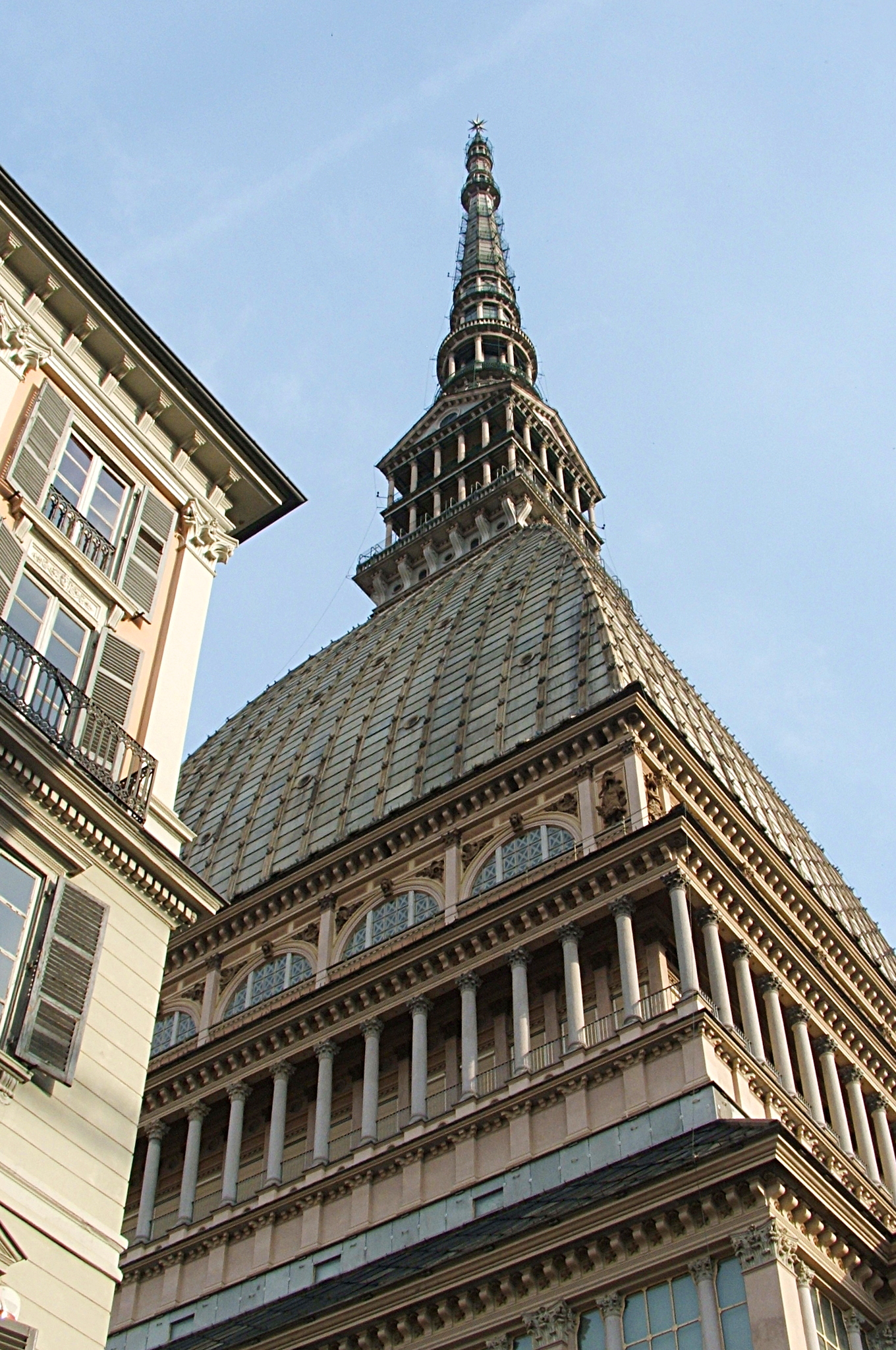
Alessandro Antonelli, Mole Antonelliana, a Torino
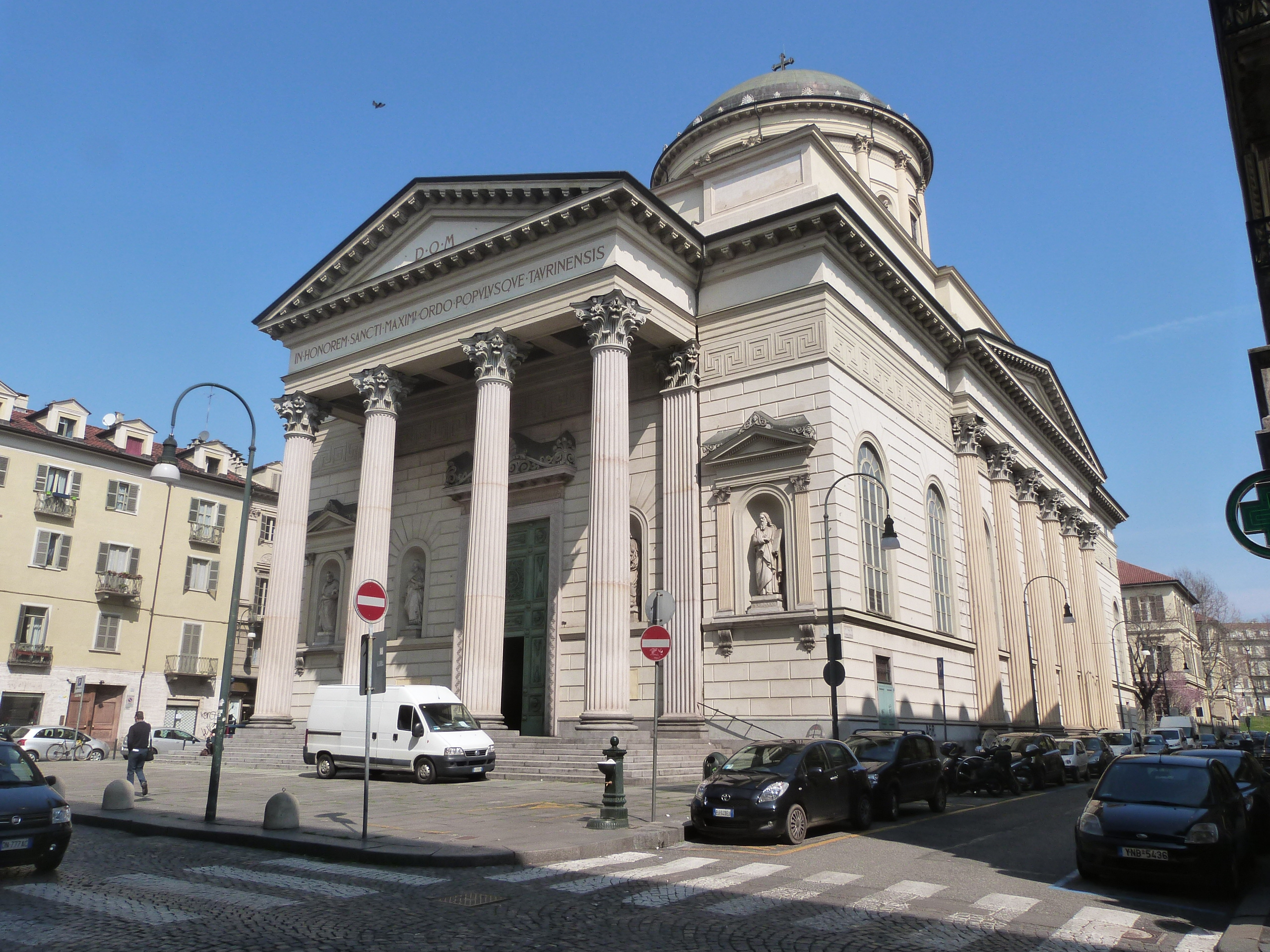
Carlo Sada, chiesa di San Massimo, a Torino

### Russia

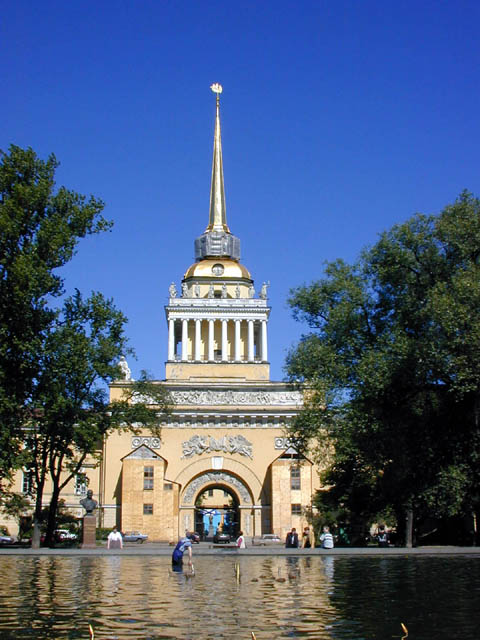
Andrejan Zacharov, Ammiragliato, San Pietroburgo

In Russia, le contaminazioni del mondo occidentale ebbero molta fortuna, in particolar modo a San Pietroburgo. Qui, fino a circa il 1760, trovavano ancora spazio i gusti rococò dell'italiano Bartolomeo Rastrelli (vedi il Palazzo d'Inverno); fu Caterina la Grande a introdurre il Neoclassico nella capitale, commissionando a un architetto francese, Jean-Baptiste Michel Vallin de La Mothe, alcuni palazzi, come l'Accademia delle Belle Arti. Nel 1779 Giacomo Quarenghi (1744-1812) accettò l'invito di recarsi a San Pietroburgo, ove rimase per il resto della sua vita, divenendo l'architetto ufficiale di Caterina II; egli tra il 1780 e il 1785 trasformò Pietroburgo in una città classica. Realizzò numerosi palazzi e portò in auge un originale stile monumentale, d'ispirazione palladiana, riscontrabile, ad esempio, sia nel sobrio e severo palazzo inglese del parco di Peterhof (1781-1789, distrutto) sia nel più ricco Teatro dell'Ermitage (1782-1785).
Nello stesso periodo fu attivo anche lo scozzese Charles Cameron (1743-1812), autore della Galleria Cameron nel Palazzo di Caterina a Tsarskoye Selo, dove riprese lo stile dell'inglese Adam e il Palazzo del Granduca Paolo a Pavlovsk, costruito dal 1781 al 1796. Nel parco del palazzo di Pavlovsk, Cameron fece erigere il primo tempietto dorico di tutta la Russia.
La moda del Neoclassico che era cominciata con la grande Caterina giunse al suo culmine con Alessandro I. Il Palazzo della Borsa di San Pietroburgo, disegnato dal francese Jean-François Thomas de Thomon nel 1804 costituisce un significativo esempio di architettura neogreca ispirata al Tempio di Era di Paestum. Alla Borsa, sorta mentre Andrey Voronikhin innalzava la Cattedrale di Kazan, seguirono quindi l'immenso Ammiragliato (di Andrejan Zacharov, 1806-1815, dove riecheggiano le proporzioni in grande scala di Boullée), la Cattedrale di Sant'Isacco (il cui disegno, realizzato dal francese August de Montferrand, si basa sul Pantheon parigino) e le architetture italianeggianti di Carlo Rossi (ad esempio il Palazzo del Senato e il Palazzo Michajlovskij), che resero San Pietroburgo, con le sue facciate in stucco colorato e dettagli emergenti in bianco, una delle città più coerentemente neoclassiche d'Europa. Con Rossi, il più importante architetto neoclassico di San Pietroburgo fu Vasilij Petrovič Stasov, a cui si devono ampie caserme e scuderie comprendenti chiese a cinque cupole e l'ultimo capolavoro della città, ovvero l'arco di trionfo sulla via di Mosca (1834).
Anche Mosca fu investita dal gusto neoclassico e, pur evidenziando episodi interessanti, non raggiunse mai i risultati di San Pietroburgo. Il nome legato a molte architetture classicheggianti di Mosca è quello di Matvej Kazakov (1738-1812), al quale si deve il Palazzo del Senato al Cremlino. Invece, sul finire del Settecento, un certo numero di edifici classicheggianti di Mosca sono riconducibili al suddetto Giacomo Quarenghi, al quale, sulla scia di Kazakov, fecero seguito architetti quali Domenico Gilardi (che si rifà allo stile imperiale) e Osip Beauvais (attivo durante la ricostruzione della città dopo il disastroso incendio del 1812).

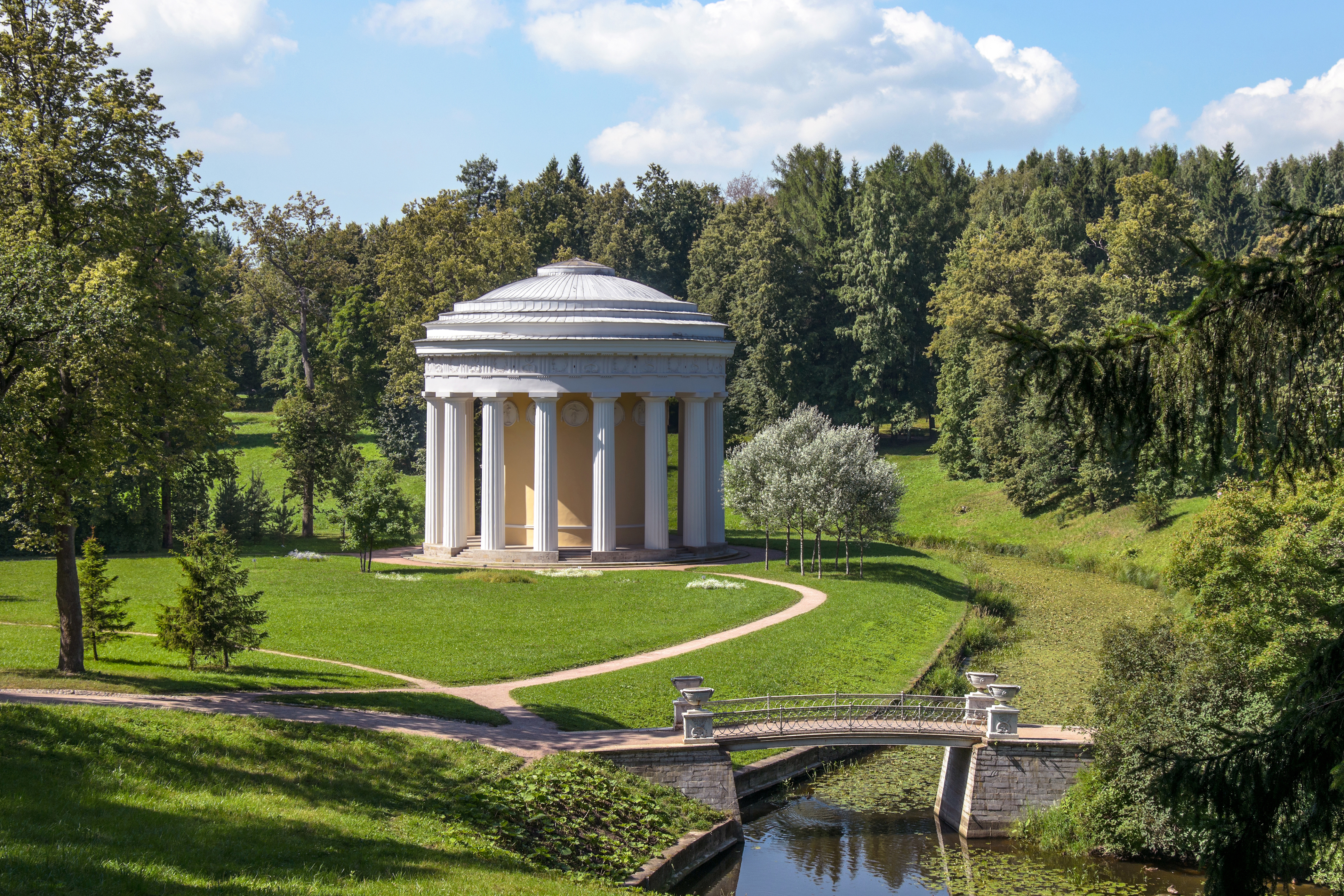
Charles Cameron, tempio rotondo a Pavlovsk
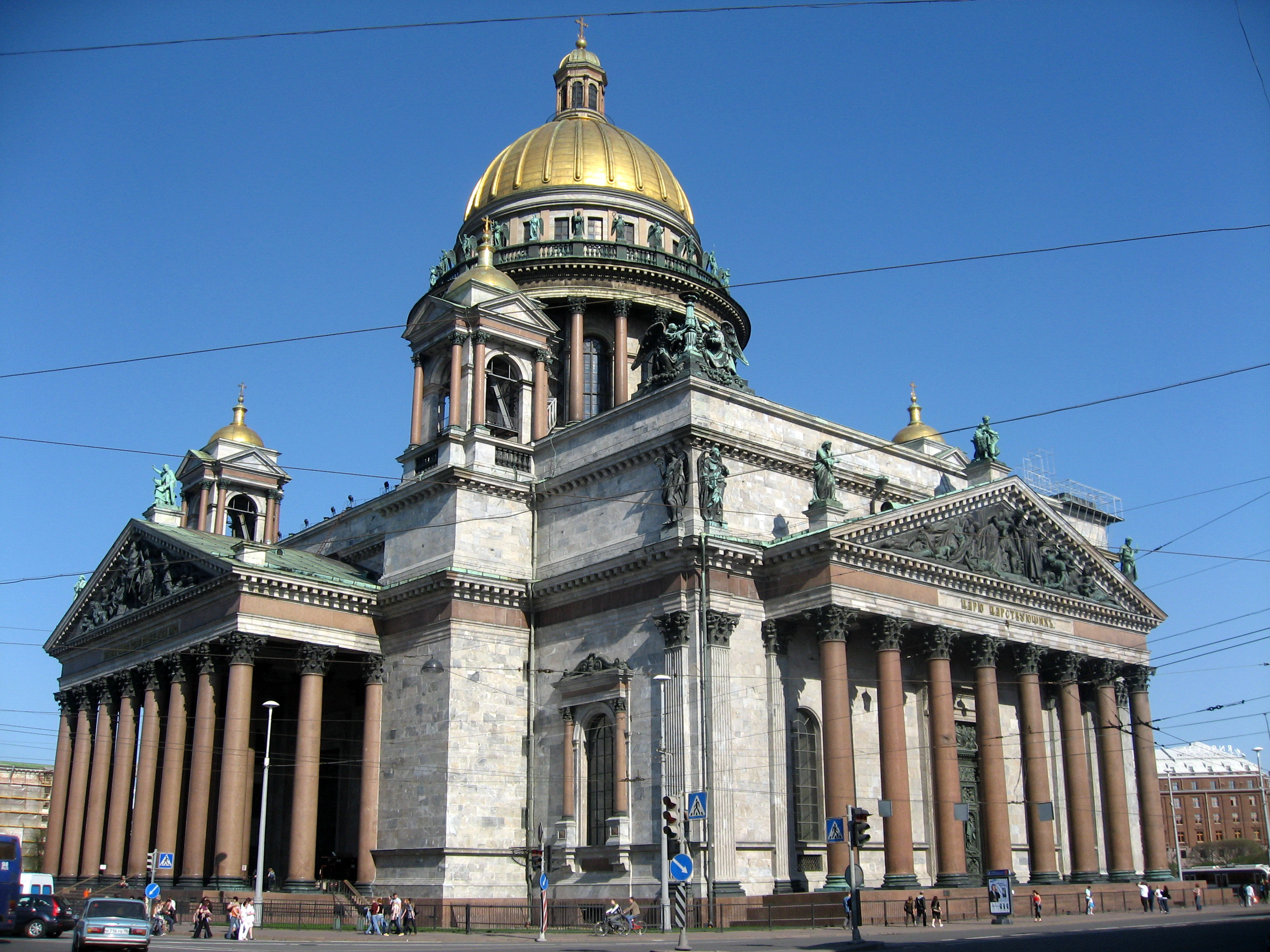
August de Montferrand, Cattedrale di Sant'Isacco, San Pietroburgo
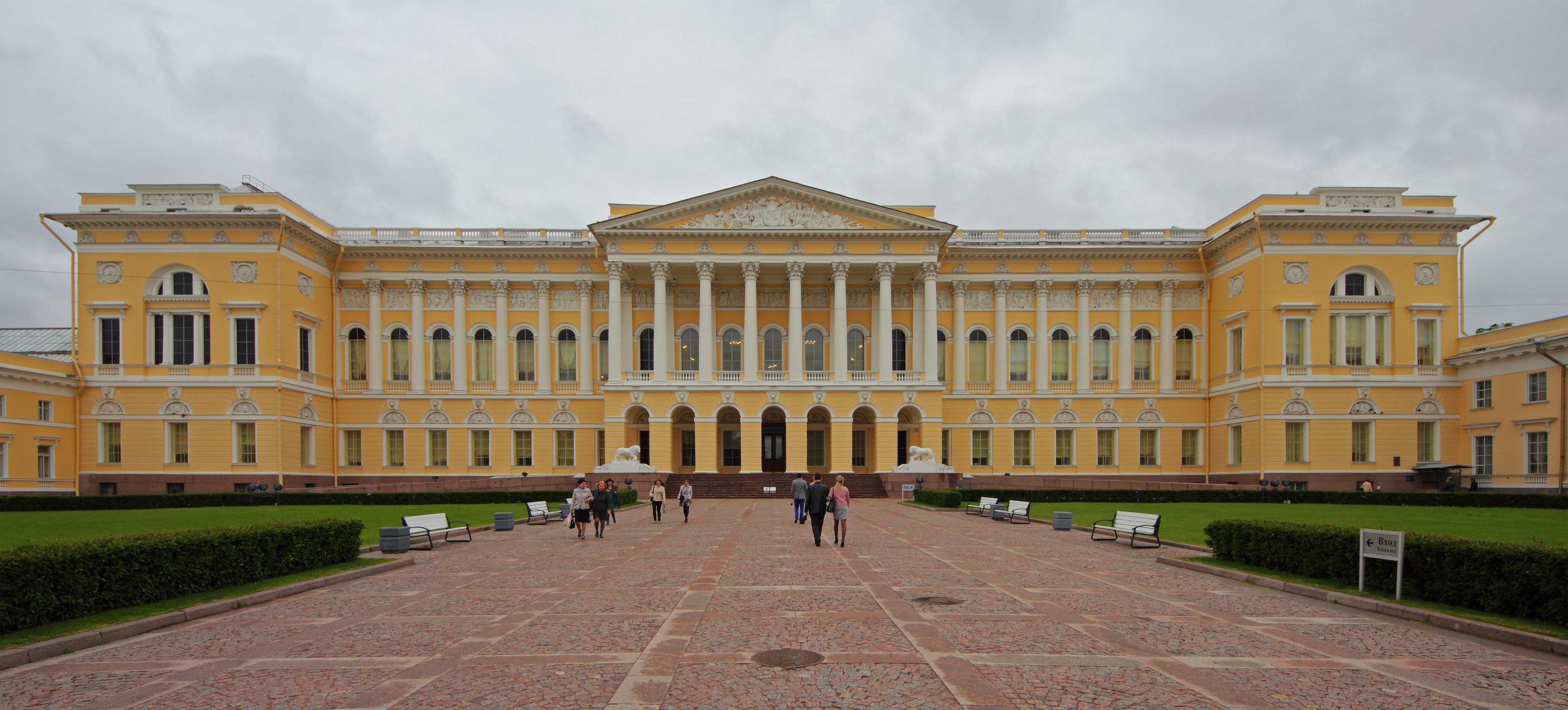
Carlo Rossi, Palazzo Michajlovskij, San Pietroburgo

### Scandinavia

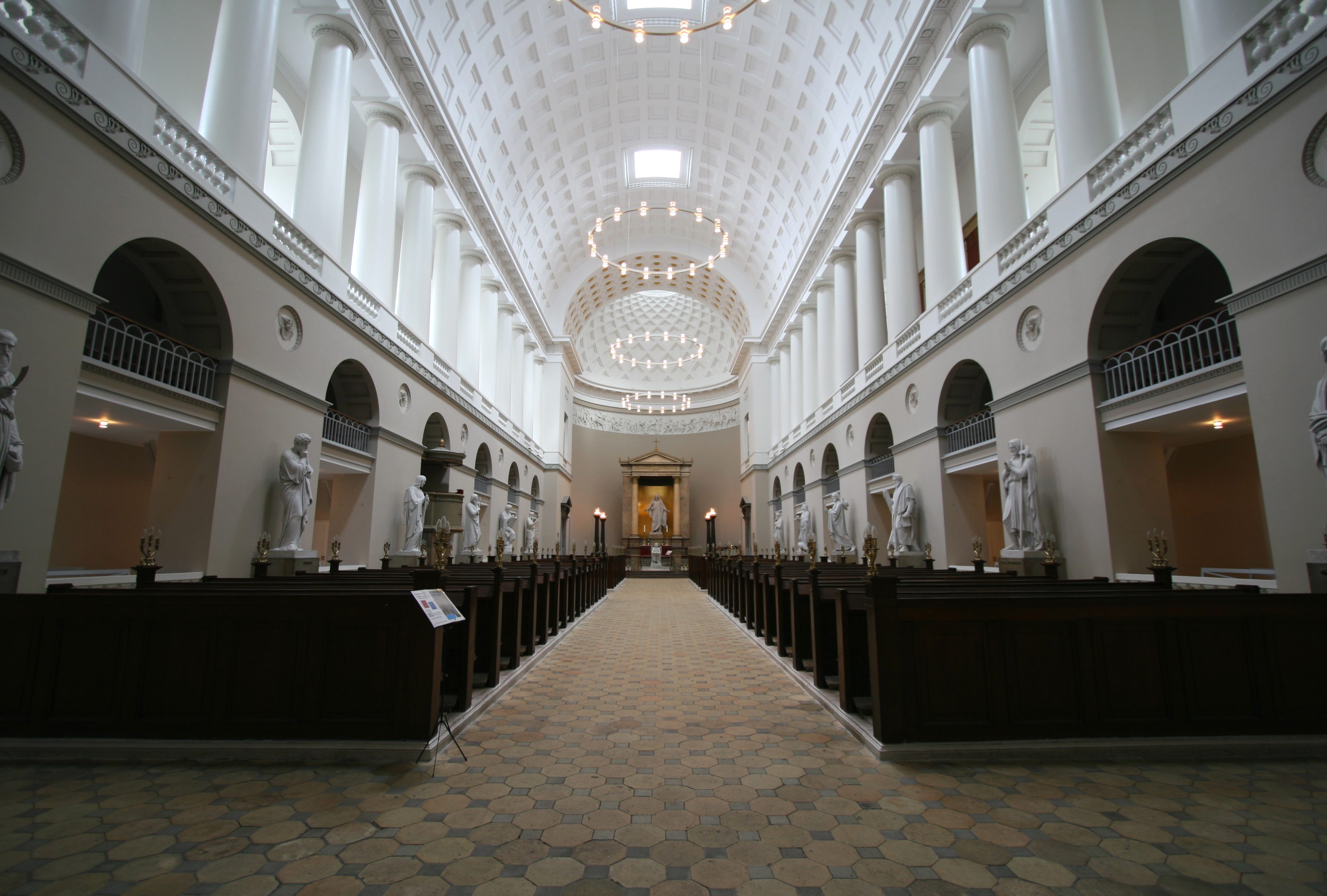
Christian Frederik Hansen, Cattedrale di Copenaghen

L'Europa del Nord offre un ricco repertorio di opere neoclassiche, generalmente di matrice tedesca o francese. In Danimarca il Neoclassicismo comparve già verso gli anni sessanta del Settecento. Infatti, la sala da pranzo disegnata in da Nicolas-Henri Jardin nel Palazzo di Amalienborg (1755-1757) viene ricordata come "la più antica stanza ancora esistente decorata in stile neoclassico da un architetto francese". Allievo di Jardin fu Caspar Frederik Harsdorff, che ad esempio lavorò nella Cattedrale di Roskilde, dove eseguì la cappella di funebre di Federico IV. In seguito, con l'affermarsi dello stile neogreco, la figura più interessante fu Christian Frederik Hansen (1756-1845), che eseguì il disegno della Cattedrale di Copenaghen, con la grande volta a botte sostenuta da colonnati dorici che si richiama al progetto di Boullée per l'interno di una biblioteca.
Agli inizi dell'Ottocento si registra anche la pianificazione di Helsinki, granducato russo dal 1809. I maggiori edifici pubblici della città si devono a Carl Ludwig Engel, che fu impegnato nella piazza del Senato, dominata dalla classicheggiante cattedrale, dal Palazzo del Senato (1818-1822) e dall'Università. Il progetto iniziale della cattedrale risale al 1818, ma i lavori, avviati nel 1830, si conclusero solo nel 1851. La pianta è rigorosamente centrale, essendo costituita da una croce greca schermata da quattro portici esterni: al centro della composizione si innalza una svettante cupola, affiancata da quattro calotte minori aggiunte successivamente. Invece, per l'Università Engel costruì una biblioteca con sale di lettura colonnate, collegate con imponenti scalinate doriche, che trovano affinità con quelle presenti nel Palazzo del Senato: nel primo caso, due ordini di colonne sostengono i piani d'arrivo delle rampe, mentre nel secondo, sulle colonne di tipo dorico gravano le volte a crociera della copertura.

### Altre nazioni dell'Europa

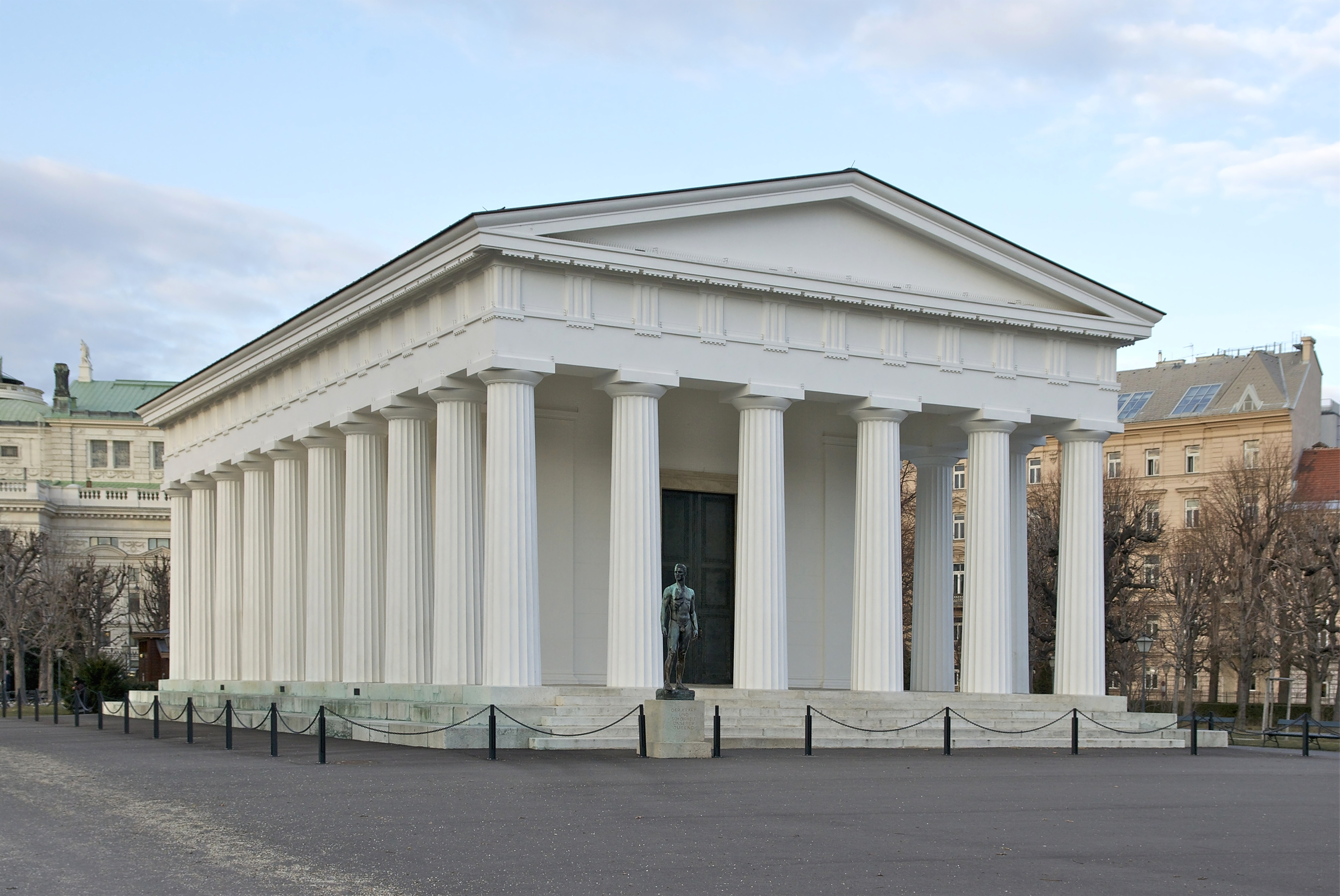
Pietro Nobile, Theseustempel, Vienna

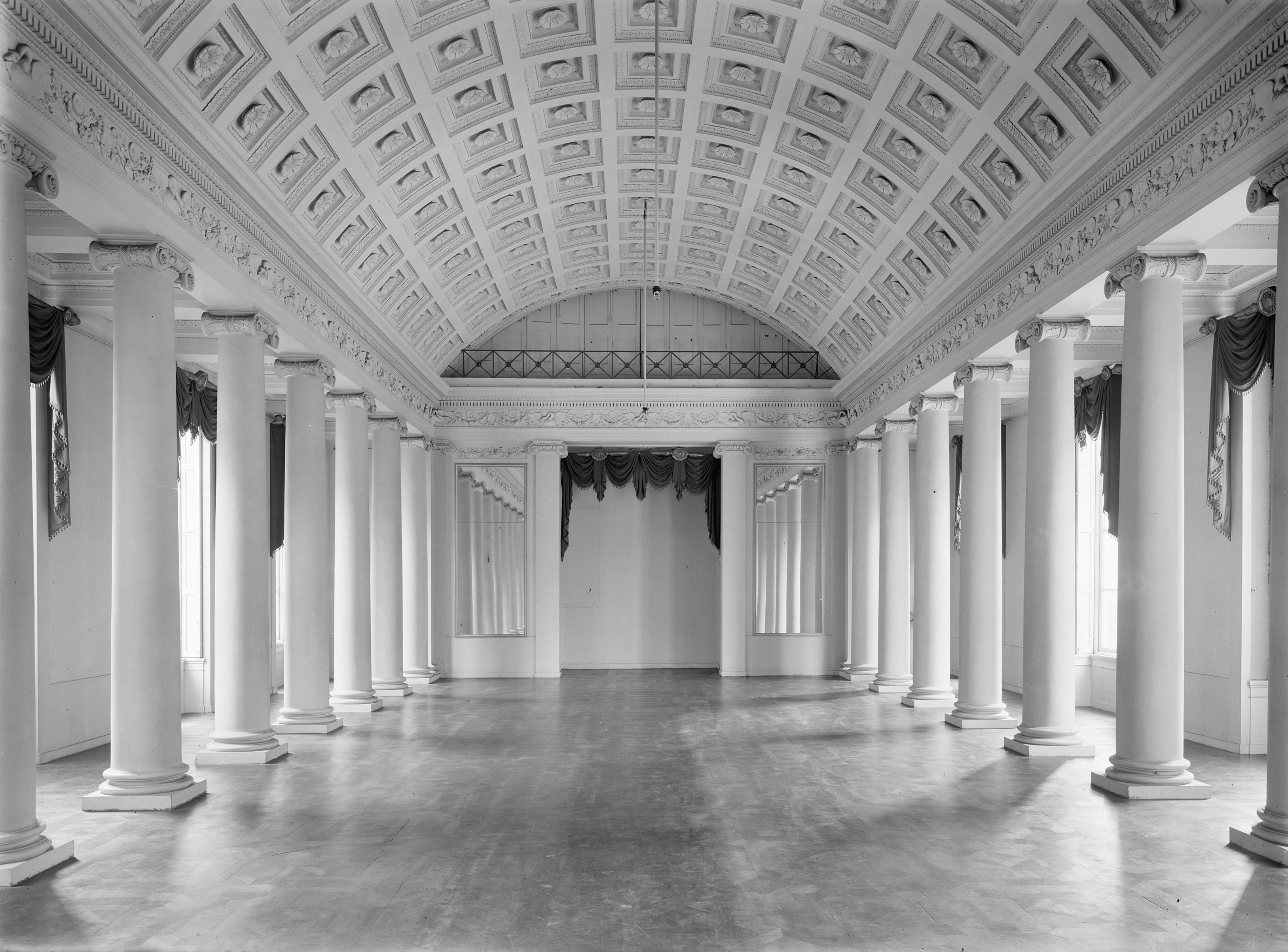
Jan de Greef, sala da ballo del palazzo Kneuterdijk, L'Aia

La diffusione del revival classico fu pressoché uniforme in tutta Europa, anche se con alcune eccezioni: la Spagna ad esempio non portò nessun contributo significativo al Neoclassicismo.
A Vienna alcune influenze neoclassiche si registrano, sin dai primi decenni del XVIII secolo, nella Karlskirche di Johann Bernhard Fischer von Erlach, capolavoro del Rococò austriaco: l'edificio è infatti schermato da un pronao esastilo, al quale si affiancano due colonne coclide ispirate alla Colonna Traiana di Roma. Un classicismo più rigoroso si avverte nell'Ottocento, con il Theseustempel e il Burgtor, due complessi neogreci del citato Pietro Nobile.
In Polonia, già verso la fine del Settecento, si diffuse un'architettura derivata dai modelli rivoluzionari di Ledoux, ma un monumento precoce del primo Neoclassicismo si ritrova nella Cattedrale di Vilnius (oggi in Lituania, che all'epoca era unita alla Polonia nella Confederazione Polacco-Lituana). Nel secolo successivo Antonio Corazzi fu protagonista della costruzione di diversi palazzi di Varsavia, mentre la nobiltà polacca commissionò a Karl Friedrich Schinkel alcune residenze di campagna.
Se a Praga il Neoclassicismo fu accolto in ritardo rispetto al resto d'Europa, in Ungheria la rottura con il linguaggio barocco avvenne già negli anni settanta del Settecento: la Cattedrale di Vác, con il suo portico sormontato da un massiccio attico, risale al 1763-1777. Nell'Ottocento questo stile culmina nella Cattedrale di Esztergom (a pianta centrale, dotata di cupola) e nel neogreco Museo Nazionale di Budapest (quest'ultimo opera di Mihály Pollack).
Tra il XVIII e il XIX secolo il Belgio fu influenzato dal Neoclassicismo di scuola francese (come la sede Accademia Reale), ma sul finire dell'Ottocento il paese ritrovò la via di un barocco esuberante.
Nei Paesi Bassi, tra le prime opere si ricordano: la chiesa di Santa Rosalia a Rotterdam (1777-79), che segue lo schema della cappella reale di Versailles; il palazzo Felix Meritis ad Amsterdam (1778); la sala da ballo del palazzo Kneuterdijk a L'Aia (Jan de Greef, 1820-1830), realizzata a modello della sala egizia vitruviana. Più tarde il padiglione di Scheveningen (1826) e i tribunali di Leeuwarden (1846), che precedettero gli anni dell'affermazione del Neogotico.
Paradossalmente lo stile neoclassico si sviluppa in Grecia solo verso la metà del XIX secolo, quando fu introdotto per i piani di rinnovamento di Atene. Intervennero pertanto progettisti da diverse località d'Europa, in particolare tedeschi, danesi e francesi. Tra le opere più originali occorre segnalare la corte rotonda dello Zappeion, iniziata solo nel 1874 secondo i piani di Theophil Hansen.

Theophil Hansen, Accademia di Atene
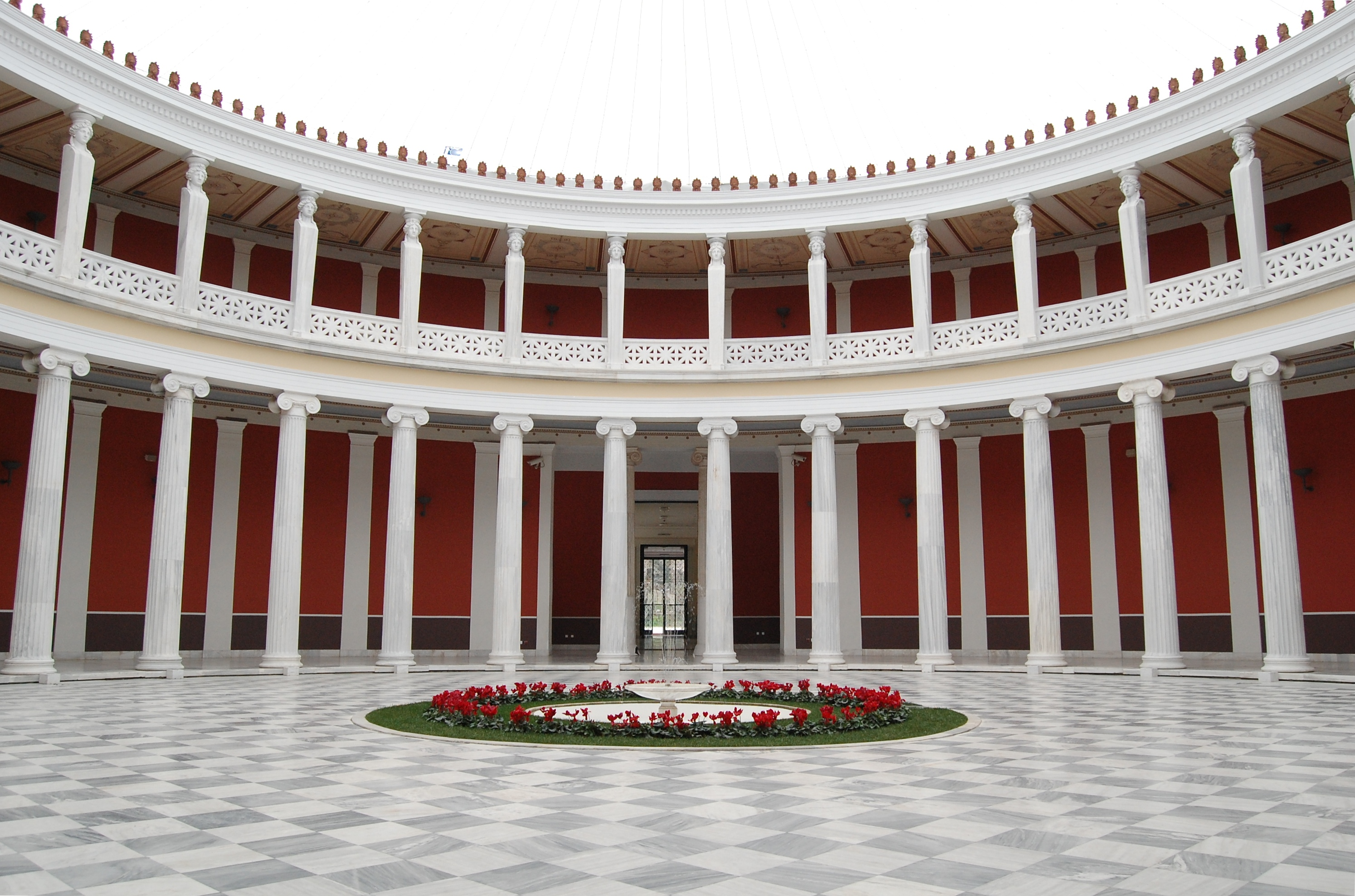
Theophil Hansen, Zappeion, Atene
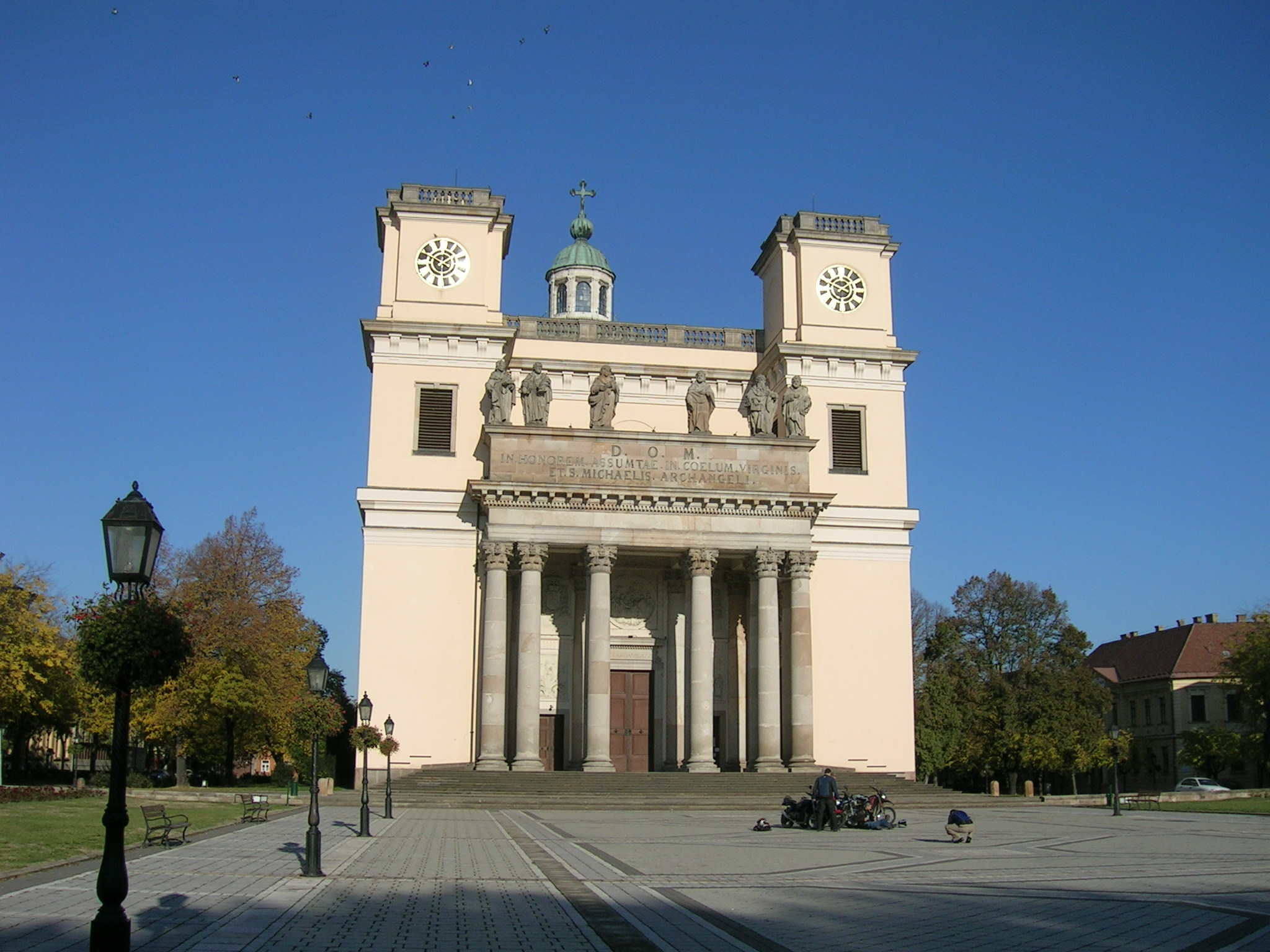
Cattedrale dell'Assunzione, Vác

## Neoclassicismo in America

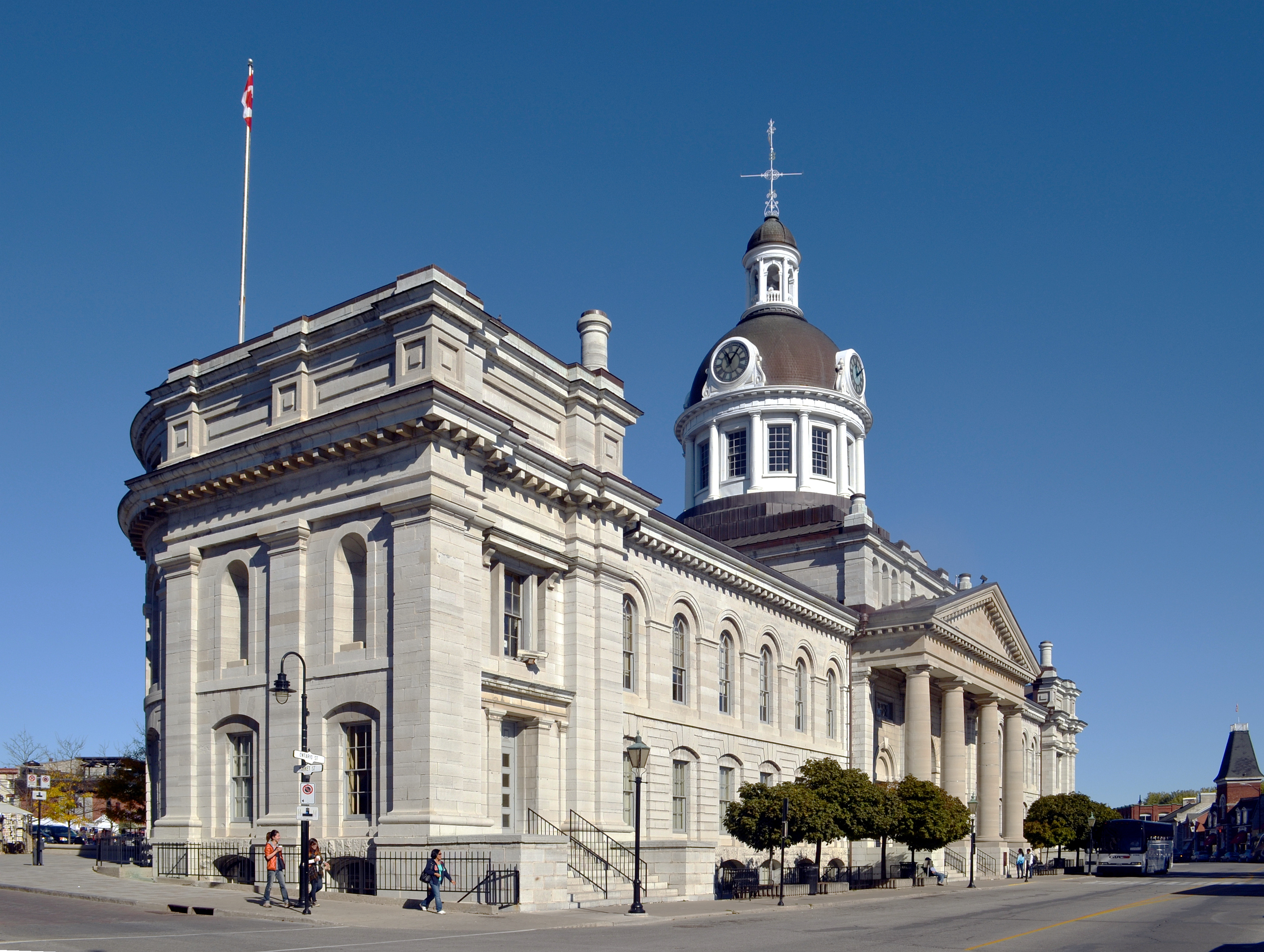
Un esempio di neoclassicismo in una colonia britannica: George Browne, Municipio di Kingston, Canada

Nella storia dell'architettura, il linguaggio del Neoclassicismo fu il primo ad assumere una dimensione globale, avviando anche nella produzione architettonica un processo di europeizzazione della cultura. Fuori dall'Europa, tuttavia, l'architettura neoclassica fu generalmente un fenomeno legato al colonialismo, spesso senza alcun carattere di autonomia figurativa; solo nel Centro e nel Sud America si ebbero alcuni spunti originali.

### Stati Uniti

#### Il Settecento e l'Ottocento

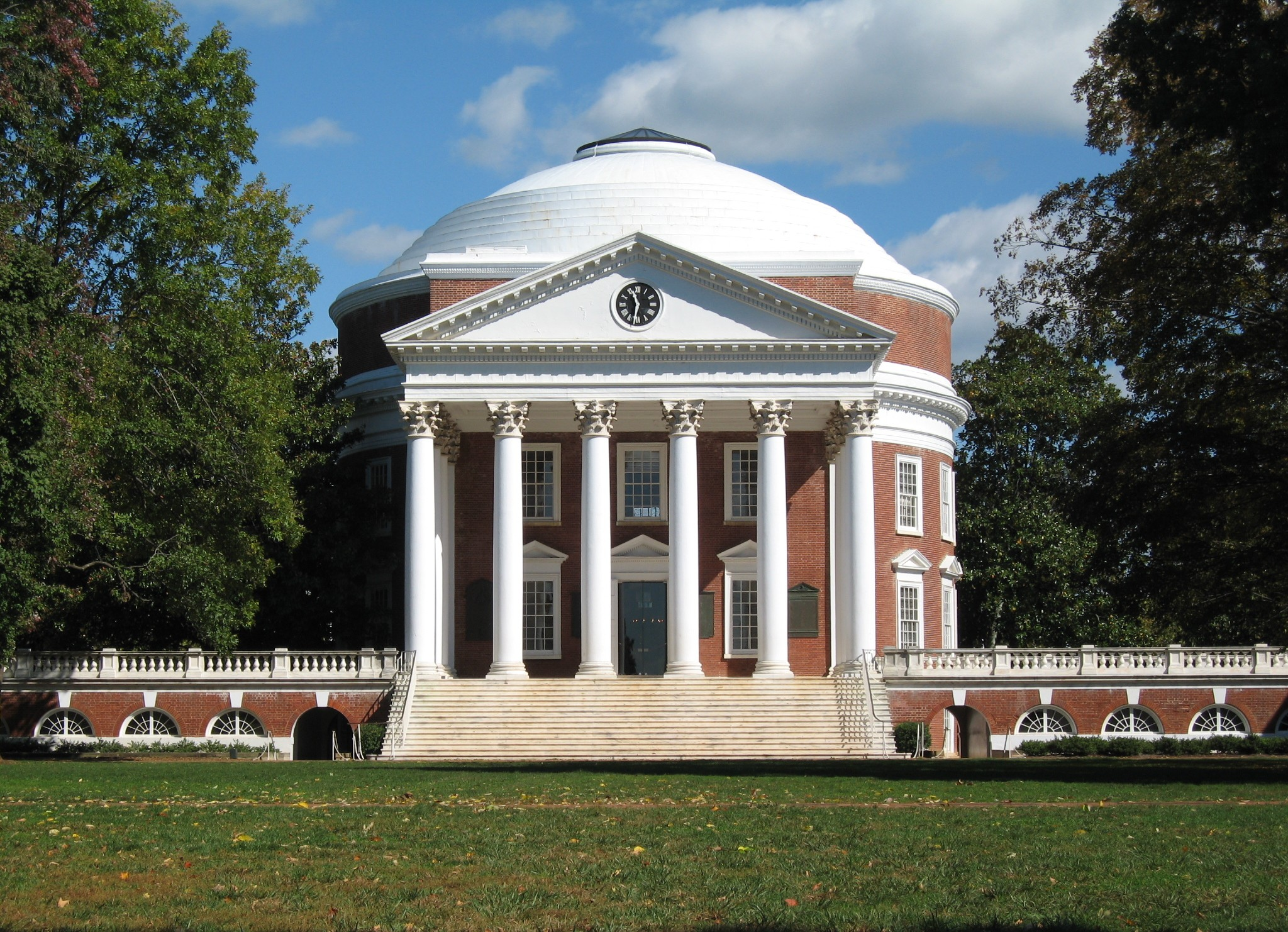
Thomas Jefferson, Rotonda dell'Università della Virginia, Charlottesville

Le origini del Neoclassicismo statunitense vanno ricercate nella intensa diffusione che qui ebbe il Palladianesimo; inoltre a partire dalla fine del Settecento grande fu pure il successo del revival greco. Gli architetti più interessanti dell'epoca furono Thomas Jefferson e Benjamin Latrobe. Il primo, a partire dal 1771, aveva cominciato a lavorare alla sua casa di Monticello, in Virginia, opera non particolarmente innovativa se confrontata con le contemporanee costruzioni inglesi. Ispirandosi alla Maison Carrée di Nîmes, tra il 1785 e il 1789, eseguì il poco originale progetto per il Virginia State Capitol. La sua opera più celebre resta comunque il campus dell'Università della Virginia, i cui disegni definitivi risalgono al 1817: elemento dominante del nuovo complesso è certamente la Rotonda, destinata a ospitare la biblioteca e che, al porticato vagamente palladiano, unisce un corpo circolare, ispirato al Pantheon. Altra caratteristica dell'edificio, ricostruito a seguito di un grave incendio che si sviluppò sul finire dell'Ottocento, sono le sale che si aprono all'interno, di forma ellittica.

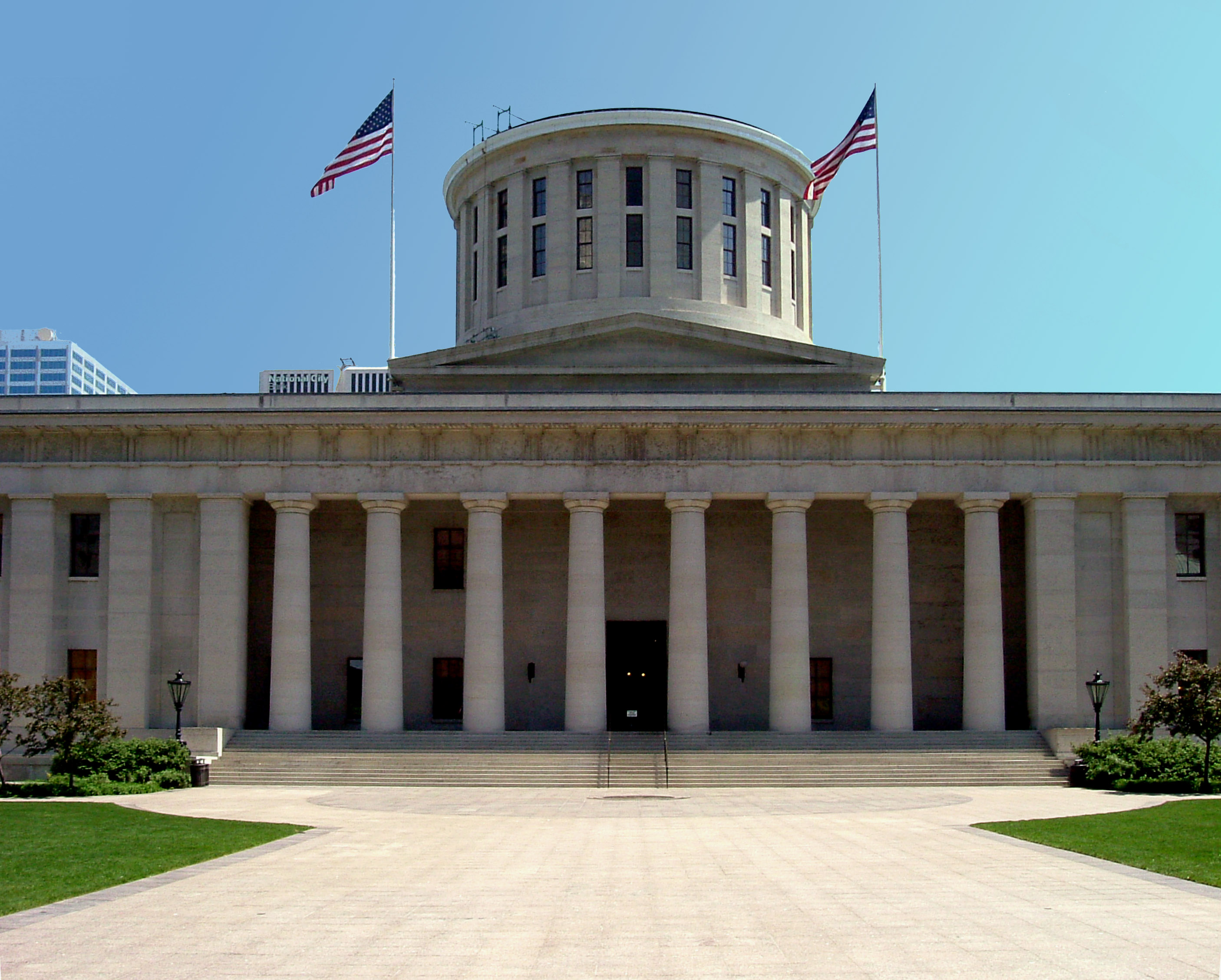
Campidoglio dell'Ohio, Columbus

Fu proprio Benjamin Latrobe a suggerire a Jefferson la soluzione della Rotonda. I primi lavori importanti di Latrobe sono il penitenziario di Richmond e la Banca di Pennsylvania, oggi scomparsa. Nei primi anni dell'Ottocento riceve la commissione per il completamento del Campidoglio di Washington, il grande palazzo al quale avevano collaborarono molti architetti dell'epoca e con un risultato assai discutibile. Successivamente, sotto la ricostruita ala del Senato, inserì la Supreme Court Chamber, dove il gusto della geometria e i dettagli forti suggeriscono una stretta affinità con i modelli del francese Ledoux e dell'inglese Soane. Tra il 1809 e il 1818 realizzò la Cattedrale di Baltimora, sottoposta in seguito a modifiche e ampliamenti, ma che resterà la sua costruzione più felice.
Lo stile classico viene poi consolidato dalle opere di Robert Mills e William Strickland, allievi proprio di Latrobe. Del primo si ricordano alcune chiese a pianta centrale di Filadelfia e Richmond, l'enorme Colonna di Washington a Baltimora e numerosi edifici nella capitale federale della nazione, caratterizzati da severi porticati. Al secondo invece, dopo la fama ottenuta con il disegno della Second Bank of the United States, si devono i progetti per l'originale Borsa di Filadelfia e del Campidoglio di Nashville (1845-1849), dotati di lanterne ispirate al Monumento coragico di Lisicrate.
La prima metà dell'XIX secolo si conclude con la costruzione di alcuni edifici decisamente classicheggianti, come ad esempio: il Campidoglio di New Haven, opera di Ithiel Town, degna imitazione della Borsa di Filadelfia; il Girard College di Filadelfia, di Thomas Walter, con un ingegnoso complesso di tre piani coperti a volta a crociera; il Campidoglio dell'Ohio a Columbus (1838), ancora di Walter, che sembra richiamare la Barrière de la Villette di Ledoux.
Il Neoclassicismo si impone sulla scena americana sostanzialmente fino alla seconda metà dell'Ottocento. Le ultime opere degne di nota sono alcuni progetti di stampo accademico degli associati William Rutherford Mead, Stanford White e Charles Follen McKim, come la Biblioteca della Columbia University a New York, del 1893, imponente costruzione in cui si riflettono i fasti dell'architettura civile romana secondo i modelli del Neoclassicismo francese.

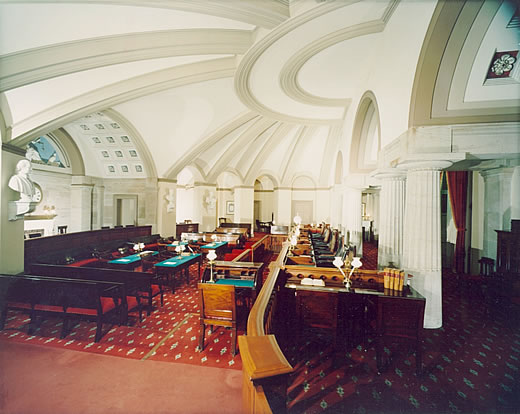
Benjamin Latrobe, Supreme Court Chamber, Washington
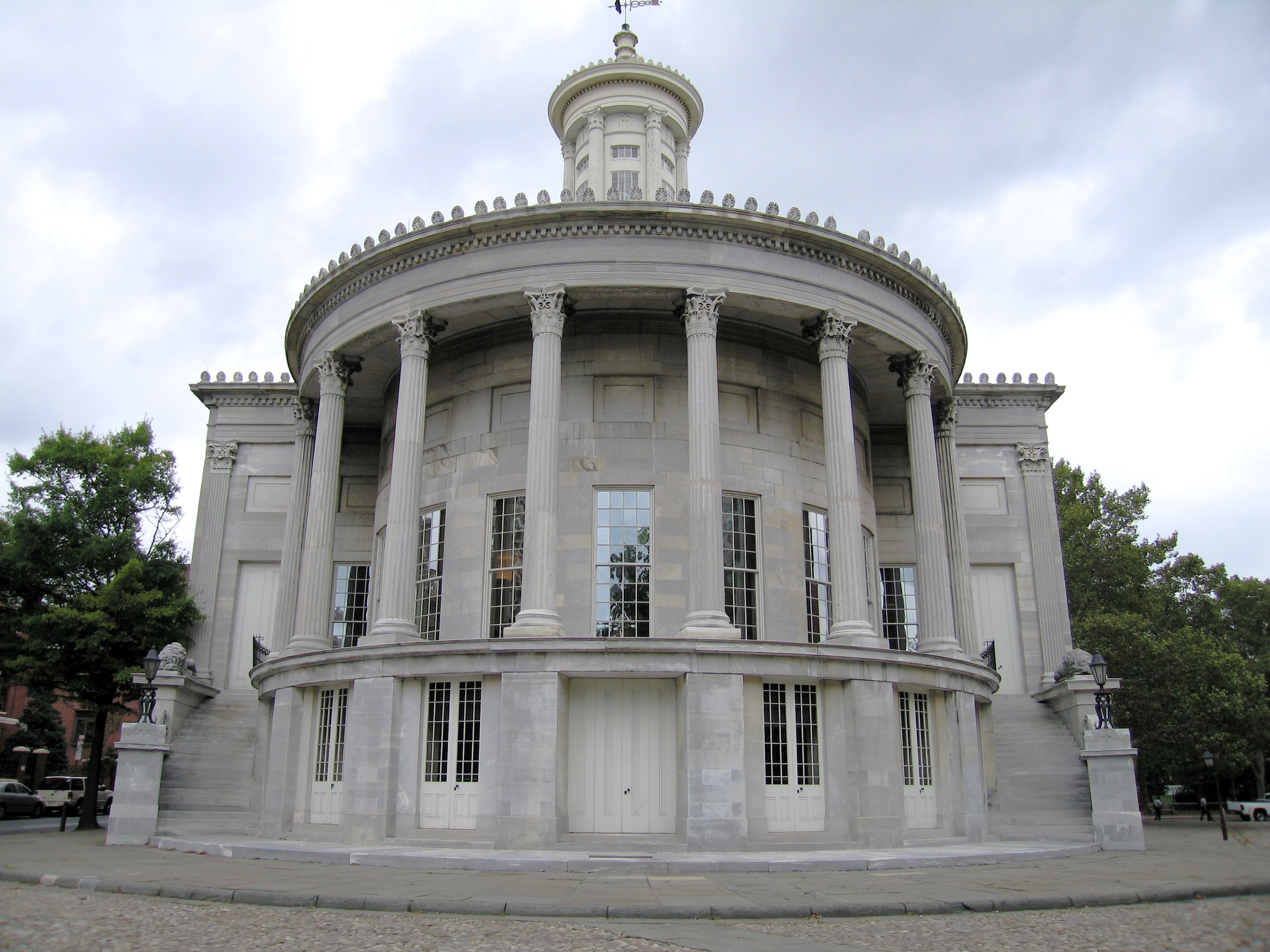
William Strickland, Borsa di Filadelfia
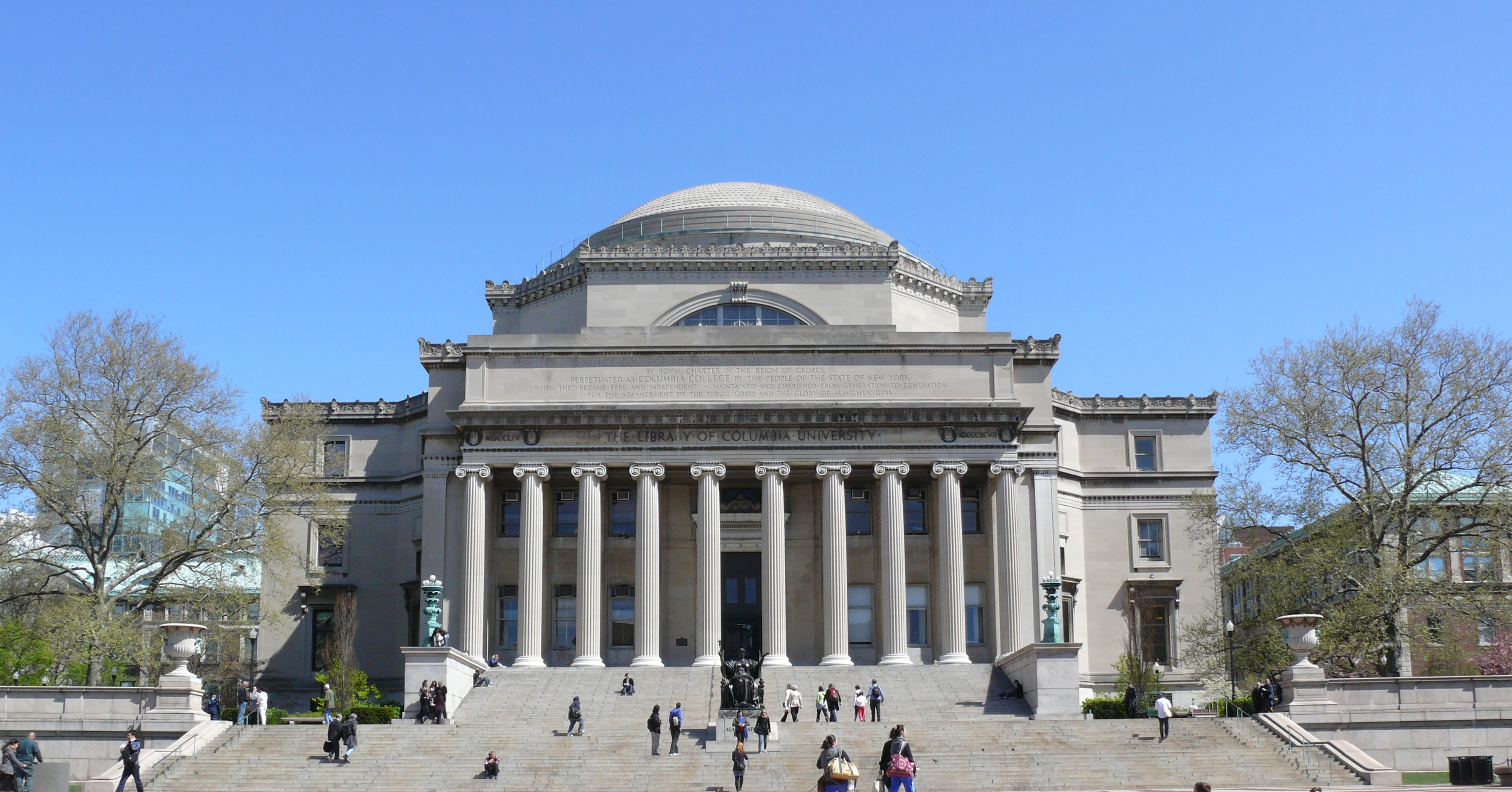
Charles Follen McKim e altri, Biblioteca della Columbia University, New York

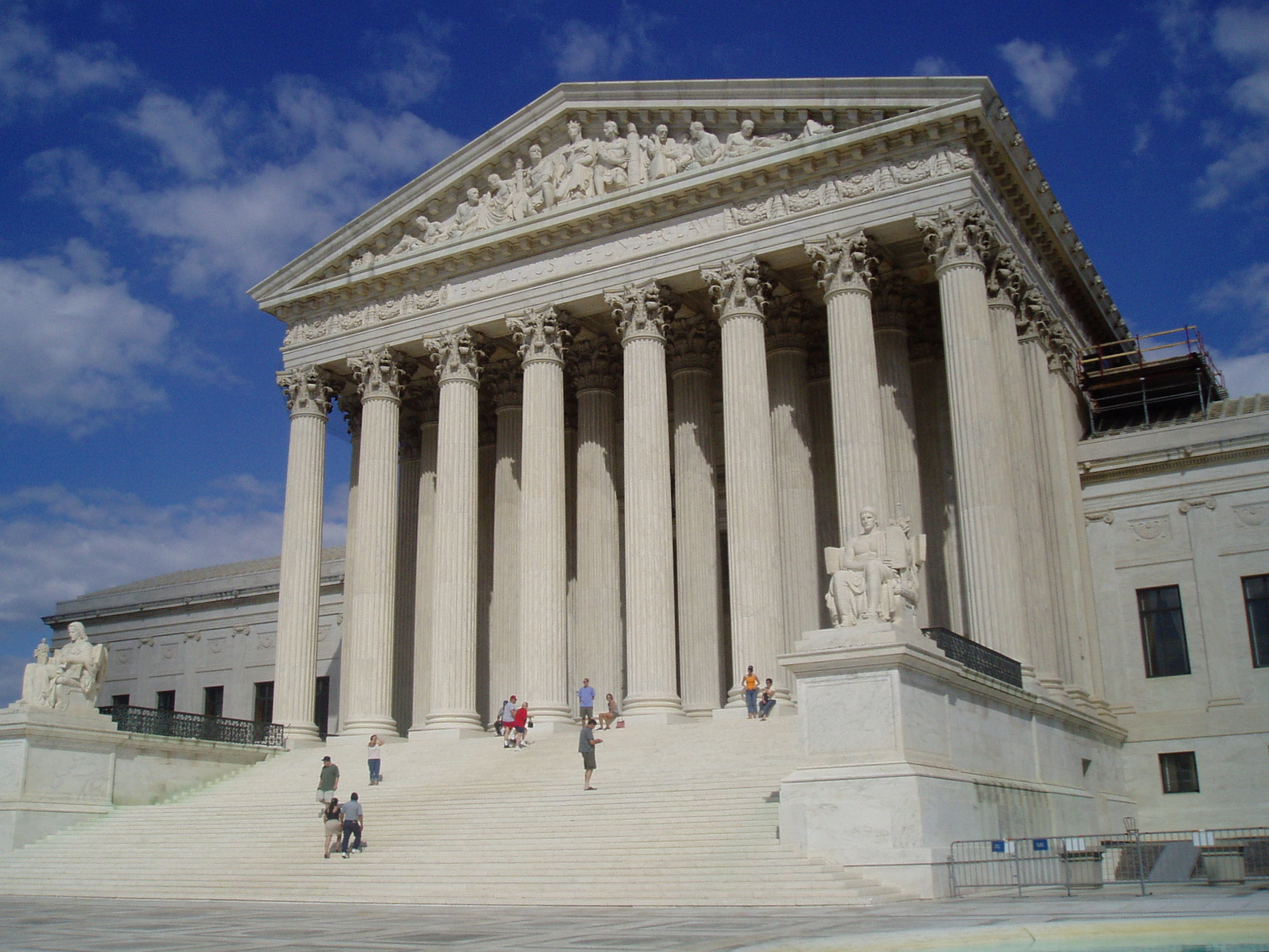
Palazzo della Corte Suprema, Washington

#### Il Novecento
Verso la fine dell'Ottocento la pura classicità diviene il fulcro teorico e culturale per la realizzazione di intere città come Washington: nella città, concepita come una "scacchiera", trovarono posto freddi edifici classicheggianti. A New York invece furono concepite intere porzioni di nuove urbanizzazioni, che coinvolsero le aree disposte lungo la Wall Street. In questo spirito urbanistico si collocano diverse importanti costruzioni in stile antico. Nel Novecento infatti il Neoclassicismo divenne lo stile preferito per le architetture governative: si tratta di edifici realizzati in chiave anti-moderna, in cui si riflettono quei gigantismi volti a enfatizzare il ruolo e il prestigio internazionale della nazione.

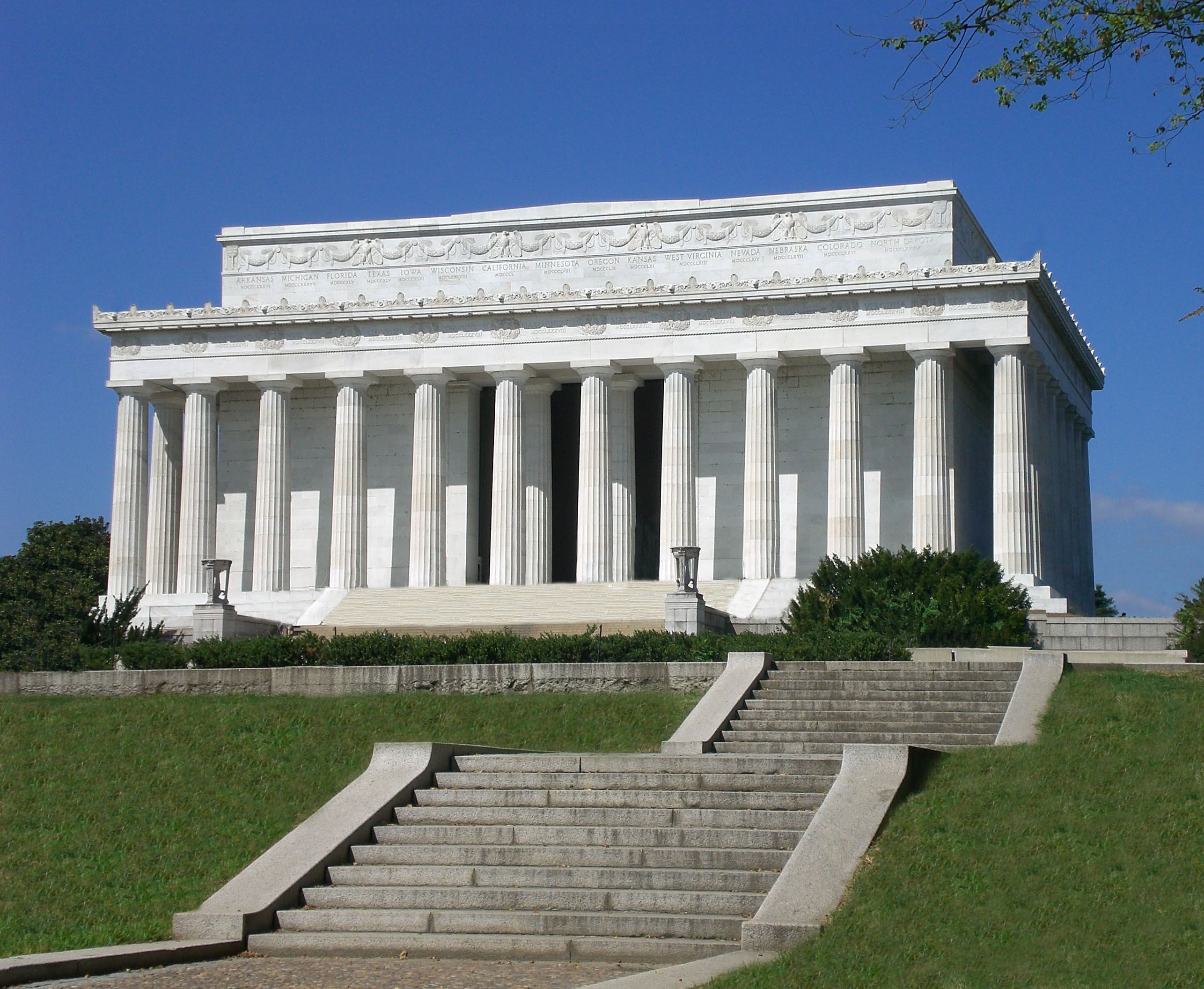
Henry Bacon, Lincoln Memorial, Washington

Numerosi sono gli esempi, i più celebri concentrati prevalentemente nell'area di Washington. Ad esempio il Lincoln Memorial (ultimato nel 1922) di Washington è uno degli edifici che tentano di imprimere alla città un'impronta tesa a ricalcare quella della Roma imperiale. Progettato come un monumento in memoria del Presidente degli Stati Uniti Abraham Lincoln, celebre per le sue battaglie contro la schiavitù, il memoriale era stato concepito a livello ideale nel 1867, ma l'inizio dei lavori risale ai primi decenni del Novecento. All'interno dell'edificio, disegnato da Henry Bacon, furono poste sculture e statue ideate su modello delle celebri "copie romane" (statue realizzate in epoca romana che ricalcano i bronzi perduti della Grecia classica), come nel caso della grande statua di Lincoln, posta proprio al centro dello stesso memoriale.
Sempre nella capitale statunitense, negli anni trenta del secolo fu innalzato il maestoso Palazzo della Corte Suprema, completato nel 1935. L'edificio, che nella facciata anteriore mostra un pronao in stile corinzio, fu progettato da Cass Gilbert, che allora era già noto a tutta la critica d'arte internazionale per il suo Woolworth Building di New York, all'epoca uno dei grattacieli più alti del mondo.

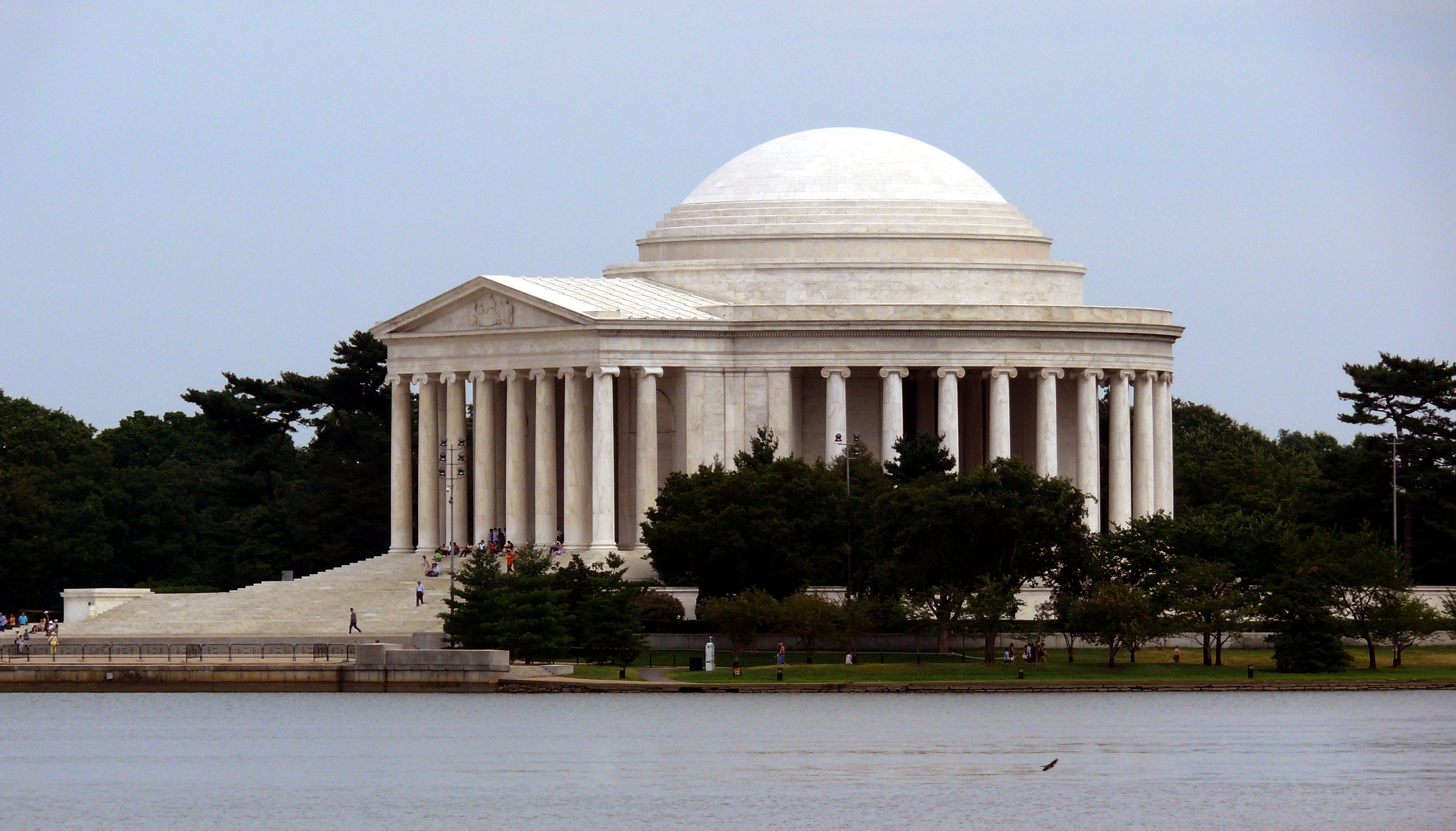
John Russell Pope, Jefferson Memorial, Washington

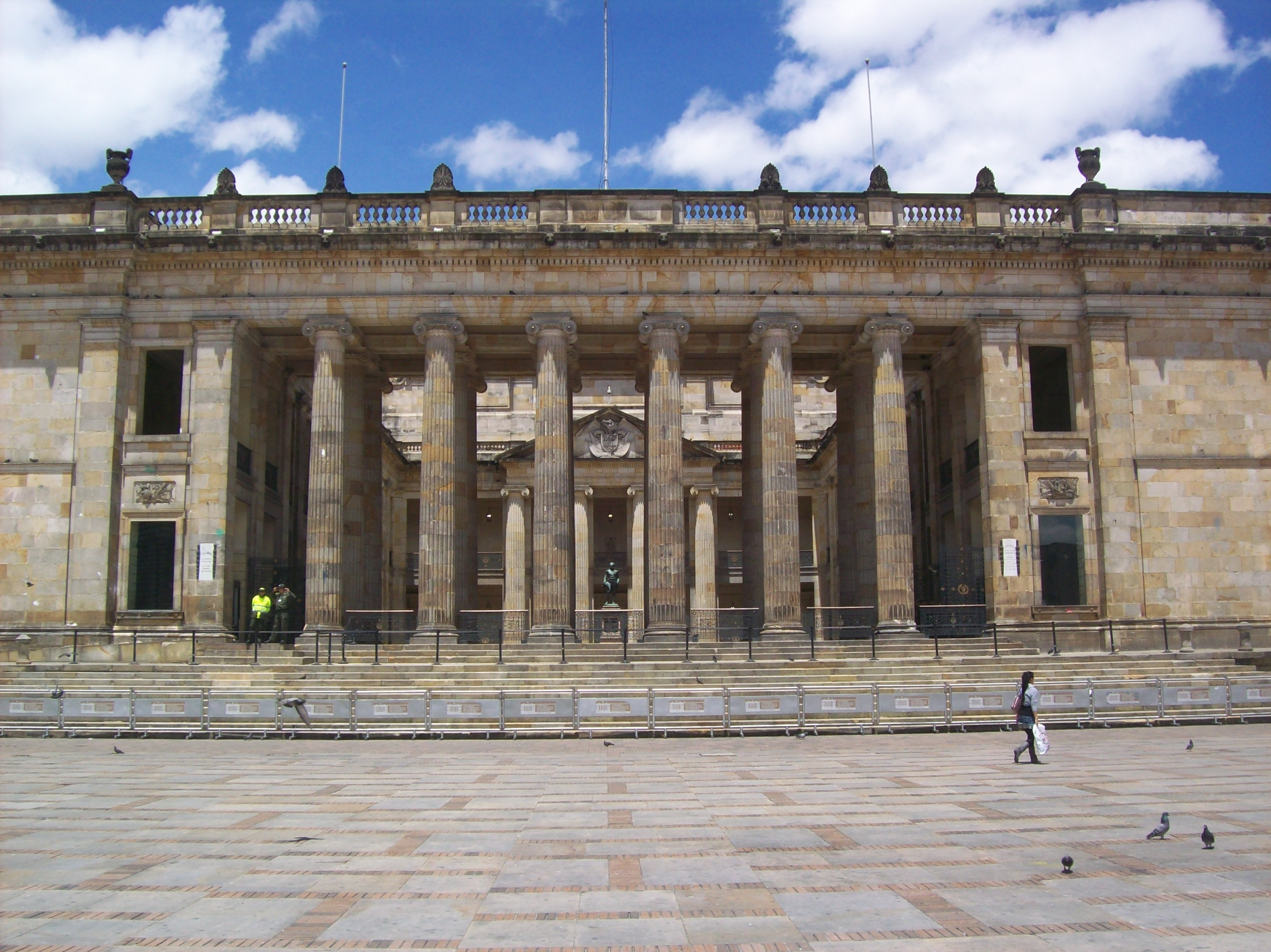
Campidoglio Nazionale della Colombia, Bogotá

L'ultimo edificio di questo filone è il Jefferson Memorial, inaugurato a Washington solo nel 1943. Ideato nel 1939 da John Russell Pope, sorse ad imitazione delle ville palladiane e dei templi romani e greci. L'edificio si dipana lungo una rotonda di colonne in stile ionico che culmina in un grande pronao, affacciato al fiume Potomac; il monumento riprende a modello anche la Rotonda che l'architetto e Presidente Thomas Jefferson, al quale è dedicato lo stesso memoriale, aveva realizzato per l'Università della Virginia. Si tratta però di un revival assai distante dalle nuove tendenze dell'architettura del Novecento, che già da tempo aveva visto aprirsi nuove strade, in completa rottura col passato e le sue tradizioni stilistiche (si veda ad esempio la Casa sulla cascata, che Frank Lloyd Wright aveva completato nel 1939).

### America Latina
In Brasile le prime reazioni al Barocco si ebbero dopo il 1815 grazie all'apporto di alcuni architetti francesi, come Auguste-Henri-Victor Grandjean de Montigny; suoi, ad esempio, i progetti per la Praça do Comércio (costruita intorno al 1820) e l'Imperiale Accademia di Belle Arti (inaugurata 1826) a Rio de Janeiro. Una delle opere di maggiore importanza, sebbene realizzata verso la metà del secolo, è il Teatro di Santa Isabella a Recife, dell'ingegnere Louis Léger Vauthier, cui fece seguito il Teatro di Nostra Signora da Paz, a Belém, dove però prevalse lo stile coloniale americano.
Dopo le guerre d'indipendenza ispanoamericana il Neoclassicismo divenne lo stile ufficiale di importanti architetture di rappresentanza dell'America Latina: a titolo d'esempio si ricorda il Campidoglio di Bogotà.

## Influenze neoclassiche nell'architettura del Novecento

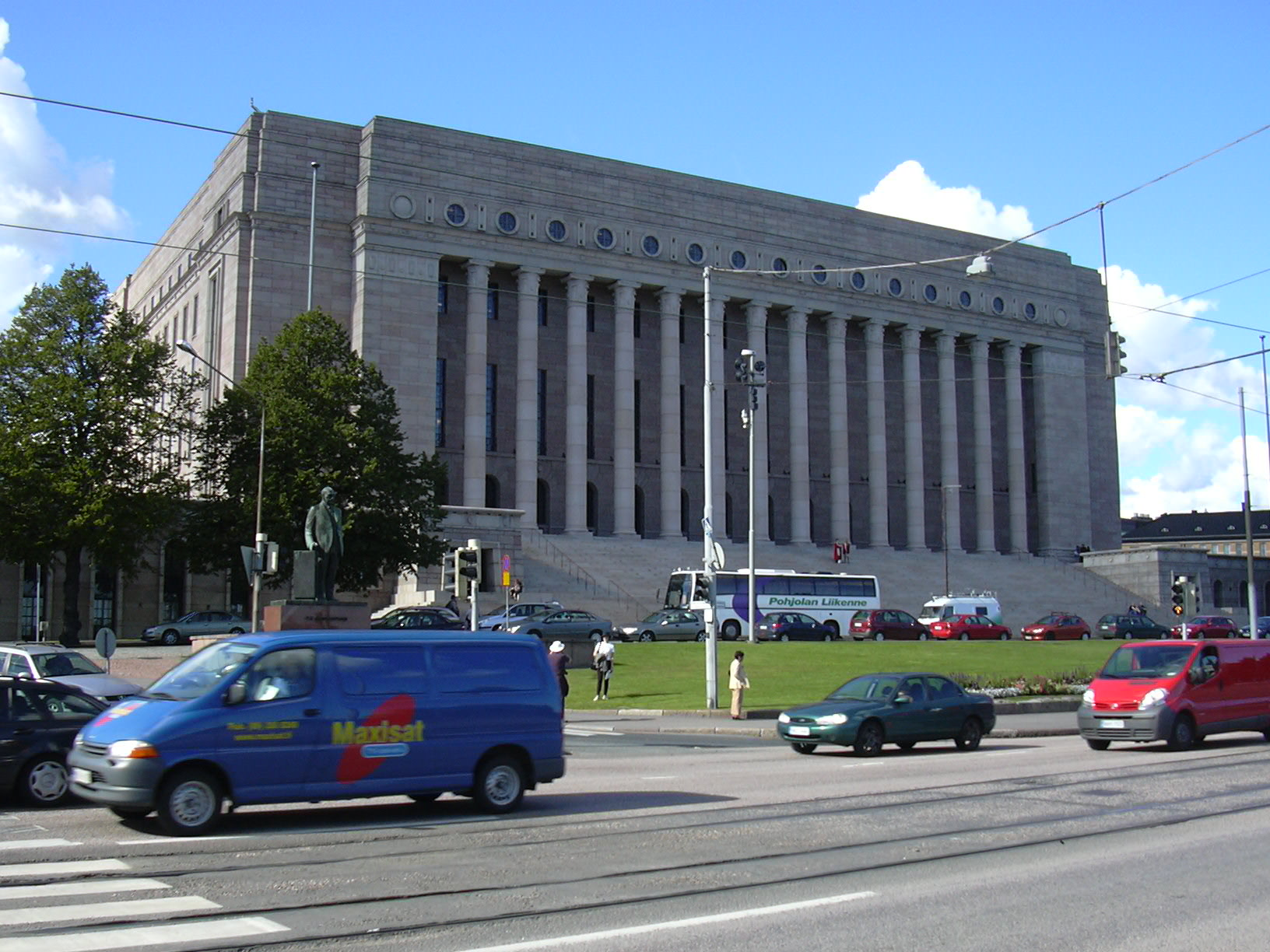
Eduskuntatalo a Helsinki (1927 - 1931)

Come si è potuto osservare, lo stile neoclassico caratterizza un'epoca assai lunga, confluendo nell'eclettismo e spingendosi fino ai primi decenni del XX secolo. Nel Novecento, accanto a vere e proprie citazioni del passato, come quelle che si ritrovano nei principali monumenti di Washington, in diversi paesi si svilupparono una serie di tendenze ispirate al Classicismo e al Neoclassicismo.
In Italia, dopo i fasti retorici del già citato Monumento di Vittorio Emanuele II, si assiste a una semplificazione del lessico architettonico, che però, durante il fascismo, rimane sostanzialmente di stampo classicista; i nuovi modelli proposti in quell'epoca sono, con alcune eccezioni (vedi la Stazione di Firenze Santa Maria Novella), ancora legati alla simmetria e a una decorazione all'antico ridotta ai suoi elementi essenziali. I risultati, sono annoverarsi in quel Neoclassicismo semplificato tipico di Marcello Piacentini e che è da inquadrare nella corrente architettonica definita più propriamente monumentalista. Tali esempi, sebbene in parte rivalutati dalla critica più recente, furono spesso ritenuti grotteschi ed espressione di un provincialismo lontano dalle correnti architettoniche e di pensiero più evolute e internazionali del Movimento Moderno; ne è un esempio il Palazzo della Civiltà Italiana, che riprende il modello del Colosseo, spogliandolo di ogni decoro (viene infatti chiamato anche Colosseo quadrato).

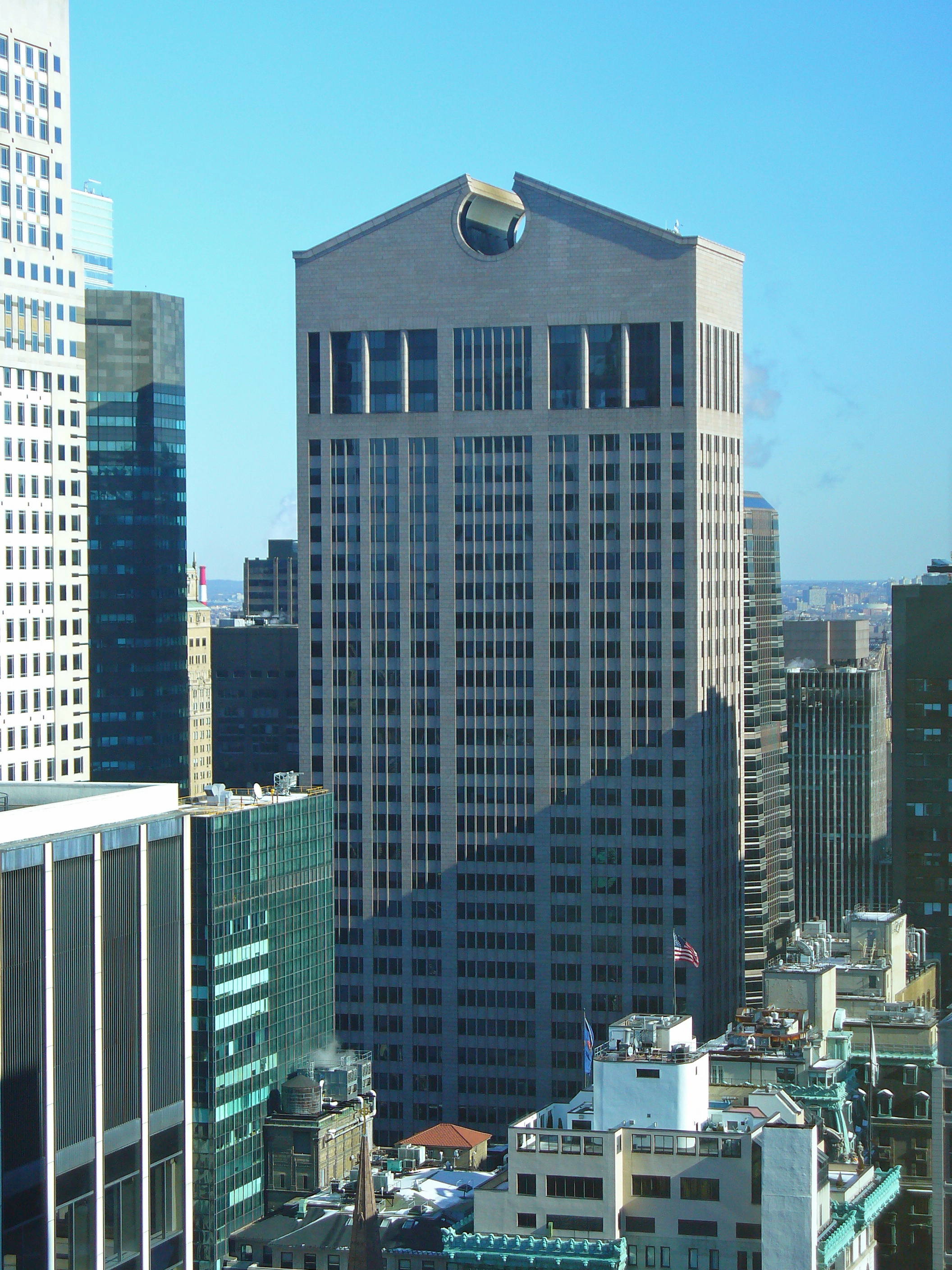
AT&T Building a New York

Anche in Germania i piani di Adolf Hitler avrebbero dovuto cambiare il volto della capitale, trasformandola in una città monumentale. Autore dei progetti, che però non saranno mai concretizzati, fu Albert Speer, amico personale del Führer. La poderosa cupola a cassettoni della Große Halle, basata sul modello del Pantheon di Roma, avrebbe rappresentato, con i suoi oltre 200 metri di diametro, il fulcro della nuova Berlino; all'esterno, i disegni mostrano un poderoso colonnato classicheggiante aperto su una vasta piazza per le adunate, il tutto in scala colossale. Esempi analoghi si ritrovano anche in Russia e nei paesi direttamente influenzati dall'Unione Sovietica, quali Polonia e Cina.
Il Neoclassicismo semplificato si può rinvenire anche nelle opere tarde di Auguste Perret e persino nel crematorio di Stoccolma, di Gunnar Asplund ("Neoclassicismo scandinavo"). Alcuni critici hanno definito neoclassico anche il Movimento Moderno (includendovi anche Ludwig Mies van der Rohe) quando ha perseguito monumentalità e simmetria.
Il repertorio classico troverà un periodo di intensa fortuna a partire dalla fine degli anni settanta, nell'ambito del Postmoderno (e nella cosiddetta nuova architettura classica), movimento che esprime una libertà stilistica sgombra dai vincoli modernisti. Frontoni, colonne e altri elementi della tradizione torneranno quindi in auge: un celebre esempio viene offerto dal frontone classicheggiante del grattacielo AT&T Building (ora Sony Building), che Philip Johnson costruirà a New York nel 1984.